# Guerra del Yom Kippur
La Guerra del Yom Kippur, Guerra del Ramadà o Guerra d'Octubre, també coneguda com la Guerra Araboisraeliana de 1973 o la Quarta Guerra Araboisraeliana, fou una guerra començada el 6 d'octubre de 1973 per Egipte i Síria per tal d'intentar recuperar els territoris perduts (el Sinaí i els Alts del Golan respectivament) en mans d'Israel el 1967 en la Guerra dels Sis Dies.
Els àrabs agafaren els israelians per sorpresa, en la festivitat del Yom Kippur, festivitat que té lloc deu dies després del començament del nou any jueu, i la festa més important en el judaisme, que coincidí amb el mes musulmà del Ramadà. L'exèrcit israelià estava parcialment desmobilitzat amb motiu de la festivitat, i això ajudà egipcis i sirians a una ràpida penetració dins els territoris; així i tot, els soldats israelians pogueren anar al front amb gran rapidesa atesa la nul·la circulació civil per carreteres i autopistes.
Després d'intensíssims combats en què tots els exèrcits foren abastits per les dues superpotències del moment, (els Estats Units enviaven armament cap a Israel a un ritme de 900 tones diàries, mentre que la Unió Soviètica inicià el dia 13 un pont aeri per a subministrar material a egipcis i sirians), a poc a poc l'exèrcit israelià anà recuperant terreny, i travessà el Canal de Suez pel sud, amenaçant d'arribar a la capital egípcia. Pel que fa als alts del Golan, l'exèrcit israelià, després d'un combat de forces helitransportades, prengué per assalt el cim de la muntanya Hermon, punt avançat de la defensa síria. La guerra va estar a punt de portar al conflicte les dues superpotències nuclears.
Mentrestant, Washington i Moscou, es reuniren per a redactar un pla de pau que permetés la fi de les hostilitats. Després d'intenses negociacions, i veient els països àrabs que no podrien guanyar, es declararà l'alto el foc el dia 24 d'octubre. Al final de les hostilitats, les tropes israelites eren a només 40 km de Damasc i a 101 km del Caire.
La guerra va tenir implicacions molt fondes: el món àrab, humiliat per la desfeta de l'aliança entre Egipte, Síria i Jordània en la Guerra dels Sis Dies, se sentí psicològicament reivindicat pels primers èxits del conflicte. A Israel, malgrat els impressionants èxits operatius i tàctics en el camp de batalla, la guerra havia posat punt final al sentiment d'invencibilitat i complaença. La guerra també desafià moltes assumpcions americanes: els Estats Units començaren nous esforços de mediació i de pau. Aquests canvis prepararen el camí per al posterior procés de pau. Els Acords de Camp David van fer que el Sinai tornés a Egipte i que es normalitzessin les relacions, i Egipte fou el primer país àrab que reconegué pacíficament l'estat d'Israel. Egipte va anar deixant progressivament de pertànyer a l'esfera d'influència soviètica.

## Rerefons
La guerra formava part del conflicte araboisraelià, una disputa en marxa que portava en marxa des de 1948, quan es creà l'estat d'Israel. Durant la Guerra dels Sis Dies de 1967, Israel havia conquerit a Egipte la península del Sinaí i gairebé la meitat dels Alts del Golan de Síria.
D'acord amb Chaim Herzog:
| « | El 19 de juny de 1967 el Govern d'Unitat Nacional d'Israel votà de manera unànime tornar el Sinaí a Egipte i els Alts del Golan a Síria a canvi d'acords de pau. El Golan hauria de ser desmilitaritzat i es negociaria un estàtus especial pels estrets de Tiran. El govern també decidí obrir negociacions amb el rei Hussein de Jordània sobre la frontera oriental | » |

La decisió israelita havia de ser enviada als estats àrabs pel govern americà. Els Estats Units van ser informats de la decisió, però no sabien que havien de transmetre-la. No hi ha proves que Egipte o Síria la rebessin. La decisió va ser mantenida com un alt secret als cercles governamentals israelians i l'oferta va ser retirada a l'octubre de 1967.
Tant Egipte com Síria volien recuperar els territoris perduts a la Guerra dels Sis Dies. El setembre del 1967, la Conferència Àrab de Khartum publicà els "tres no", decidint que "no hi hauria pau, ni reconeixement ni negociació amb Israel". En el transcurs dels anys posteriors a la guerra, Israel construí línies de fortificacions tant al Sinaí com als Alts del Golan. El 1971, Israel gastà 500 milions de dòlars, fortificà les seves posicions al Canal de Suez, en una cadena de fortificacions i treballs gegantins coneguts com la Línia Bar Lev, en honor del general israelià Chaim Bar-Lev.
El President d'Egipte Gamal Abdel Nasser va morir al setembre de 1970, sent succeït per Anwar Sadat. Sadat, en resposta a una iniciativa de l'intermediari de les Nacions Unides Gunnar Jarring, declarà que si Israel es comprometia a retirar les seves forces armades del Sinaí i de la Franja de Gaza, a aconseguir un assentament just pel problema dels refugiats, a retirar les seves forces armades de tots els territoris ocupats des del 5 de juny de 1967 i a implementar les altres provisions de la Resolució 242 del Consell de Seguretat de les Nacions Unides com demanava Jarring, Egipte estaria "disposat a assolir un acord de pau amb Israel". Israel respongué que no hi hauria retirada fins a les fronteres del 5 de juny de 1967.
Sadat esperava que si causava encara que fos una derrota limitada als israelians, l'statu quo podria alterar-se. Hafez al-Assad, líder sirià, tenia una opinió diferent. Tenia pocs interessos en les negociacions, i pensava que reprendre els Alts del Golan seria purament una opció militar. Després de la Guerra dels Sis Dies, Assad havia iniciat una gran construcció militar i esperava fer de Síria la potència militar dominant dels estats àrabs. Amb l'ajut d'Egipte, Assad creia que el seu nou exèrcit podria guanyar a Israel i assegurar el paper de Síria a la regió. Assad només contemplava les negociacions un cop als Alts del Golan haguessin estat reconquerits per la força, la qual cosa induiria a Israel a rendir la Cisjordània i Gaza, entre altres concessions.
Sadat també tenia importants preocupacions domèstiques en voler la guerra. "Els tres anys des que Sadat havia ocupat el càrrec... van ser els més desmoralitzadors de la història d'Egipte... Una economia dissecada s'afegia a l'abatiment de la nació. La guerra era una opció desesperada." A la seva biografia de Sadat, Raphael Israeli argumentà que Sadat creia que el nucli del problema es trobava a la gran vergonya de la Guerra dels Sis Dies, i abans que es pogués fer cap reforma creia que s'havia de superar aquella vergonya. L'economia d'Egipte estava en runes, però Sadat sabia que les grans reformes que creia necessàries serien molt impopulars en grans capes de la societat. Una victòria militar li donaria la popularitat que necessitava per fer canvis. Una part de la població egípcia, principalment els estudiants universitaris que llançaven àmplies protestes, volien decididament una guerra per reclamar el Sinaí i era molt molest que Sadat no n'hagués llançat una en els seus 3 primers anys al càrrec.
La resta d'estats àrabs no es mostraren tan decidits a llançar-se a una nova guerra. El rei Hussein de Jordània temia una altra gran pèrdua de territori com havia passat a la Guerra dels Sis Dies, en la que Jordània va perdre tota la riba occidental, territori que havia conquerit i annexionat el 1948-49 i havia doblat la seva població. Sadat també donava suport a les reclamacions de l'Organització d'Alliberament de Palestina (OLP) sobre la Riba Occidental i Gaza, i en el fet d'una victòria promesa per Iàssir Arafat que els donaria el control. Hussein encara veia la Riba Oest com a part de Jordània i volia que tornés al seu regne. A més, durant la crisi de Setembre Negre de 1970, gairebé havia esclatat una guerra civil entre l'OLP i el govern jordà. A la guerra, Síria va intervenir militarment al costat de l'OLP, allunyant-se de Hussein.
Iraq i Síria també mantenien unes relacions tenses; i els iraquians es negaren a unir-se a l'ofensiva inicial. El Líban, que compartia frontera amb Israel, no s'esperava que entrés a la guerra a causa del seu petit exèrcit i ja tenia una inestabilitat evident. Els mesos anteriors a la guerra van veure a Sadat llançant-se a una ofensiva diplomàtica intentant guanyar-se suports per a la guerra. A la tardor de 1973, reclamà el suport a més d'un centenar d'estats. Aquests eren principalment els països de la Lliga Àrab, el Moviment de Països No Alineats i l'Organització d'Unitat Africà. Sadat també treballà per guanyar-se el favor a Europa, tenint alguns èxits abans de la guerra. El Regne Unit i França se situaren per primera vegada amb les potències àrabs contra Israel al Consell de Seguretat de les Nacions Unides.

### Fets que portaren a la guerra
Després del rebuig de la iniciativa de pau de Sadat per part d'Israel, que proposava una retirada total israeliana fins a les fronteres de 1967 a canvi d'un tractat de no-bel·ligerància, Sadat declarà Egipte estava preparat per "sacrificar un milió de soldats" per recuperar el seu territori perdut. Des de finals de 1972, Egipte començà a concentrar els esforços en millorar les seves forces, rebent de la Unió Soviètica caces MiG-21, míssils antiaeris SA-2, SA-3, SA-6 i SA-7, tancs T-55 i T-62, canons antitanc RPG-7, i el míssil guiat antitanc AT-3 Sagger, i millorà les seves tàctiques militars, basades en les doctrines de batalla soviètiques. Els generals polítics, que majoritàriament havien estat els responsables de la desfeta de 1967, van ser substituïts per militars competents.
El paper de les superpotències, també, va ser un factor important en l'esclat d'ambdues guerres. La política de la Unió Soviètica va ser una de les causes de la feblesa militar egípcia. El president Nasser només era capaç d'obtenir el material per un mur defensiu de míssils antiaeris després de visitar Moscou i pregar-ho als líders del Kremlin. Els va dir que si no rebia els subministraments, hauria de tornar a Egipte i dir al seu poble que Moscou els havia abandonat, i llavors abandonar el poder a un dels seus pars que podria arribar a un tracte amb els americans. Llavors, els americans tindrien les mans lliures a la regió, la qual cosa Moscou no podia permetre.

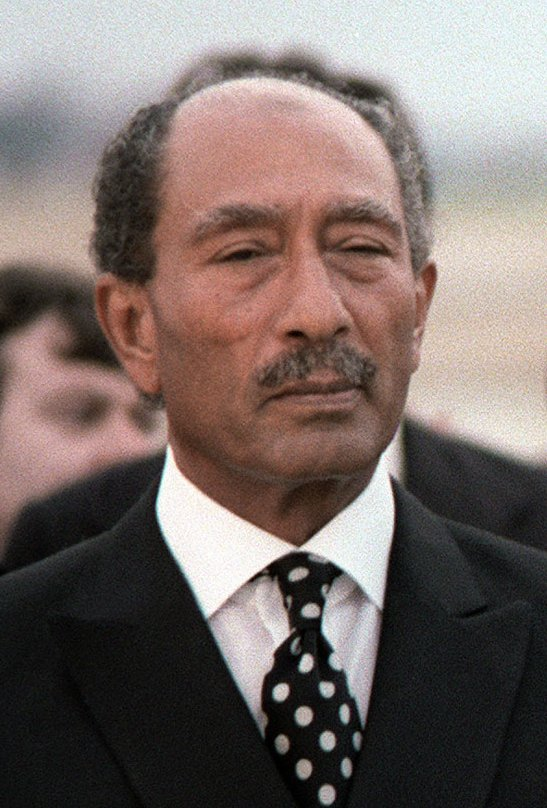
El President egipci Anwar Sadat.

Un dels objectius no declarats d'Egipte de la Guerra de Desgast era forçar la Unió Soviètica a portar subministraments a Egipte amb més armes avançades. Egipte creia que l'única manera de convèncer els líders soviètics de les deficiències dels avions i de l'armament de la defensa aèria subministrat a Egipte després de 1967 era posar a prova l'armament soviètic contra l'armament avançat que els Estats Units havien subministrat a Israel.
La política de Nasser després de la derrota de 1967 entrà en conflicte amb la Unió Soviètica. Els soviètics volien evitar una nova conflagració entre àrabs i israelians a fi de no deixar-se arrossegar a una confrontació amb els Estats Units. La realitat de la situació semblà aparent quan les superpotències es trobaren a Oslo i acordaren mantenir l'statu quo. Això era inacceptable pels líders egipcis, i quan es descobrí que els preparatius egipcis per travessar el canal estaven sent filtrada, es convertí en imperatiu que els soviètics sortissin d'Egipte. El juliol del 1972, Egipte expulsà uns 20.000 consellers militars soviètics del país i reorientà la política exterior soviètica vers una més favorable amb els Estats Units. Els sirians es mantingueren alineats amb la Unió Soviètica.
Els soviètics creien que Sadat tindria poques oportunitats en qualsevol guerra. Advertiren que si intentava travessar el molt fortificat Canal de Suez patiria un gran nombre de baixes. Tant els soviètics com els americans perseguien una détente, i no estaven interessats en el fet que l'Orient Mitjà es desestabilitzés. Al juny de 1973 en una trobada amb el President americà Richard Nixon, el líder soviètic Leonid Bréjnev proposà que Israel retrocedís fins a la seva frontera de 1967. Bréjnev va dir que si Israel no ho feia, "tindrem dificultats en aconseguir que la situació militar no s'encengui", un indicatiu que la Unió Soviètica no podia aturar els plans de Sadat.
En una entrevista publicada a Newsweek el 9 d'abril de 1973, el president Sadat amenaçà de nou amb la guerra amb Israel. En diverses ocasions durant 1973, les forces àrabs realitzaren maniobres a gran escala, fent que els militars israelians posessin el nivell d'alerta en el màxim nivell, només per ser baixat uns dies després. Els líders israelians encara creien que si tenia lloc un atac, la Força Aèria Israeliana podria rebutjar-lo.
Gairebé tot un any abans de la guerra, en una reunió amb el seu Consell Suprem de les Forces Armades celebrada el 24 d'octubre de 1972, Sadat declarà la seva intenció d'anar a la guerra amb Israel fins i tot sense el suport soviètic. Els plans ja havien començat el 1971 i va realitzar-se en un secret absolut (fins i tot els comandants del graó més alt no van saber res dels plans de guerra fins a menys d'una setmana abans de l'atac, i les tropes no ho van saber-ho fins poques hores abans). El pla per atacar Israel conjuntament amb Síria va ser batejat com a operació "Badr'' ("Lluna plena" en àrab), per la batalla de Badr, en la que els musulmans sota Mahoma derrotaren els  quraixites de la Mecca.

### Preparació de l'atac per sorpresa
El Departament de Recerca del Directori d'Intel·ligència Militar (abreujat com a Aman) de les Forces de Defensa d'Israel (FDI) era responsable de formular les estimacions d'intel·ligència d'Israel. Les seves avaluacions sobre la possibilitat de la guerra es basaven en diversos supòsits. En primer lloc, s'assumia correctament que Síria no aniria a la guerra amb Israel tret que Egipte també ho fes. En segon lloc, el departament sabia de Ashraf Marwan, exgendre del President Nasser i que era un important agent del Mossad, que Egipte volia reconquerir tot el Sinaí, però que no aniria a la guerra fins que rebessin caça bombarders MiG 23 per neutralitzar la Força Aèria Israeliana, així com míssils Scud per emprar-se contra les ciutats israelianes com a aturador dels atacs israelians contra les infraestructures egípcies.
Com que no havien rebut els MiG-23, i els míssils Scud no van arribar a Egipte des de Bulgària a finals d'agost i costaria quatre mesos entrenar les tripulacions terrestres egípcies, l'Aman va preveure que la guerra amb Egipte no era imminent. Aquesta assumpció sobre els plans estratègics egípcis, conegut com "el concepte", van perjudicar enormement el pensament del departament i van fer que no es prenguessin seriosament altres alertes de la guerra.
Cap a mitjans de 1973, l'Aman estava gairebé al corrent de tots els plans àrabs de guerra. Sabien que el segon i el tercer exèrcits egipcis intentarien travessar el Canal de Suez i avançar 10 km al Sinaí, seguides per divisions cuirassades que avançarien cap als passos de Mitla i Gidi, i que les unitats navals i paracaigudistes llavors intentarien capturar Sharm el-Sheikh. L'Aman també era coneixedor de molts detalls del pla de guerra sirià. Malgrat això, els analistes israelians, seguint "el concepte", no van creure que els àrabs volguessin seriosament anar a la guerra.
Els egipcis van fer molt per promoure aquest malentès. Tant els israelians com els americans creien que l'expulsió dels observadors militars soviètics havia reduït enormement l'efectivitat de l'exèrcit egipci. Els egipcis asseguraren que hi havia un flux constant d'informació falsa sobre problemes de manteniment i mancances de personal per operar l'equipament més avançat. Els egipcis van fer reiterats informes falsos sobre la mancança de peces de recanvi dirigits cap als israelians. Sadat havia participat tant de temps en una política arriscada que les seves freqüents amenaces de guerra estaven sent ignorades pel món.
A l'abril i maig de 1973, la intel·ligència israeliana començà a capturar senyals sobre les intencions egípcies sobre la guerra, reconeixent que hi tenien les divisions necessàries i els equipaments de ponts per travessar el Canal, així com un paraigua de míssils per protegir qualsevol operació de travessia d'un atac aeri. Malgrat això, Eli Zeira, cap de l'Aman, encara confiava que les probabilitats que hi hagués guerra eren baixes.
Al maig i a l'agost de 1973 els egipcis van fer maniobres militars prop de la frontera, i Ashraf Marwan advertí inacuradament que Egipte i Síria llançarien un atac per sorpresa el 15 de maig. L'exèrcit israelià es mobilitzà com a resposta a aquests exercicis amb un cost considerable. Aquests exercicis eren per assegurar que els israelians creuria que els preparatius de guerra previs a just abans que l'atac es llancés eren simplement unes noves maniobres.

### Maniobres militars egípcies i sirianes
Durant la setmana prèvia al Yom Kippur, l'exèrcit egipci va preparar uns exercicis d'entrenament d'una setmana de durada al costat del Canal de Suez. La intel·ligència israeliana, detectant els grans moviments de tropes dirigint-se cap al canal, no els va tenir en compte, assumint que es tractaven de meres maniobres. Els moviments de tropes sirianes cap a la frontera també va ser detectada, així com que els permisos havien estat cancel·lats i havien cridat els reservistes de l'exèrcit sirià. Aquestes accions van ser considerades com a confuses, però no com una amenaça perquè, tal com creia Aman, no atacarien sense Egipte i Egipte no atacaria fins que no rebés l'armament que esperava. Malgrat aquesta creença, Israel envià reforços als Alts del Golan. Aquestes forces es demostrarien crítiques durant els primers dies de la guerra.
El 27 i el 30 de setembre, dues tandes de reservistes van ser cridats per l'exèrcit egipci per participar en les maniobres. Dos dies abans de l'esclat de la guerra, el 4 d'octubre, el comandament egipci va fer pública la desmobilització de part dels reservistes cridats el 27 de setembre per disminuir les sospites al costat israelià. Uns 20.000 soldats van ser desmobilitzats, i subseqüentment alguns d'aquests homes van rebre permís per realitzar la Umrah (pelegrinatge) a La Meca. Els informes també donaven instruccions als cadets de les acadèmies militars perquè reprenguessin els seus estudis el 9 d'octubre.
L'1 d'octubre, un investigador de l'Aman, el tinent Binyamin Siman-Tov, presentà un informe on argumentava que els desplegaments i les maniobres al Canal de Suez semblaven un camuflatge per a una travessa real del Canal. Siman-Tov envià un informe més comprensible el 3 d'octubre. Ambdós van ser ignorats pel seu superior.
D'acord amb el general El-Gamasy, "Sobre la iniciativa de l'estat major d'operacions, vam revisar la situació a terra i vam desenvolupar un marc per a l'operació ofensiva planejada. Vam estudiar les característiques tècniques del Canal de Suez, el flux i el reflux de les marees, la velocitat dels corrents i la seva direcció, les hores de foscor i la llum de la lluna, clima i condicions a la Mediterrània i al mar Roig." Encara afegí que "Dissabte 6 d'octubre de 1973 (10 de Ramadà de 1393) va ser el dia triat per l'opció setembre-octubre. Les condicions per a una travessa eren bones, era un dia festiu a Israel, i la lluna aquell dia, el 10 de Ramadà, lluïa des de la posta del sol fins a mitjanit."
La guerra coincidia aquell any amb el mes musulmà de Ramadà, quan molts soldats àrabs musulmans també dejunaven. Per l'altre costat, el fet que l'atac fos llançat pel Yom Kippur podria "ajudar" Israel a reunir més fàcilment les seves reserves a les seves llars i a les sinagogues, car les carreteres i les línies de comunicació estaven majoritàriament obertes i facilitava la mobilització i el transport dels militars.
Malgrat negar-s'hi a participar, el rei Hussein de Jordània es trobà amb Sadat i Assad a Alexandria dues setmanes abans. Donades les suspicàcies mútues existents entre els líders àrabs, és difícil que parlessin sobre plans de guerra específics. Però és possible que Sadat i Assad haguessin tret el tema de la guerra amb Israel en termes generals per saber les possibilitats que Jordània se'ls unís.
La nit del 25 de setembre, el rei Hussein volà en secret fins a Tel-Aviv per advertir la primera ministra israeliana Golda Meïr. "Aniran a la guerra sense Egipte?", preguntà la sra. Meir; el rei va dir que no ho creia, "Crec que [Egipte] cooperarà." Aquest avís va ser ignorat, i Aman va concloure que el rei no va dir res que no se sabés. Durant el mes de setembre Israel rebé 11 alertes de guerres de fonts ben situades. Malgrat això, el director del Mossad general Zvi Zamir continuà insistint que la guerra no era una opció pels àrabs, tot i l'advertència de Hussein. Zamir posteriorment remarcaria que "simplement no els creiem capaços [d'anar a la guerra]".
El dia abans de la guerra, el general Ariel Xaron va inspeccionar fotografies aèries i d'altres documents d'intel·ligència aportats per Yehoshua Saguy, el seu oficial de la divisió d'intel·ligència. El general Sharon notà que la concentració de tropes egípcies al canal era molt superior al que s'havia observat durant les maniobres, i que els egipcis havien portat tot els seus equips de travessa al canal. Llavors cridà al general Shmuel Gonen, qui l'havia substituït com a cap del Comandament Sud, i li expressà la seva certesa que la guerra era imminent.
Entre el 4 i el 5 d'octubre, la preocupació de Zamir va anar creixent a mesura que es detectaven els signes d'un atac que semblava imminent. Els consellers soviètics i les seves famílies van abandonar Egipte i Síria, avions de transport preparats per ser carregats amb equipament militar aterraren tant a Cairo com a Damasc, i fotografies aèries revelaren que concentracions egípcies i sirianes de tancs, infanteria i míssils SAM amb una quantitat sense precedents. D'acord amb documents desclassificats de la Comissió Agranat, el general de brigada Yisrael Lior, que era conseller militar de la primera ministra Golda Meïr reclamà que el Mossad sabia per Ashraf Marwan que tindria lloc un atac sota la disfressa d'unes maniobres militars en el transcurs d'una setmana, però la informació no arribà a l'oficina del Primer Ministre. La informació acabà amb l'ajudant el cap del Mossad, Zvi Zamir, que el lliurà a Zamir el 5 d'octubre a les 0.30 h. D'acord amb l'afirmació un poc segur Zamir agraí a l'ajudant la informació i va dir que el portaria a l'oficina del Primer Ministre al matí. La nit del 5/6 d'octubre, Zamir viatjà a Europa per trobar-se amb Marwan a mitjanit. Marwan l'informà que era imminent un atac sirio-egipci; però li va dir incorrectament que l'atac tindria lloc al vespre.
Aquesta advertència en particular, combinada amb la gran quantitat d'alertes, va aconseguir finalment que l'Alt Comandament israelià es posés en acció. Només hores abans que l'atac comencés es donaren les ordres per a una mobilització parcial dels reservistes. Irònicament, advertir els reservistes va ser més fàcil que habitualment, car gairebé totes les tropes estaven a les sinagogues o a les seves llars per la diada.
L'atac de les forces egípcies i sirianes va agafar per sorpresa als Estats Units. D'acord amb el futur Director de la CIA i Secretari de Defensa Robert Gates, estava reunit amb un negociador d'armes americà sobre la improbabilitat d'un conflicte armat a la regió quan sentí les notícies de l'esclat de la guerra per la ràdio. Per l'altre costat, el KGB sabia que l'atac tindria lloc amb anticipació, probablement per les seves fonts d'intel·ligència a Egipte.

### Israel no llança un atac preventiu

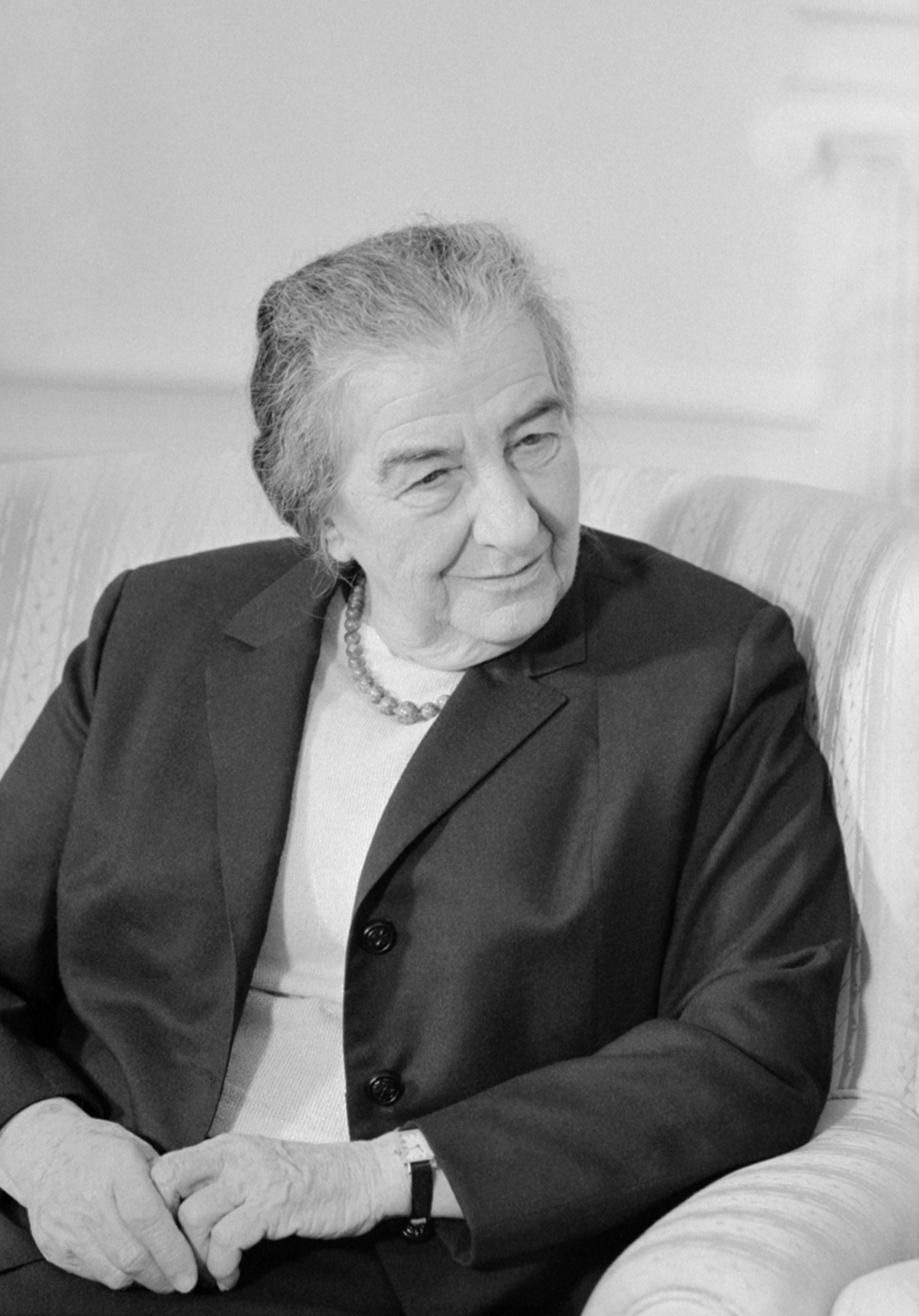
Tot i saber de la imminència de l'atac, la primera ministra d'Israel Golda Meïr va prendre la controvertida decisió de no llançar un atac preventiu.

L'estratègia israeliana es basava majoritàriament en la premissa que si la guerra era imminent, Israel llançaria un atac preventiu. S'assumia que els serveis d'intel·ligència israelians, en el pitjor dels casos, advertirien d'un atac àrab amb 48 hores d'anticipació.
Golda Meïr, Moixé Dayan i el general David Elazar es van reunir el matí del Yom Kippur, sis hores abans que comencés la guerra. Dayan començà la reunió argumentant que la guerra no era una certesa. Elazar llavors presentà el seu argument a favor d'un atac preventiu contra els aeròdroms sirians al migdia, els míssils sirians a les 15.00 h, les forces terrestres sirianes a les 5 de la tarda. "Quan les presentacions estaven fetes, la primera ministra es veié acorralada per la incertesa uns moments, i llavors va donar una decisió clara: no hi hauria un atac preventiu. Israel podria necessitar l'ajut nord-americà aviat i era imperatiu que no fos culpat d'haver iniciat la guerra. "Si ataquem primer, no rebrem ajut de ningú", va dir.
Altres nacions desenvolupades, dependents del petroli de l'OPEP, es va prendre més seriosament l'amenaça d'un embargament petroler i un boicot comercial, i aturaren l'enviament de subministraments de munició a Israel. Com a resultat, Israel va quedar completament depenent dels Estats Units per rebre subministraments militars, i era particularment sensible al fet que res pogués enrarir aquesta relació. Després que Meir prengués la seva decisió, a les 10:15 del matí es trobà amb l'ambaixador americà Kenneth Keating per tal d'informar els Estats Units que Israel no llançaria cap atac preventiu que iniciés una guerra, i demanaren que els esforços dels Estats Units es dirigissin a evitar la guerra. A les 18:33 (hora d'Israel) Keating envià un telegrama electrònic informant de la trobada.
Posteriorment arribà un missatge del Secretari d'Estat Henry Kissinger dient "No us avanceu". Al mateix temps, Kissinger també demanà als soviètics que empressin la seva influència per evitar la guerra, contactà amb Egipte amb el missatge israelià negant-se a llançar l'atac preventiu, i envià missatges a altres governs perquè se situessin al costat de la moderació. Aquests darrers esforços van ser fútils. D'acord amb Henry Kissinger, si Israel hagués atacat abans, no hauria rebut "ni un clau".
David Elazar proposà una mobilització de tota la Força Aèria i de quatre divisions cuirassades, amb un total d'entre 100.000 i 120.000 soldats, mentre que Dayan afavoria una mobilització de la Força Aèria i dues divisions cuirassades, totalitzant uns 70.000 soldats. Meir escollí la proposta d'Elazar.

## Operacions de combat

### Al Sinaí

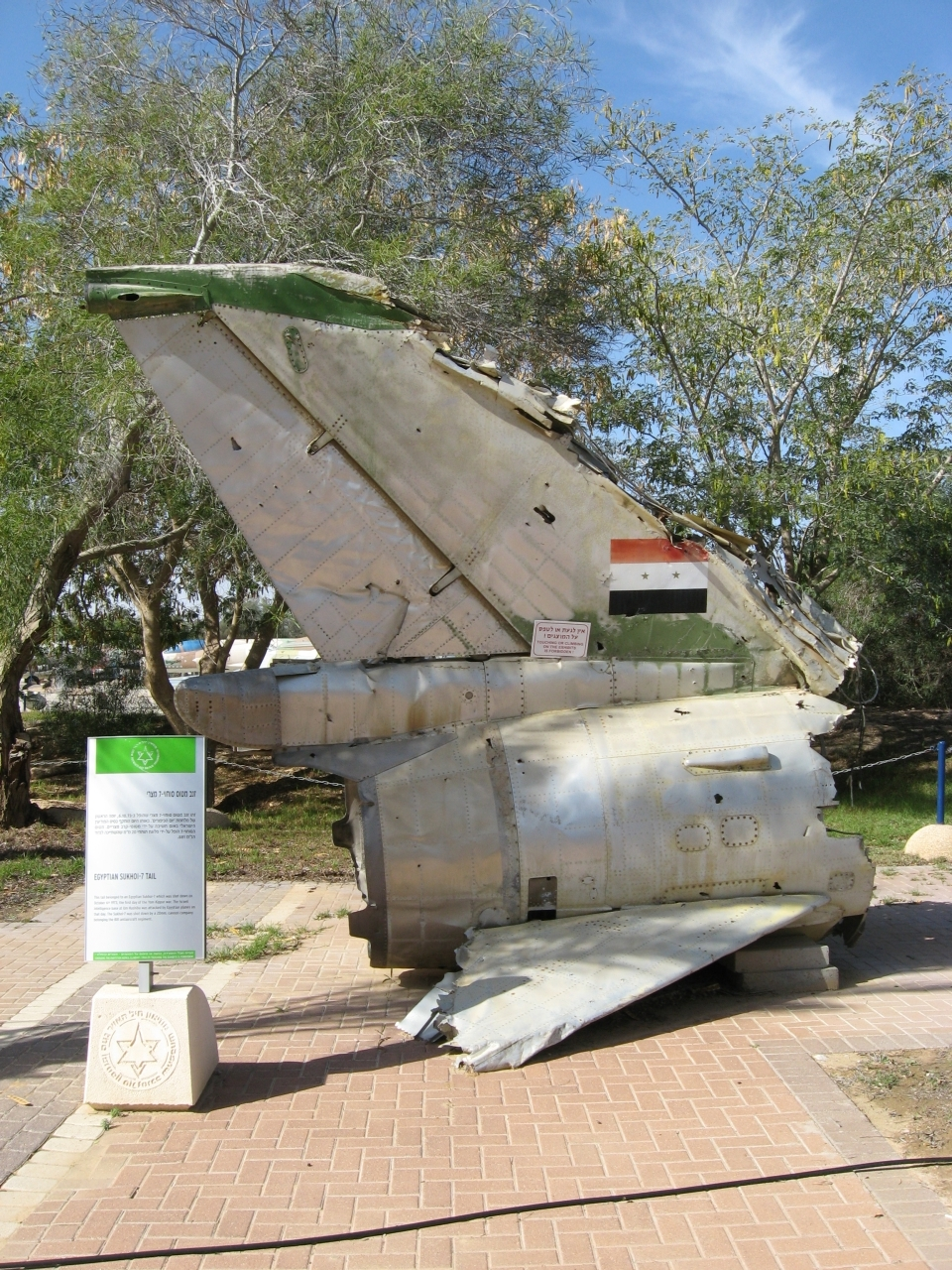
Restes d'un Sukhoi Su-7 egipci abatut sobre el Sinaí el 6 d'octubre.

El Sinaí era de nou l'arena del conflicte entre israelians i egipcis. Els egipcis havien preparat un assalt a través del canal i desplegaren 5 divisions, totalitzant 100.000 soldats, 1.350 tancs i 2.000 canons i morters pesats pel onslaught. Davant seu havien 450 soldats de la Brigada Jerusalem, desplegats en 16 fortins. Hi havia 290 tancs israelians en tot el Sinaí dividits en 3 brigades cuirassades, i només una d'aquestes estava desplegada prop del Canal quan començaren les hostilitats.
A la riba est del canal s'establiren caps de pont el 6 d'octubre. Les forces cuirassades israelianes llançaren contraatacs entre el 6 i 8 d'octubre, però sovint eren lents i sense suport adequat i eren rebutjats pels egipcis fent servir principalment míssils antitanc portàtils.
Les unitats egípcies generalment no avançaren més enllà d'una franja poc profunda per por de prendre la protecció de les seves bateries de míssils terra-aire (míssils SAM), que estaven situats a la riba oest del canal. A la guerra dels Sis Dies, la Força Aèria Israeliana havia atacat impunement els indefensos exèrcits àrabs. Egipte i Síria havien fortificat enormement el seu costat de les línies de l'alto el foc amb bateries SAM soviètiques, contra les quals la Força Aèria Israeliana no havia tingut temps d'executar una operació de supressió de les defenses aèries enemigues ("SEAD", pel nom en anglès Suppression of Enemy Air Defenses) a causa de l'element sorpresa. Israel, que havia invertit gran part del seu pressupost de defensa en construir la força aèria més poderosa de la regió, podria veure l'eficàcia de la seva força aèria restringida a les fases inicials del conflicte a causa de la presència dels SAM.
El 9 d'octubre, la Força Aèria Israeliana intentà concentrar les seves reserves i augmentar els subministraments mentre els egipcis seguien sobre l'estratègia defensiva. Es decidí contraatacar un cop els blindats egipcis intentessin expandir el cap de pont més enllà de la pantalla protectora dels SAM. La resposta, amb el nom clau operació Gazelle, va ser llançada el 15 d'octubre. Les forces israelianes, amb la divisió d'Ariel Xaron com a punta llança, travessà el corredor de Tasa i travessà el Canal de Suez al nord del Gran Llac Salat.
Després d'intensos combats, el progrés israelià cap al Caire va aturar-se mentre que avançaven cap al sud sobre la riba est del Gran Llac Sat i la seva extensió sud a la dreta del Canal dirigint-se cap a Port Suez, quan es declarà l'alto el foc el 24 d'octubre.

#### L'atac egipci

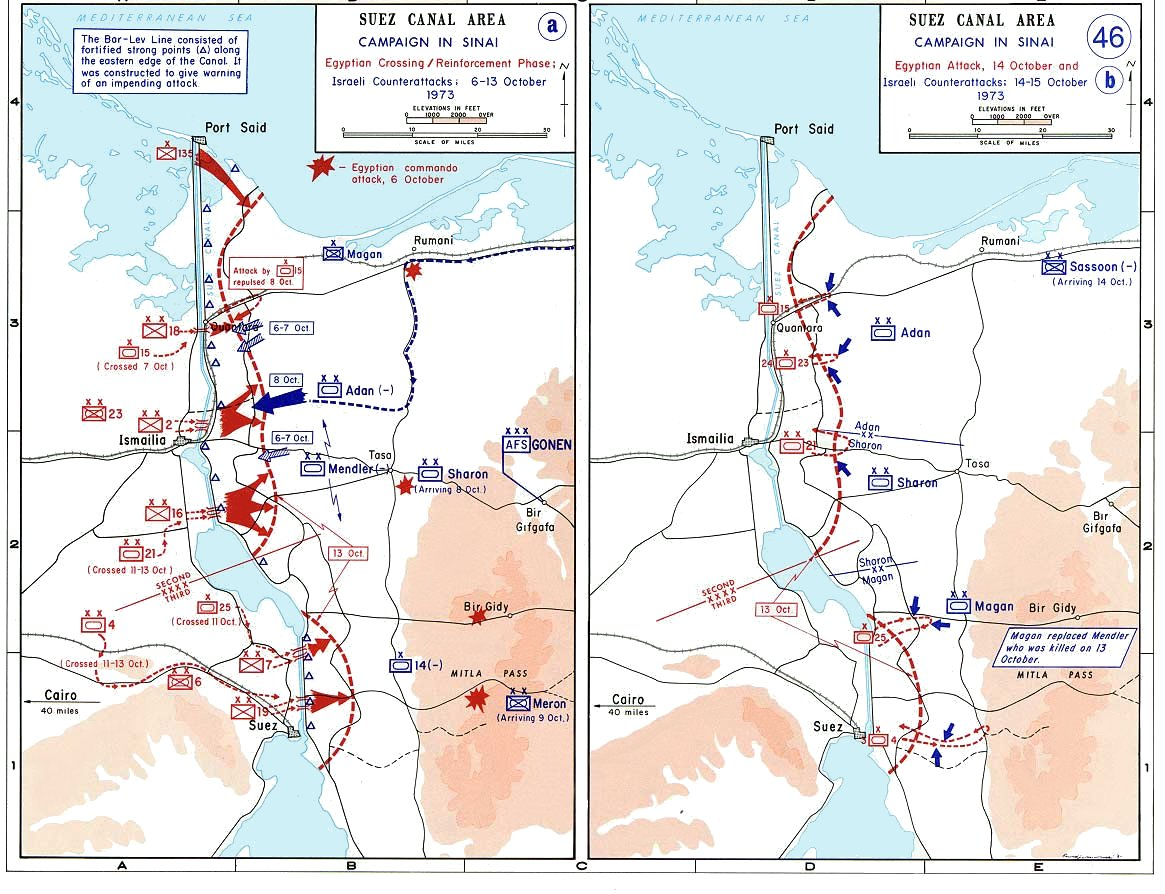
La Guerra al Sinaí, 6-15 d'octubre.

Anticipant un contraatac cuirassat israelià portat a terme per 3 divisions cuirassades, els egipcis havien armat les seves tropes d'assalt amb grans quantitats d'armament antitanc portàtils (principalment granades propulsades per coets i més avançats però menys nombrosos míssils guiats Sagger, que devastaren els primers contraatacs israelians). Cadascuna de les 5 divisions d'infanteria que travessà el míssil havien estat equipades amb coets RPG-7 i granades RPG-43, i reforçats amb un batalló de míssils guiats antitanc, car no tindrien cap suport cuirassat durant gairebé 12 hores.
A més, els egipcis havien construït rampes separades als punts de travessia, arribant a 21 metres per fer front al mur de sorra israelià, donant foc de cobertura per a la infanteria d'assalt i per fer front els primers contraatacs cuirassats israelians. L'escala i l'efectivitat de l'estratègia egípcia de desplegar tot aquest armament antitanc juntament amb la incapacitat israeliana d'impedir el seu ús mitjançant suport aeri proper (a causa de l'escut SAM) contribuí enormement a les pèrdues inicials israelianes a la guerra.

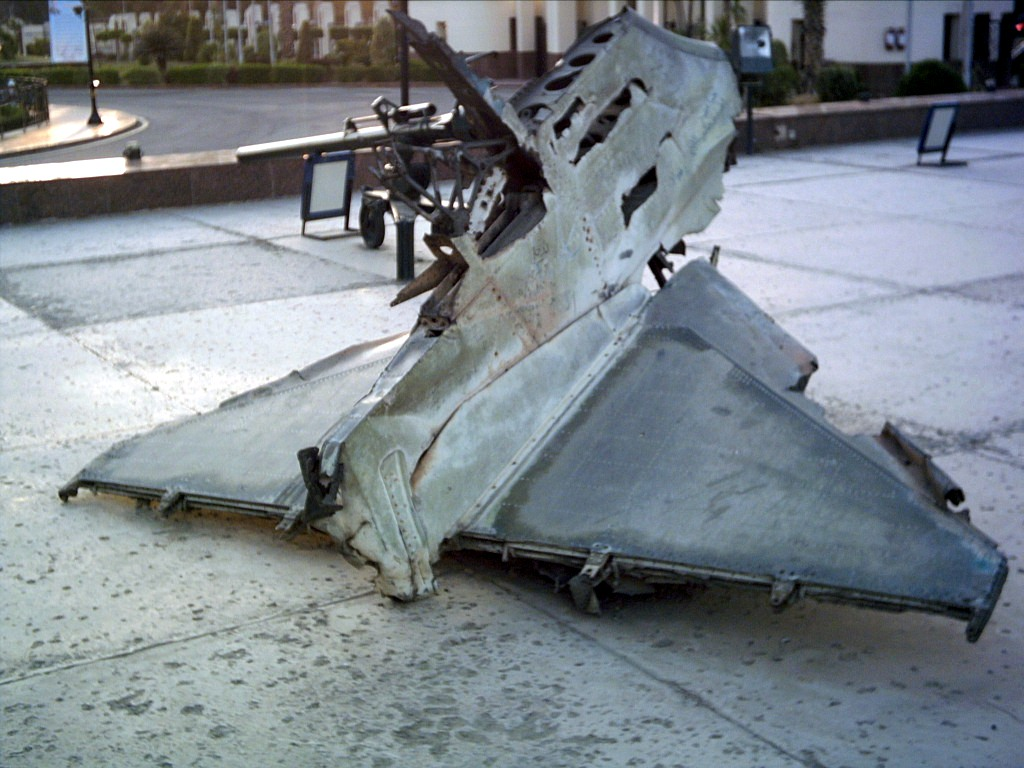
Restes d'un A-4 Skyhawk israelià

L'Exèrcit egipci va posar un gran esforç en trobar una manera ràpida i efectiva en trencar les defenses israelianes. Els israelians havien construït murs de sorra de 18 metres d'alt amb un desnivell de 60 graus i reforçats a la línia d'aigua. Els enginyers egipcis havien experimentat inicialment amb càrregues explosives i bulldozers per netejar els obstacles, abans que un oficial inferior proposés usar canons d'aigua d'alta pressió. La idea va ser provada, i s'importaren diversos canons d'aigua des del Regne Unit i l'Alemanya Oriental. Els canons d'aigua aconseguiren trencar els murs de sorra usant aigua del canal.
El 6 d'octubre, a les 14:00, començà l'operació Badr amb un gran atac aeri. Més de 200 avions egipcis atacaren simultàniament 3 bases aèries, bateries de míssils Hawk, tres centres de comandament, posicions d'artilleria i diverses instal·lacions de radar. Els aeroports de Refidim i de Bir Tamada van quedar temporalment fora de servei, i una bateria de Hawks a Ophir quedà malmesa. L'assalt aeri va ser conjuntat amb una barrera d'artilleria de 53 minuts de durada realitzada per més de 2.000 peces contra la Línia Bar Lev i la rereguarda dels centres de comandament i les bases de concentració.
L'escriptor Andrew McGregor afirmà que l'èxit del primer atac va fer innecessari un segon atac. Egipte reconegué la pèrdua de 5 avions durant l'atac. Però Kenneth Pollack va escriure que 18 avions egipcis van resultar abatuts, i aquestes pèrdues van fer que es cancel·lés la segona onada. En un enfrontament notable durant aquest període, un parell de F-4E Phantoms israelians desafiaren 28 MiGs egipcis sobre Sharm el-Sheikh durant mitja hora, abatent entre 7 o 8 MiGs sense patir cap pèrdua. Un dels pilots egipcis morts va ser el capità Atif Sadat, mig germà del President Sadat.
Simultàniament, 14 bombarders Tupolev Tu-16 egipcis atacaten objectius al Sinaí amb míssils Kelt, mentre que dos altres Tupolev dispararen dos míssils Kelt contra una central de radar al mig d'Israel. Un míssil va ser abatut per un caça Mirage israelià en patrulla, mentre que el segon va caure al mar. L'atac va ser una temptativa d'advertir Israel que Egipte podia respondre si es bombardejaven objectius a l'interior del territori egipci.
Sota la cobertura de la barrera inicial d'artilleria, la força d'assalt egípcia de 32.000 infants començà a travessar el canal en 12 onades en 5 zones de travessa separades, entre les 14:05 i les 17:30, en el que s'ha conegut com "La Travessa". Els egipcis evitaren que els israelians reforçaren la Línia Bar Lev i procediren a atacar les fortificacions israelianes. Mentrestant, els enginyers arribaren per obrir escletxes al mur de sorra. La Força Aèria Israeliana realitzaren operacions d'interdicció aèria per intentar evitar que s'erigissin els ponts, patint pèrdues a causa de les bateries SAM egípcies. Els atacs aeris es demostraren inútils, car el disseny en seccions dels ponts feia que fossin ràpids de reparar quan rebien un impacte.
Malgrat una resistència ferotge, la brigada de reserva israeliana aquarterada als forts de Bar-Lev quedà superada. D'acord amb Shazly, en només sis hores, 15 punts forts havien estat capturats mentre que les forces egípcies avançaven diversos kilòmetres al Sinaí. La narració de Shazly és disputada per Kenneth Pollack, que assenyala que majoritàriament, els fortins només caigueren després de repetits assalts fets per forces superiors o després de setges prolongats durant diversos dies. La fortificació més al nord de la Línia Bar Lev, amb el nom clau de "Fort Budapest", rebutjà repetits assalts i seguí en mans israelianes durant tota la guerra. Un cop els ponts van quedar instal·lats, començaren a travessar el canal els reforços d'infanteria amb armament antitanc, mentre que els primers tancs egipcis començaren l'avanç a les 20:30.
Els egipcis també intentaren aterrar diverses unitats de comandos mitjançant helicòpters en diverses zones del Sinaí per impedir l'arribada de reserves israelianes. Però tot acabà en desastre quan els israelians van abatre 20 helicòpters, causant grans baixes. El major general israelià Chaim Herzog va assenyalar que els helicòpters abatuts van ser 14. Malgrat això, d'altres fonts afirmen que "diversos" helicòpters van ser abatuts amb la "pèrdua total de vides" i que els pocs comandos que van aconseguir aterrar no van deixar de ser una "molèstia". Malgrat això, Kenneth Pollack assenyalà que malgrat les grans pèrdues, els comandos egipcis van lluitar excepcionalment durament i van crear una considerable sensació de pànic, fent que els israelians haguessin de prendre preocupacions que van dificultar la seva capacitat en concentrar-se per aturar l'assalt pel canal.
Les tropes egípcies avançaren entre 4 i 5 km al desert del Sinaí, amb dos exèrcits (ambdós de la mida d'un cos segons les mesures occidentals, incloent-hi la 2a divisió d'infanteria al 2n Exèrcit). L'endemà al matí, uns 850 tancs havien travessat el canal. A la seva història de la guerra, Saad El Shazly assenyala que el matí del 7 d'octubre, els egipcis tenien 280 soldats morts i tenien 20 tancs destruïts, tot i que aquestes xifres són discutides.
La majoria de soldats israelians que defensaven la Línia Bar-Lev eren baixes, i uns 200 havien estat fets presoners. Durant els dies següents, alguns defensors de la Línia Bar-Lev aconseguiren superar el cercle egipci i tornar a les seves línies, o van ser extrets durant els contraatacs israelians. Durant els següents dies, la Força Aèria Israeliana tingué un paper mínim a la lluita, car era necessària per combatre amb la simultània, i en darrera instància més amenaçadora, invasió siriana dels Alts del Golan.
Les forces egípcies llavors van consolidar les seves posicions inicials. El 7 d'octubre, els caps de pont van ser augmentats 4 km, al mateix temps que rebutjaven contraatacs israelians. Al nord, la 18a divisió egípcia atacà la ciutat de Qantara, combatent les tropes israelianes de dins i els voltants de la ciutat. Els combats eren barri a barri, i a vegades mà a mà. Els egipcis es van veure obligats a netejar la ciutat edifici per edifici. Al vespre, la major part de la ciutat estava en mans egípcies. Els combats a Qantara van finalitzar l'endemà al matí.
Mentrestant, els comandos egipcis que saltaren el 6 d'octubre començaren a fer front a les reserves israelianes l'endemà al matí. Ambdós bàndols patiren greus pèrdues, però a vegades els comandos van aconseguir retardar el moviment de les reserves israelianes fins al front. Aquestes operacions especials sovint comportaven confusió i angoixa entre els comandants israelians, que elogiaren els comandos egipcis, malgrat que segons d'altres fonts els comandos egipcis només van ser una molèstia. D'acord amb Abraham Rabinovich, només els comandos propers a Baluza i els que bloquejaven la carretera a Fort Budapest van tenir un cert èxit. Dels 1.700 comandos egipcis que penetraren darrere de les línies israelianes, 740 van resultar morts (molts en helicopters abatuts) i 330 van ser fets presoners.

#### Contraatac israelià

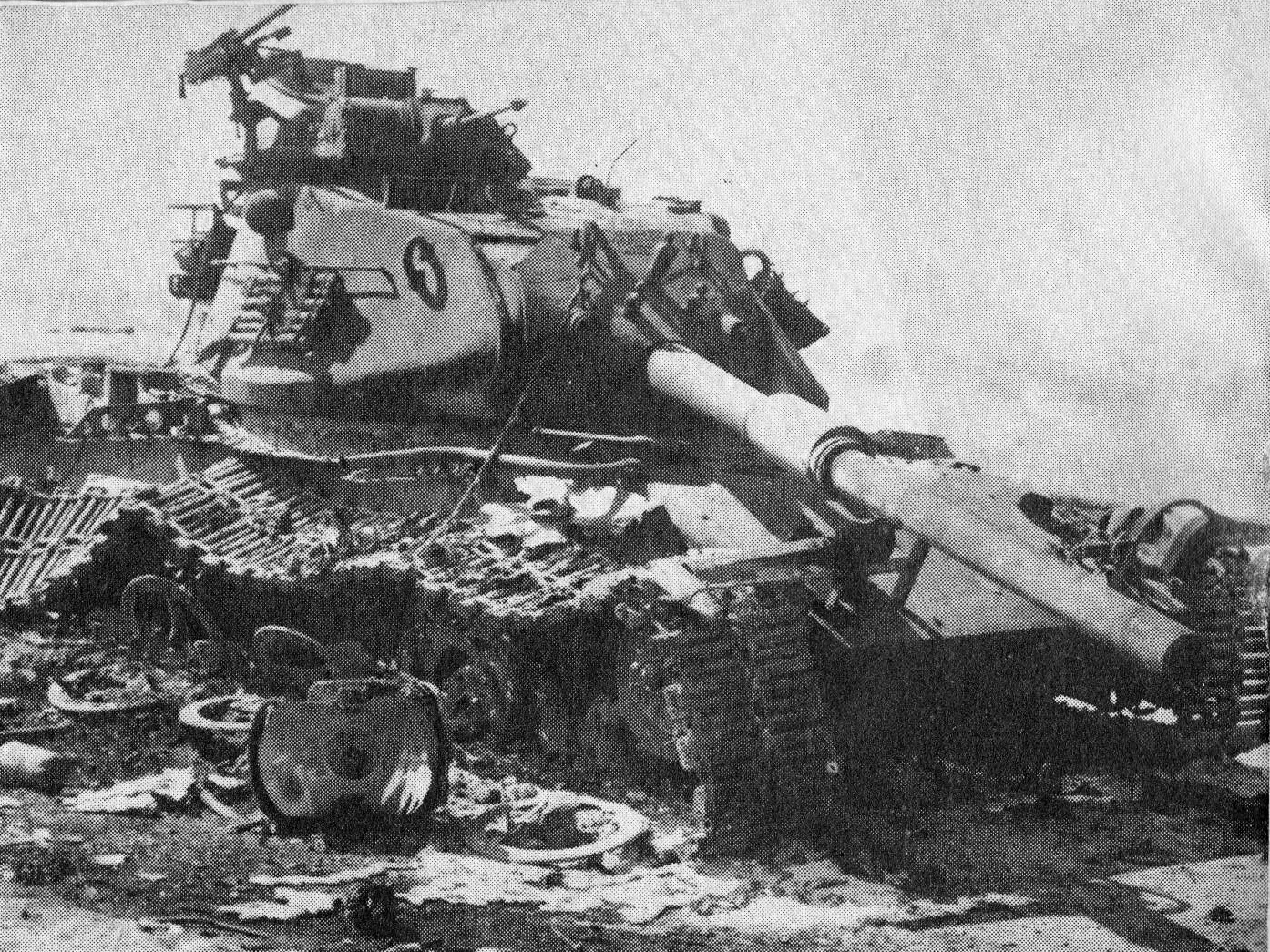
Un tanc M60 Patton israelià destruït al Sinaí.

El 7 d'octubre, David Elazar visità Shmuel Gonen, comandant del Front Sud israelià, que havia ocupat el càrrec només feia 3 mesos en retirar-se Ariel Xaron, per trobar-se amb els comandants israelians. Els israelians planejaren un contraatac caut per a l'endemà realitzat per la 162a divisió cuirassada d'Abraham Adan. El mateix dia, la Força Aèria Israeliana llançà l'operació Tagar, amb la intenció de neutralitzar les bases de la Força Aèria Egípcia i el seu escut defensiu de míssils.
Set bases aèries egípcies van quedar malmeses, amb la pèrdua de dos A-4 Skyhawks i dels seus pilots. Dos atacs planejats no es van dur a terme a causa de la necessitat cada vegada major del poder aeri al front sirià. Les IAF realitzaren a terme més atacs aeris contra les forces egípcies a la riba est del canal, informant que havien causat grans pèrdues. Els reactors israelians realitzaren centenars de sortides contra objectius egipcis l'endemà, però l'escut SAM egipci va cobrar el seu peatge, perdent 3 avions per cada 200 sortides, una taxa insostenible.
El 8 d'octubre, després de la marxa d'Elazar, Gonen canvià els plans sobre la base dels informes de camp més optimistes. La divisió d'Adan estava formada per 3 brigades, totalitzant 183 tancs. Una de les brigades estava encara en ruta, i participaria en l'atac al vespre, juntament amb una brigada d'infanteria mecanitzada amb 44 tancs més. El contraatac israelià es dirigia contra els punts forts de Bar Lev davant la ciutat d'Ismaïlia, on la infanteria egípcia s'havia atrinxerat. En una sèrie d'atacs mal coordinats, que es trobaren amb una decidida resistència, els israelians patiren grans pèrdues.
Aquell vespre, les forces egípcies avançaren un cop més per aprofundir els seus caps de pont, i com a resultat els israelians van perdre diverses posicions estratègiques. Els posteriors atacs israelians per reconquerir el terreny perdut es demostraren fútils. Després de fer-se fosc, un contraatac egipci va ser rebutjat amb la pèrdua de 50 tancs de la 143a divisió cuirassada, comandada pel general Ariel Xaron, que havia estat reinstaurat com a comandant de divisió en l'esclat de la guerra. Garwych, citant fonts egípcies, documentà que les pèrdues egípcies el 13 d'octubre van ser de 240 tancs.

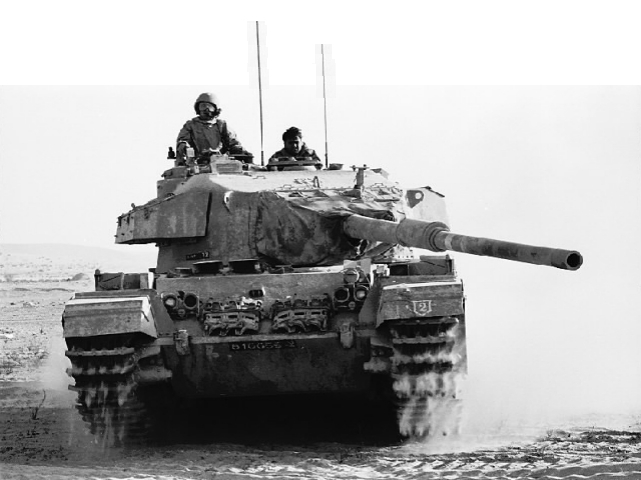
Un tanc israelià operant al Sinaí.

D'acord amb Herzog, el 9 d'octubre les línies del front s'estabilitzaren. Els egipcis van ser incapaços d'avançar més enllà, i els atacs cuirassats egipcis del 9 i del 10 d'octubre van ser rebutjats amb greus pèrdues. Malgrat tot, aquesta afirmació va ser discutida per Shazly, que afirmà que els egipcis continuaren avançar i milloraren les seves posicions el 10 d'octubre. Asenyala un combat, en el que participaren elements de la 1a Brigada d'Infanteria, adjunta a la 19a Divisió, que capturà Ayoun Mousa, al sud de Suez.
Tant Herzog com Shazly mencionaren un atac egipci fracassat al sud del golf de Suez en direcció de Ras Sudar per part de la 1a Brigada Mecanitzada egípcia. Abandonant la seguretat del paraigua dels SAM, la força va ser atacada per avions israelians i patí greus pèrdues. Shazly cità aquesta experiència com a base per resistir la pressió del Ministre de la Guerra, per atacar cap a l'est en direcció els passos de Mitla i Gidi.
Entre el 10 i el 13 d'octubre, ambdós costats aturaren les accions a gran escala, i la situació quedà relativament estable. Ambdós bàndols realitzaren atacs a petita escala, i els egipcis portaren comandos darrere les línies israelianes mitjançant helicòpters. Alguns helicòpters egipcis van resultar abatuts, i els comandos que aconseguiren aterrar van ser ràpidament destruïdes per Koah Patzi, una esquadra de 12 homes formada per oficials de la unitat Sayeret Shaked. En un combat clau del 13 d'octubre, Koah Patzi destruí una incursió en gran escala i matà prop d'un centenar de comandos egipcis.
Amb la situació del front sirià estabilitzat, l'Alt Comandament israelià acordà que era moment per llançar un contraatac a través del canal. El general Sharon advocà per una travessa immediata a Deversoir a la punta nord del Gran Llac Amarg. El 9 d'octubre, una força de reconeixement adjunta a la brigada del coronel Amnon Rshef detectà una escletxa entre el segon i el tercer exèrcits egipcis en aquest sector. El Cap de l'Estat Major David Elazar i el general Chaim Bar-Lev, que havia substituït a Gonen com a Cap del Comandament Sud, es mostraren d'acord que eren les circumstàncies ideals per realitzar la travessa. Però donada la mida de les reserves cuirassades egípcies, els israelians preferiren esperar a una oportunitat que els permetés disminuir la força cuirassada egípcia abans de començar cap travessa.
L'oportunitat arribà el 12 d'octubre, quan la intel·ligència israeliana detectà senyals que els egipcis estaven preparant-se per a una gran amenaça cuirassada. Aquest va ser precisament el moment que esperaven els israelians. Finalment podrien emprar el seu avantatge en velocitat, maniobra i l'artilleria dels seus tancs, temes en els quals els israelians excel·lien. Un cop la força cuirassada egípcia havia quedat prou malmesa, els israelians començarien la seva pròpia travessia del canal. El general Shazly s'oposà enèrgicament a qualsevol avanç cap a l'est que deixés els seus cuirassats sense la cobertura aèria adequada. Però el general Ismail i Sadat el deixaren de costat, car volien assetjar els passos estratègics de Mitla i de Gidi, així com el centre neuràlgic israelià de Refidim, esperant que rellevarien la pressió sobre els sirians (que ara estaven a la defensiva) forçant a Israel a dividir les seves divisions entre el Golan i el Sinaí.

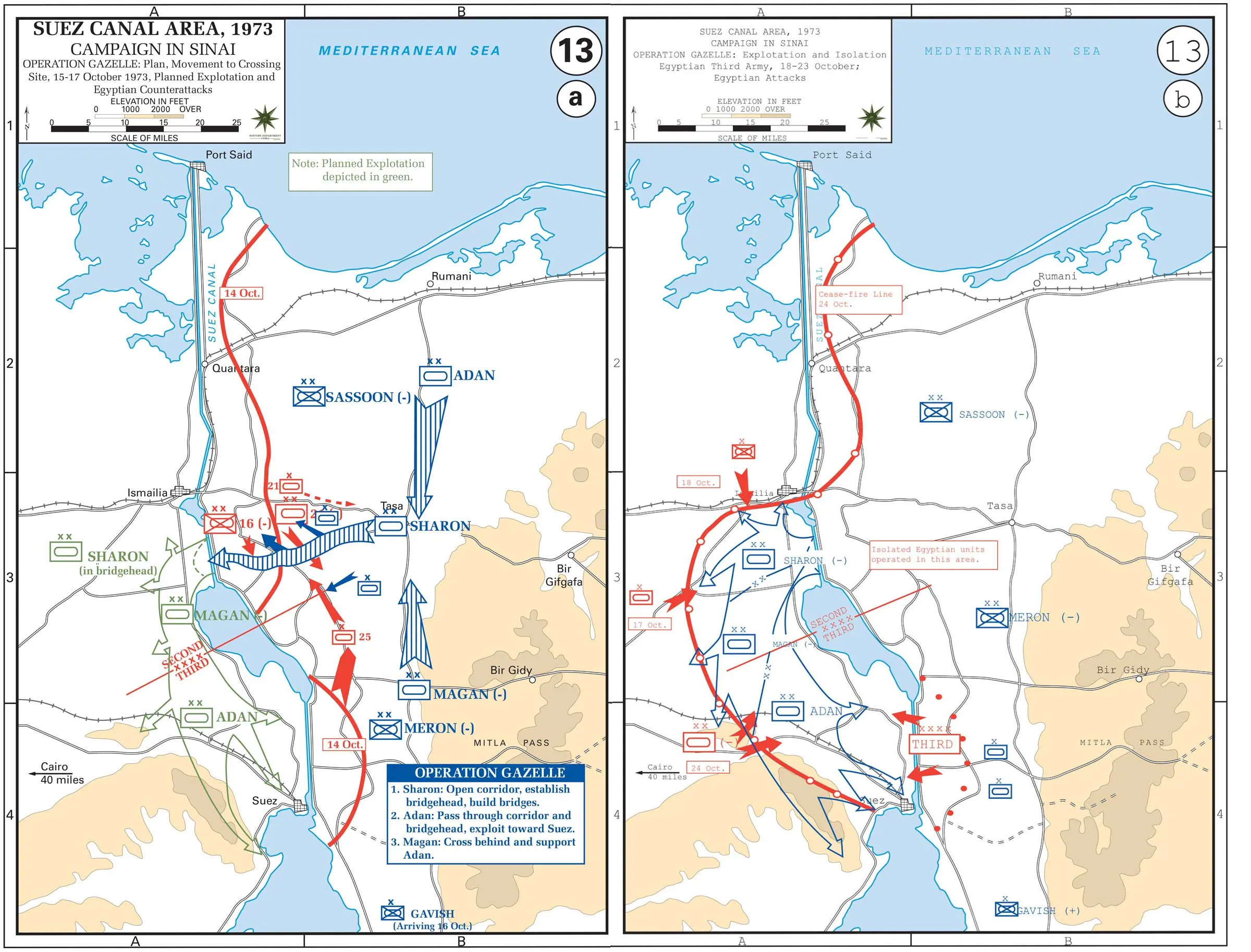
La Guerra al Sinaí entre el 15 i el 24 d'octubre de 1973

El segon i el tercer exèrcits egipcis havien d'atacar cap a l'est en sis amenaces simultànies sobre un front ampli, deixant darrere d'ells 5 divisions per mantenir els caps de ponts. Les forces atacants, consistents entre 800 i 1000 tancs no tindrien cobertura dels SAM, de manera que la Força Aèria Egípcia va haver de defensar les seves forces dels atacs aeris israelians. Les unitats cuirassades i mecanitzades iniciaren l'atac el 14 d'octubre amb suport artiller, enfrontant-se a entre 700 i 750 Israeli tancs israelians.
En preparació a l'atac cuirassat, els helicòpters egipcis portaren uns 100 comandos prop de la carretera lateral per causar problemes a la rereguarda israeliana. Una unitat de reconeixement israeliana els atacà ràpidament, matant-ne 60 i present nombrosos presoners. Encara afectats per les grans pèrdues paties pels seus comandos en el primer dia de la guerra, els egipcis no podien o no volien llançar més operacions de comandos que haguessin estat planejades conjuntament amb l'atac cuirassat. L'amenaça cuirassada egípcia patí greus pèrdues. En lloc de concentrar forces de maniobra, excepte als wadi, les unitats egípcies llançaren atacs frontals contra les posicions israelianes a l'espera.
Kenneth Pollack cita un atac de comandos israelians amb èxit el 14 d'octubre contra un centre d'intercepció de senyals egipci a Jebel Ataqah que danyà seriosament el comandament i el control egipci i contribuí a la seva desfeta durant els combats. L'atac egipci va ser totalment rebutjat. Un mínim de 250 tancs egipcis i prop de 200 vehicles cuirassats van ser destruïts. Les baixes egípcies excedien els 1.000 homes. Menys de 40 tancs van resultar malmesos, dels quals tots llevat de sis van ser reparats per les unitats de manteniment israelianes i tornaren al servei. Les baixes israelianes van ser escasses.

#### El trencament israelià

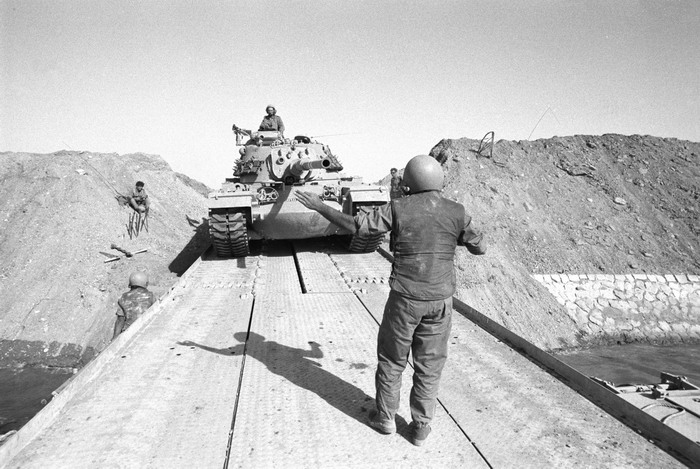
Tancs israelians travessant el Canal de Suez.

Els israelians seguiren immediatament el seu èxit del 14 d'octubre amb un contraatac multidivisional a través de l'escletxa creada entre el 2n i el 3r exèrcits egipcis, detectada per un avió espia SR-71 americà. La 143a divisió de Sharon, reforçada amb una brigada paracaigudista comandada pel coronel Danny Matt, s'encarregà d'establir caps de cop a les ribes oriental i occidental del canal. Les divisions cuirassades 162 i 252, comandades pels generals Avraham Adan i Kalman Magen respectivament, llavors van travessar l'escletxa cap a la riba oest del canal i es dirigirien cap al sud, encerclant el 3r Exèrcit. L'ofensiva va rebre el nom d'operació  Stouthearted Men  o d'operació Valiant.
La nit del 15 d'octubre, 750 paracaigudistes del coronel Matt travessaren el canal en llanxes de cautxú. Aviat se'ls uniren tancs transportats sobre llanxes motores, així com més infanteria. Les forces no trobaren inicialment resistència i realitzaren diverses sortides d'exploració, atacant combois de subministraments, instal·lacions de SAMs, centres logístics i tot allò que pogués tenir valor militar, amb els SAMs com a prioritat. Els atacs contra els SAMs va fer que hi hagués un forat a la pantalla antiaèria egípcia, permetent que la Força Aèria Israeliana fos més agresiva contra els objectius terrestres egipcis.
La nit del 15 d'octubre, 20 tancs israelians i 7 transports, sota el comandament del coronel Haim Erez travessà el canal i penetrà 12 kilòmetres a Egipte, sorprenent els egipcis. Durant les primeres 24 hores, la força d'Erez atacà els llocs SAM i les columnes militars amb total impunitat. El matí del 17 d'octubre va ser atacat per la 23a Brigada Cuirassada Egípcia, però aconseguiren rebutjar l'atac. En aquells moments, els sirians ja no eren una amenaça real i els israelians podien dirigir la seva força aèria cap al sud en suport de l'ofensiva. La combinació d'una afeblida pantalla SAM egípcia i d'una major concentració de caça bombarders israelians significava que la IAF podria incrementar les sortides contra els objectius militars egipcis, incloent-hi combois, tancs i aeròdroms. Els ponts egipcis sobre el canal van quedar malmesos pels atacs de l'aviació i de l'artilleria israelianes.
Els caces israelians començaren a atacar les bases dels SAMs i els radars, fent que el general Ismail retirés gran part de l'equipament de la defensa aèria. Això encara donà més llibertat d'acció a la IAF per operar dins de l'espai aeri israelià. Els caces israelians també atacaren i destruïren els cables de comunicació enterrats a Banha i al Delta del Nil, obligant als egipcis a transmetre els missatges per ràdio, missatges que podien ser interceptats. A part dels cables a Banha, Israel no atacà infraestructura estratègica i econòmica davant l'amenaça egípcia de bombardejar les ciutats israelianes amb míssils Scud. Els avions israelians bombardejaren les bateries de Scuds egipcis a Port Said en diverses ocasions. La Força Aèria Egípcia intentà impedir les sortides israelianes així com atacar les forces terrestres israelianes, però patí greus pèrdues en els combats aeris i per les defenses aèries israelianes, sense causar grans pèrdues a l'aviació israeliana. Els combats aeris més durs van tenir lloc al nord del delta del Nil, on els israelians intentaren repetidament destruir les bases egípcies.
Malgrat els èxits israelians a la riba oest, els generals Bar-Lev i Elazar ordenaren a Sharon que es concentrés en assegurar els caps de pont a la riba est. Rebé l'ordre de netejar les carreteres que portaven al canal, així com una posició coneguda com la Granja Xinesa, al nord de Deversoir, el punt de travessa israelià. Sharon objectà i demanà permís per expandir el cap de pont a la riba oest, argumentant que una maniobra així col·lapsaria les forces egípcies a la riba est. Però l'alt comandament israelià insistí, creient que fins que la riba est fos segura, les forces de la riba oest podrien quedar aïllades. La proposta de Sharon va ser denegada pels seus superiors.
El 16 d'octubre, envià la brigada d'Amnon Reshef que ataquessin la Granja Xinesa. D'altres forces israelianes atacaren les forces egípcies atrinxerades defensant les carreteres cap al canal. Després de 3 dies de dura lluita, els israelians aconseguiren desmuntar les forces egípcies superiors en nombre. Els israelians van tenir 300 morts, 1.000 ferits i van perdre 56 tancs. Els egipcis van patir un nombre de baixes molt superiors, amb 118 tancs destruïts i 15 capturats.

#### Les forces israelianes a través de Suez

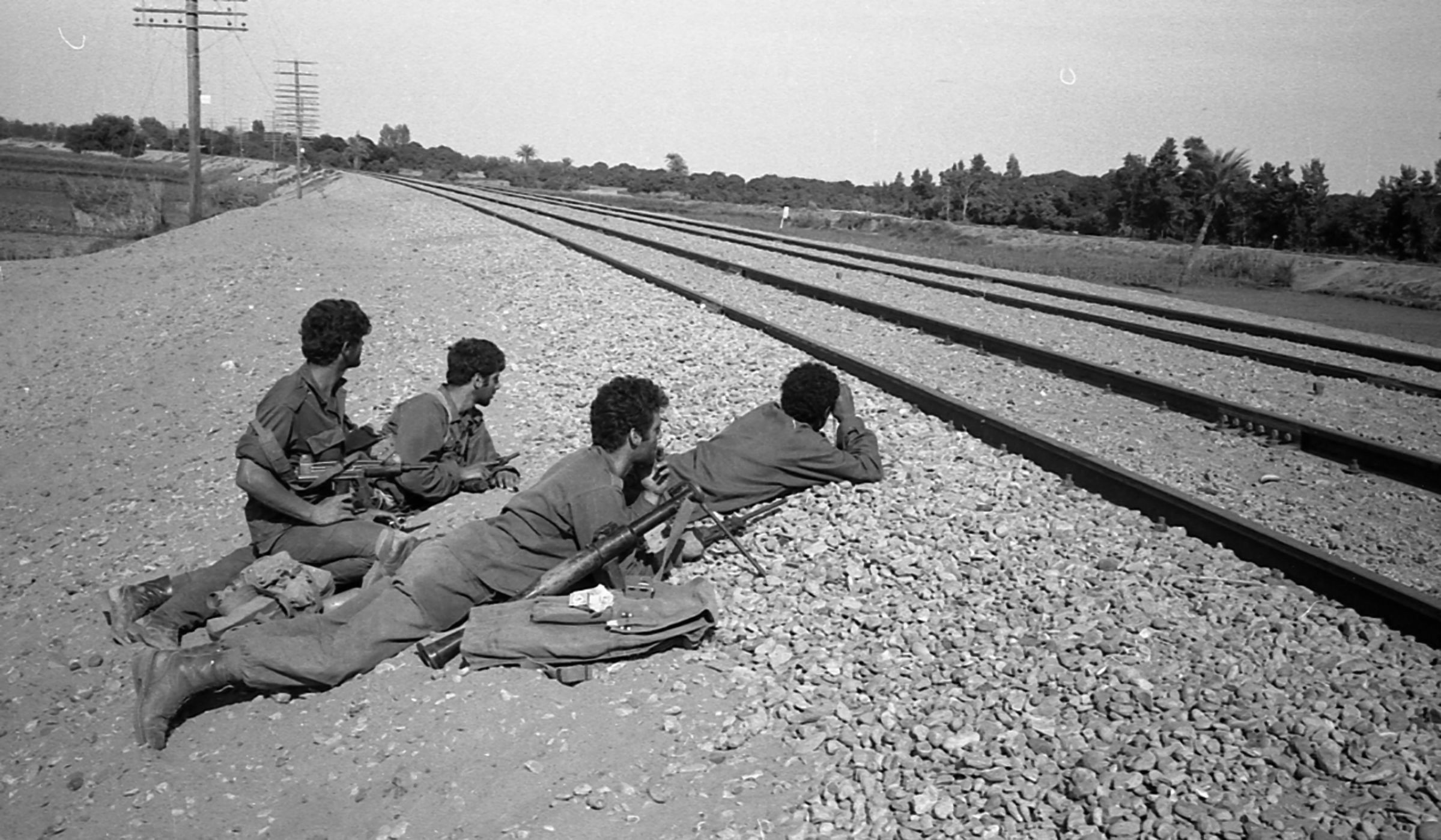
Soldats israelians durant la batalla d'Ismaïlia. Un d'ells ha capturat un RPG-7 egipci.

Els egipcis, mentrestant, no comprengueren l'extensió i la magnitud de la travessa israeliana, ni apreciaren el seu objectiu. Això es degué en part als intents dels comandants de camp egipcis per ofuscar els informes relatius a la travessa, i en part a causa d'una falta assumpció que la travessa del canal era merament una diversió per a una ofensiva israeliana major dirigida contra el flanc dret del segon exèrcit. Consegüentment, el 16 d'octubre, el general Shazly ordenà a la 21a divisió cuirassada que ataqués cap al sud, i a la 25a brigada cuirassada independent, equipada amb tancs T-62, que ataqués cap al nord en un moviment en pinça per eliminar el que percebien com una amenaça cap al segon exèrcit.
Els egipcis no exploraren la zona i ara no sabien que la 162a divisió cuirassada estava a la rodalia. A més, la 21a i la 25a no coordinaren els seus atacs, permetent a la divisió del general Adan que s'enfrontés amb cadascuna individualment. Adan primer concentrà el seu atac sobre la 21a divisió cuirassada, destruint entre 50 i 60 tancs egipcis i obligant la resta a retirar-se. Llavors girà cap al sud i emboscà la 25a brigada cuirassada independent, destruint 86 dels seus 96 tancs i tots els seus APCs, perdent només 3 tancs.
L'artilleria egípcia bombardejà el pont israelià sobre el canal el matí del 17 d'octubre, aconseguint diversos impactes. La Força Aèria Egípcia llançà diversos atacs, alguns de fins i tot 20 avions, per destruir el pont i balses, aconseguint causar-li diversos anys. Els egipcis, però, no van poder emprar els seus SAMs durant aquests atacs, permetent als caces israelians interceptar els egipcis. Els egipcis van perdre 16 avions i 7 helicòpters, mentre que els israelians van perdre 6 avions.
El pont quedà malmès, així com el Quarter General Paracaigudista israelià, que estava al costat, amb el comandant i el seu adjunt quedant ferits. Durant la nit, el pont va ser reparat, però només el travessà un fil de forces israelianes. D'acord amb Chaim Herzog, els egipcis continuaren atacant el cap de pont fins a l'alto el foc, usant artilleria i morters per disparat desenes de milers de projectils sobre la zona de travessia. Els avions egipcis intentaren bombardejar el pont diàriament, i els helicòpters llançaren missions suïcides, intentant llançar bidons de napalm sobre el pont i el cap de pont. Els ponts van ser danyats en diverses ocasions, i havien de ser reparats a la nit. Els atacs causaren moltes baixes, i diversos tancs van enfonsar-se quan les seves llanxes van ser tocades. Els comandos egipcis i els homes-granota amb suport cuirassat llançaren un atac terrestre contra el cap de pont, que va ser rebutjat per la pèrdua de 10 tancs. Dos contraatacs posteriors egipcis també van ser rebutjats.
Després del fracàs dels contraatacs del 17 d'octubre, l'Estat Major General egipci començaren a adonar-se de la magnitud de l'ofensiva israeliana. A primera hora del 18 d'octubre, els soviètics mostraren a Sadat imatges aconseguides per satèl·lit de les tropes israelianes operant a la riba oest. Alarmat, Sadat envià Shazly al front perquè comprovés la situació de primera mà. Ja no tornà a confiar més en els seus comandants de camp per rebre informes fidels. Shazly confirmà que els israelians disposaven com a mínim d'una divisió a la riba oest i estaven eixamplant el seu cap de pont. Advocà per la retirada de la major part dels tancs egipcis de la riba est per fer front a la cada vegada major amenaça israeliana a la riba oest. Sadat rebutjà aquesta recomanació i fins i tot amenaçà a Shazly amb sotmetre'l a un consell de guerra. Ahmad Ismail Ali recomanà que Sadat assolís un alto el foc per evitar que els israelians explotessin els seus èxits.
Les tropes israelianes entraven com volien pel canal en dos ponts, incloent-n'hi un de disseny indígena, i mitjançant llanxes motoritzades. Els enginyers israelians, sota el brigadier general Dan Even arribaren a treballar sota un dur foc enemic per tal de bastir els ponts, i més d'un centenar en van resultar morts, a més de centenars més que resultaren ferits. La travessa va ser difícil a causa del foc de l'artilleria egípcia, fins que a les 04:00 dues de les brigades d'Adan es trobaven a la riba oest del canal. El matí del 18 d'octubre, les forces de Sharon que es trobaven a la riba oest llançaren una ofensiva contra Ismaïlia, fent retrocedir lentament la brigada paracaigudista egípcia que es trobava a la muralla de sorra septentrional per allargar el cap de pont. Algunes de les seves unitats intentaren moure's cap a l'oest, però van ser aturats als nusos de carretera de Nefalia. La divisió d'Adan es desplaça al sud cap a la ciutat de Suez mentre que la divisió de Magen es dirigia a l'oest direcció al Caire i al sud cap Adabia. El 19 d'octubre, una de les brigades de Sharon continuà empenyent els paracaigudistes egipcis cap a Ismaïlia fins que els israelians quedaren a només 10 kilòmetres de la ciutat. Sharon esperava assetjar la ciutat i tallar la major part de la logística i les línies de subministraments del segon exèrcit egipci. La segona brigada de Sharon començà a travessar el canal. Els elements d'avantguarda es mogueren fins al Camp Abu Sultan, des d'on es mogueren al nord per capturar Orcha, una base logística egípcia defensada només per un batalló de comandos. La infanteria netejà trinxeres i búnquers, sovint enfrontant-se en combats mà a mà, mentre que els tancs es movien entre ells i disparaven contra les seccions de trinxeres. La posició va ser assegurada abans de la caiguda de la nit. Més de 300 egipcis van resultar morts, a més de 50 que van ser capturats, mentre que els israelians només van tenir 18 morts. La caiguda d'Orcha causà el col·lapse de la línia defensiva egípcia, permetent que més tropes israelianes penetressin a la muralla de sorra. Des d'allà, podien disparar en suport de les tropes israelianes davant Missouri Ridge, una posició ocupada pels egipcis a la Línia Bar-Lev que podia posar una amenaça a la travessa israeliana. El mateix dia, els paracaigudistes israelians que participaven en l'avanç de Sharon expulsaren els egipcis prou lluny dels ponts israelians perquè els observadors artillers egipcis no els poguessin veure, car els egipcis continuaven bombardejant la zona.
A mesura que els israelians avançaven cap a Ismaïlia, els egipcis lluitaren una batalla de dilació, caient en posicions defensives més al nord mentre que queien sota una pressió cada cop major de les forces terrestres israelianes, conjuntament amb els atacs aeris. El 21 d'octubre, una de les brigades de Sharon es trobava als afores de la ciutat, però fent front una resistència ferotge dels comandos i els paracaigudistes egipcis. El mateix dia, la darrera unitat de Sharon que quedava a la riba est atacà Missouri Ridge. Shmuel Gonen havia demanat a Sharon que capturés la posició, i Sharon obeí l'ordre tot i que amb dubtes. L'assalt va ser precedit per un atac aeri que causà que centenars de soldats egipcis fugissin i milers més s'amaguessin. Un batalló atacà des del sud, destruint 20 tancs i passant de llarg les posicions d'infanteria abans de ser aturats per coets Sagger i per camps de mines. Un altre batalló atacà des del sud-oest, sent aturat per la infanteria fortificada. Els israelians aconseguiren ocupar un terç de Missouri Ridge. El ministre de defensa Moixé Dayan, donà contraordres dels superiors de Sharon per continuar l'atac. Malgrat això, continuaren expandint les seves possessions a la riba est. D'acord amb els israelians, el cap de pont de l'IDF tenia 35 kilòmetres d'ample i 25 kilòmetres de fons el vespre del 21 d'octubre.
El 22 d'octubre, els defensors d'Ismaïlia ocupaven la seva darrera línia de defensa, però aconseguiren rebutjar una temptativa israeliana per encerclar la ciutat, fent recular algunes de les tropes d'avantguarda de Sharon fins al Canal d'Aigua Dolça. L'avanç israelià quedà aturat a 10 kilòmetres al sud de la ciutat. Ambdós bàndols van patir grans pèrdues.
Al front nord, els israelians també atacaren Port Said, enfrontant-se a les tropes egípcies i a una unitat tunisiana de 900 homes, que lluitaren una batalla defensiva. El govern egipci afirmà que la ciutat va ser repetidament bombardejada pels caces israelians, i que centenars de civils van quedar morts o ferits.
Adan i Magen es mogueren al sud, derrotant de manera decisiva als egipcis en una sèrie d'enfrontaments, tot i que els egipcis van realitzar una decidida resistència, i ambdós bàndols van patir greus pèrdues. Adan avançà per la zona del Canal d'Aigua Dolça, planejant trencar pel desert i arribar als turons de Geneifa, on hi havia diverses unitats SAM. Les tres brigades cuirassades d'Adan desplegades en ventall, amb una avançant pels turons de Geneifa, una altra per una carretera que transcorria en paral·lel al sud, i la tercera avançant per Mina. Les brigades d'Adan es trobaren resistència de les forces egípcies atrinxerades a la zona del cinturó verd del canal d'Aigua Dolça. Les altres brigades d'Adan també es trobaren una línia de campaments militars i instal·lacions egípcies. Adan també va ser abordat per la Força Aèria Egípcia. Els israelians avançaren lentament, sobrepassant les línies egípcies quan això era possible. Després que se li denegués el suport aeri a causa de la presència de dues bateries SAM que havien estat traslladades fins allà, Adan envià dues brigades per atacar-les. Les brigades sobrepassaren la infanteria atrinxerada, allunyant-se més de 8 kilòmetres del cinturó verd, i va haver de fer front a diversos contraatacs egipcis. Des d'una distància de 4 kilòmetres, van bombardejar i van destruir els SAMs, permetent a la IAF donar un suport aeri més proper. Les tropes d'Adan avançaren pel cinturó verd i van combatre fins a arribar als turons de Geneifa, enfrontant-se a tropes egípcies, kuwaitianes i palestines. Els israelians van haver de fer front a una unitat cuirassada a Mitzenefr, a més d'haver de destruir nombroses rampes de llançament dels SAMs. Adam també capturà l'aeroport de Fayid, sent preparat a continuació per les tropes israelianes perquè servís com a base de subministraments i per evacuar els soldats ferits.
Quinze kilòmetres a l'oest del Llac Amarg, la brigada del coronel Natke superà la brigada egípcia d'artilleria que havia estat participant en el bombardeig del cap de pont israelià. Els guaites dels artillers egipcis van ser morts i molts més van ser fets presoners. Dos soldats israelians van morir, incloent-hi el fill del general Moshe Gidron. Mentrestant, la divisió de Magen es mogué a l'oest i després al sud, cobrint el flanc d'Adan i al sud de la ciutat de Suez fins al golf de Suez. L'avanç israelià cap al sud arribà Port Suez, a la frontera sud del Canal de Suez.
Al final de la guerra, els israelians havien arribat a posicions a només 101 kilòmetres de la capital egípcia, Cairo, i ocupà 1.600 kilòmetres quadrats a l'oest del Canal de Suez. També havien tallat la carretera Cairo-Suez i encerclat el gruix del Tercer Exèrcit egipcis. Els israelians també havien capturat molts presoners a partir que els soldats egipcis, incloent-hi molts oficials, començaren a rendir-se en massa cap el final de la guerra. Els egipcis mantenien una estreta franja a la riba est del canal, ocupant uns 1.200 kilòmetres quadrats al Sinaí. Una font estima que els egipcis disposaven de 70.000 homes, 720 tancs i 994 peces d'artilleria a la riba est del canal; però entre 30.000 i 45.000 es trobaven encerclats pels israelians.

#### El Tercer Exèrcit egipci encerclat

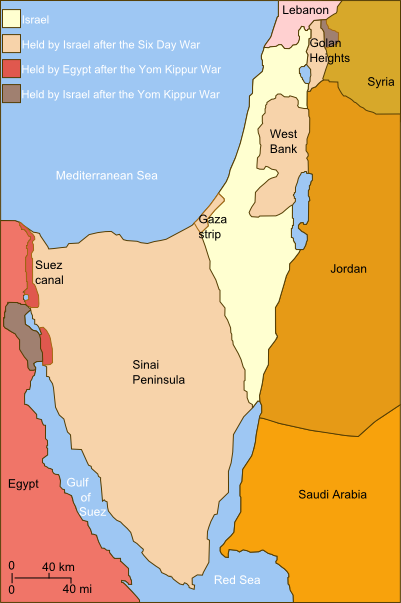
Quan l'alto en foc entrà en vigència, Israel havia perdut territoris a la riba est del Canal de Suez, ara en mans d'Egipte –, però adquirí nous territoris a l'oest del canal i als Alts del Golan. –.

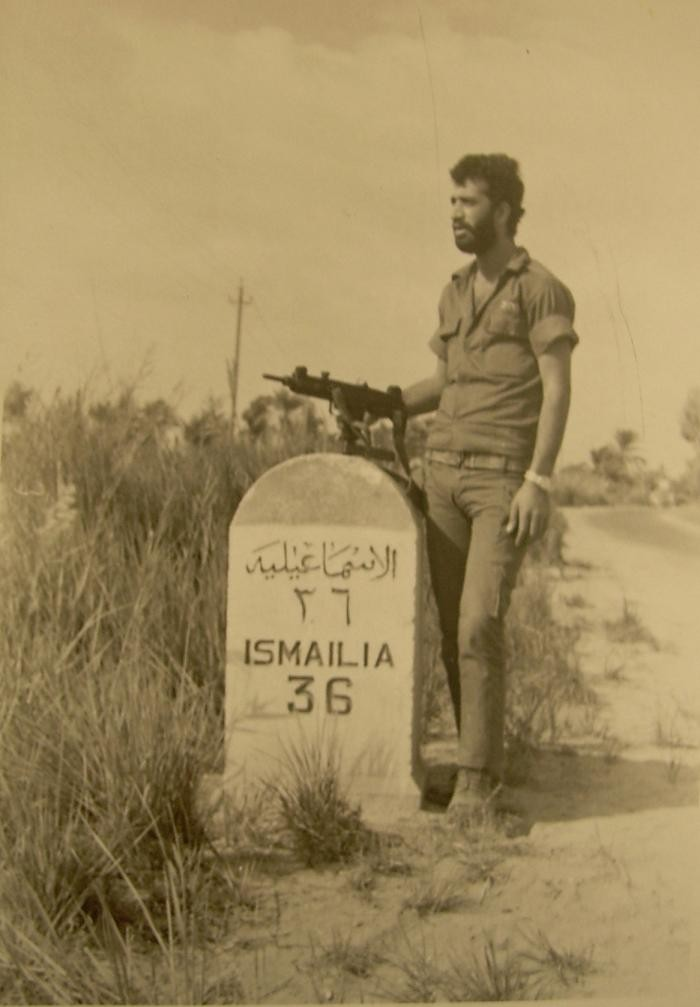
Un soldat israelià a la carretera d'Ismaïlia.

El Consell de Seguretat de les Nacions Unides aprovà el 22 d'octubre (14-0) la resolució 338, reclamant un alto el foc, principalment negociat pels Estats Units i la Unió Soviètica. Reclamava a tots els bel·ligerants que cessessin immediatament totes les activitats militars. L'alto el foc havia de ser efectiu 12 hores després de les 18:52 (hora israeliana). Com que ja era fosc, era impossible per la vigilància per satèl·lit determinar on estaven les línies del front quan se suposava que havien de finalitzar les hostilitats. El Secretari d'Estat americà Henry Kissinger va dir a la primera ministra Golda Meïr que no posaria objeccions a una acció ofensiva feta durant la nit anterior que l'alto el foc tingués efecte.
Diversos minuts abans que s'iniciés l'alto el foc es dispararen tres míssils Scud contra objectius israelians (no se sap si per les forces egípcies o pel personal soviètic a Egipte). Aquesta va ser la primera vegada en què els Scud van ser usats en combat. Un Scud impactà al port d'Arish i els altres dos es dirigiren contra el cap de pont al Canal de Suez, un dels quals impactà sobre un comboi de subministraments, causant la mort de set soldats. Quan començà l'alto el foc, la divisió de Sharon no havia aconseguit capturar Ismaïlia i tallar les línies de subministrament del segon exèrcit, però les tropes israelianes es trobaven a només centenars de metres del seu objectiu septentrional, la darrera carretera que enllaçava Cairo amb Suez.
L'avanç d'Adan cap al sud deixà les unitats israelianes i egípcies disperses per tot el camp de batalla, sense cap línia de front clara entre ells. Mentre que les unitats israelianes i egípcies intentaven reagrupar-se, esclataren diversos intercanvis de foc. Durant la nit, Elazar informà que els egipcis estaven atacant intentant reconquerir terra en diverses localitzacions, a més que 9 tancs israelians havien estat destruïts. Demanà permís a Dayan per respondre als atacs, rebent l'aprovació de Dayan. Israel reprengué l'avanç cap al sud.
No se sap qui va disparar primer, però els comandants de camp israelians usaren les batusses per justificar la tornada als atacs. Quan Sadat protestà per les violacions israelianes, Israel afirmà que les tropes egípcies havien disparat primer. William B. Quandt assenyalà que no importava qui hagués disparat el primer tret després de l'alto el foc, però era l'exèrcit israelià qui estava avançant darrere les línies de l'alto el foc del 22 d'octubre.
Adan reprengué el seu atac el 23 d'octubre. Les tropes israelianes acabaren el seu viatge cap al sud, capturant la darrera carretera auxiliar i encerclant el Tercer Exèrcit egipci a l'est del canal de Suez. Els israelians havien portat una enorme quantitat d'equipament militar pel canal, mentre que Egipte reclamava que era una violació de l'alto el foc. Els avions egipcis llançaren repetits atacs en suport del Tercer Exèrcit, a vegades en formacions de més de 30 avions, però patiren moltes baixes.
Els blindats i els paracaigudistes israelians també entraren a Suez per tal de capturar-la, però van haver de fer front als soldats egipcis, a més d'una milícia reunida a correcuita. Van quedar envoltats, però durant la nit les forces israelianes aconseguiren fugir. Els israelians van tenir 80 morts i 120 ferits, contra una quantitat desconeguda de baixes egípcies, per no aconseguir cap guany tàctic.
L'endemà al matí, 23 d'octubre, va tenir lloc una activitat diplomàtica frenètica. Els vols de reconeixement soviètics confirmaren que les forces israelianes es movien cap al sud, i els soviètics acusaren els israelians de traïció. Kissinger trucà a Meir per tal de convèncer-la a retirar-se uns centenars de metres; però Meir replicà que la situació tàctica israeliana havia millorat molt sobre el terreny. Kissinger s'assabentà poc després que el Tercer Exèrcit havia quedat encerclat.
Kissinger considerà que la situació presentava una gran oportunitat als Estats Units i que Egipte quedava depenent dels Estats Units per tal que Israel no destruïts el seu exèrcit atrapat. La posició va poder ser negociada posteriorment permetent que els Estats Units fessin de mediadors a la disputa i que Egipte fos substret de la influència soviètica. Com a resultat, els Estats Units van fer una gran pressió sobre els israelians per tal que no destruïssin l'exèrcit atrapat, i arribaren a amenaçar de donar suport a una resolució de les Nacions Unides que exigia que Israel retornés fins a les seves posicions del 22 d'octubre si no permetien que els subministraments no militars arribessin a l'exèrcit. En una conversa telefònica amb l'ambaixador israelià Simcha Dinitz, Kissinger declarà que la destrucció del Tercer Exèrcit egipci "és una opció que no existeix."
Malgrat estar envoltat, el Tercer Exèrcit aconseguit mantenir la seva integritat combativa a l'est del canal i mantenir les seves posicions defensives, davant la sorpresa de molts. D'acord amb Trevor N. Dupuy, els israelians, soviètics i americans havien sobreestimat la vulnerabilitat del Tercer Exèrcit en aquells moments. No estaven al llindar del col·lapse, i va escriure que mentre que una renovada ofensiva israeliana probablement els superaria, això no era del tot segur., i d'acord amb David Elazar, cap de l'estat major israelià el 3 de desembre, "pel que fa al Tercer Exèrcit, davant el nostre encerclament van resistir i van avançar per ocupar una zona de terra major a l'est. Per tant, no podem dir que els derrotéssim o que els conqueríssim."
David T. Buckwalter accepta que malgrat l'aïllament del Tercer Exèrcit, no és clar que els israelians poguessin haver protegit les seves forces a la riba occidental del canal davant d'un assalt egipci determinat i mantenir una força suficient a la resta del front. Aquesta afirmació va ser desafiada per Patrick Seale, qui afirmà que el Tercer Exèrcit "va estar a punt del col·lapse". La posició de Seale va ser defensada per P.R. Kumaraswamy, qui afirmà que la intensa pressió americana evità que els israelians anihilessin el Tercer Exèrcit.
Herzog assenyalà que donada la situació desesperada del Tercer Exèrcit, en termes de no poder rebre subministraments i l'absoluta superioritat aèria israeliana, la destrucció del Tercer Exèrcit era inevitable i podria haver-se aconseguit en un termini de temps molt breu. Shazly descriu que la situació del Tercer Exèrcit era "desesperada" i afirmà que el seu encerclament era "una catàstrofe que era massa gran per amagar-la." A més, assenyalà que "el destí del Tercer Exèrcit egipci estava en mans d'Israel. Un cop el Tercer Exèrcit quedà encerclat per les tropes israelianes, cada rosegó de pa que es portava als nostres homes era pagat per satisfer les exigències israelianes.
El 25 d'octubre, un batalló de tancs israelians avançaren cap a Adabiya poc abans que l'alto el foc fos vigent. Adabiya va ser capturat amb el suport de la Marina Israeliana. Es van capturar uns 1.500 presoners, i un centenar de soldats egipcis es reuniren al sud d'Adabiya, on van resistir els israelians. Aquests també realitzaren la seva tercera i darrera incursió sobre Suez. Van realitzar alguns guanys, però no aconseguiren arribar al centre de la ciutat. De resultes, la ciutat quedà partida al carrer principal, amb els egipcis mantenint el centre de la ciutat i els israelians controlant els barris exteriors, les instal·lacions portuàries i la refineria petrolera.
El matí del 26 d'octubre, el Tercer Exèrcit egipci violà l'alto el foc intentant superar les forces israelianes que els envoltaven. L'atac va ser rebutjat per la força aèria israeliana i per les forces terrestres. Els egipcis també van aconseguir petits guanys territorials contra les forces de Sharon a la zona d'Ismaïlia. Els israelians respongueren bombardejant objectius principals a Egipte, incloent-hi llocs de comandament i reserves d'aigua. El front estava més tranquil al sector del segon exèrcit a la zona nord del canal, on ambdós bàndols respectaren l'alto el foc.
Encara que els combats més ferotges acabaren el 28 d'octubre, la lluita no s'aturà fins al 18 de gener de 1974. El ministre israelià de Defensa Moixé Dayan afirmà que "l'alto el foc existia sobre el paper, però l'intercanvi de foc per tot el front no era l'única característica de la situació entre el 24 d'octubre de 1973 i el 18 de gener de 1974. Durant aquest període també existia l'omnipresent possibilitat d'una renovació de la guerra a escala total. Hi havia tres variacions de com podia esclatar, dues egípcies i una israeliana. Un pla egipci era atacar les nostres unitats a l'oest del canal des de la direcció de Cairo. L'altre era eliminar el nostre cap de pont del canal i enllaçar el segon i el tercer exèrcits a la riba oriental. Ambdós plans es basaven en un bombardeig artiller massiu de les nostres forces, que no estaven ben fortificades i que haurien patit moltes baixes. També es pensava que Israel es retiraria de la Cisjordània, car era més sensible pel que fa a les vides dels seus soldats. Egipte en aquells moments tenia un total de 1.700 tancs a primera línia a ambdós costats del canal, 700 a la riba oriental i 1.000 a la Cisjordània. També a la Cisjordània, en una segona línia, disposava de 600 tancs més per a la defensa de Cairo. Tenia unes 2.000 peces d'artilleria, uns 500 avions operatius, i un mínim de 130 bateries de míssils SAM situades al voltant de les nostres forces, negant-nos per tant el suport aeri."
L'exèrcit israelià reconegué la pèrdua de 14 soldats durant aquest període de postguerra. Les pèrdues egípcies van ser més altes, especialment al sector controlat pel general Ariel Xaron, que ordenà a les seves tropes que responguessin amb foc massiu a qualsevol provocació egípcia. També van tenir lloc alguns combats aeris, i els israelians a més van abatre diversos helicòpters que intentaven portar subministraments al Tercer Exèrcit.

#### La situació final al front egipci
Malgrat els èxits tàctics a l'oest del canal, l'exèrcit egipci va ser reformat i organitzat. Consegüentment, la posició israeliana esdevingué "feble" per motius diferents: 
1. Israel ara disposava d'una gran força (sis o set (brigades) en un territori molt petit, envoltats per tots els costats o bé per barreres naturals o artificials o bé per les forces egípcies. Això els deixava en una posició molt feble. A més, hi hauria dificultats per a portar subministraments a aquesta força, en evacuar-la, en la longitud de les línies de comunicació i en el desgast dels homes i de l'equipament.
2. Per protegir aquestes tropes, el comandament israelià havia de permetre que d'altres forces (quatre o cinc brigades) defenguessin les entrades a l'escletxa de Deversoir.
3. Per immobilitzar els caps de pont al Sinaí el comandament israelià havia de situar 10 brigades per fer front als caps de pont del segon i del tercer exèrcits. A més, era necessari mantenir les reserves estratègiques al seu màxim nivell d'alerta. Així doncs, Israel es veuria obligat a mantenir les seves forces armades i conseqüentment el país mobilitzat per un llarg període, com a mínim fins que la guerra finalitzés formalment, car l'alto el foc no assenyalava el final de la guerra.[184]

Per tots aquests motius, i d'acord amb Dayan, "Es pensà que Israel podria retirar-se de Cisjordània, car érem més sensibles pel que fa al tema de les vides dels nostres soldats." Les forces egípcies no van empènyer cap a l'oest i van mantenir-se en les seves posicions a l'est del canal controlant ambdues ribes del Canal de Suez. Cap de les principals ciutats del canal va ser ocupada per Israel, encara que la ciutat de Suez va ser envoltada.

### Als Alts del Golan

#### L'atac sirià

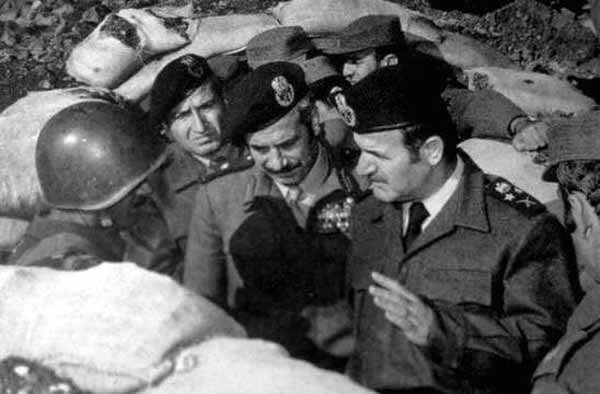
El President Hafez al-Assad (dreta) amb soldats, 1973.

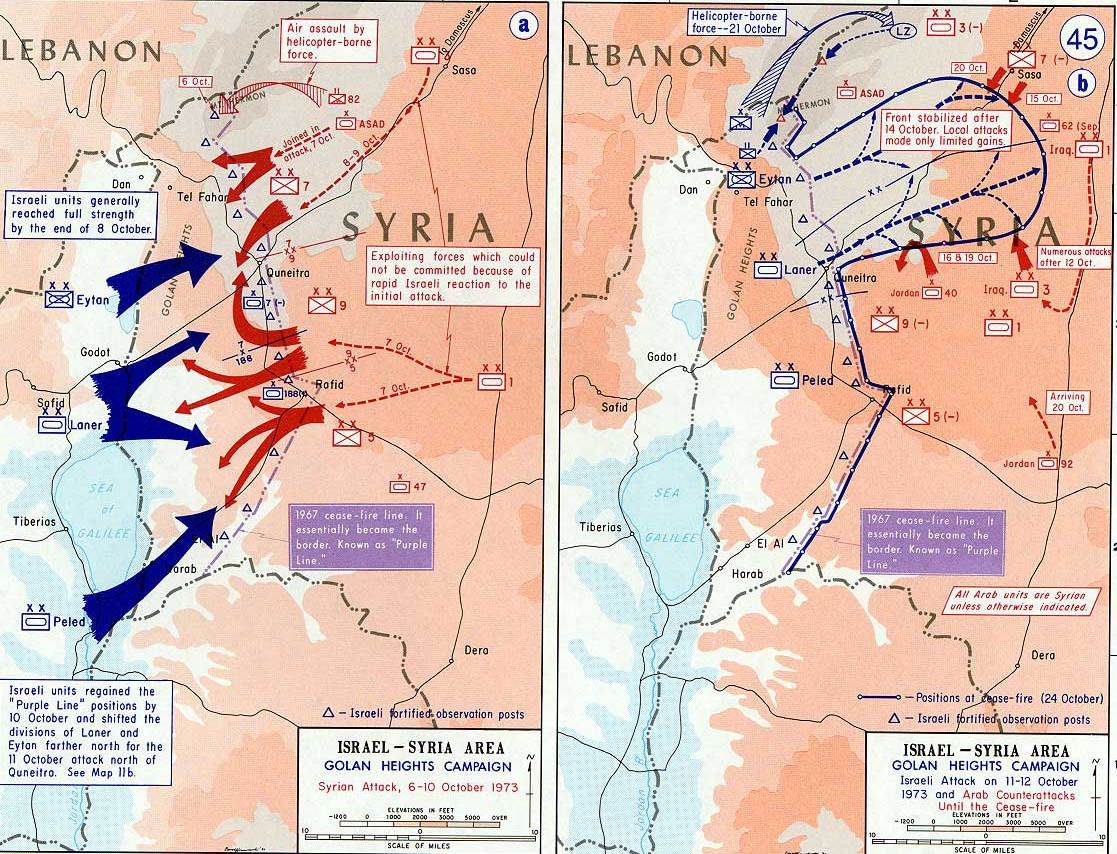
Un mapa dels combats als Alts del Golan.

Als Alts del Golan, els sirians atacaren dues brigades israelianes i 11 bateries d'artilleria amb cinc divisions i 188 bateries. Començaren el seu atac amb un atac aeri llançat per uns 100 avions i una barrera d'artilleria de 50 minuts de durada. Les brigades d'avançada de 3 divisions penetraren les línies de l'alto el foc i sobrepassaren els punts d'observació de les Nacions Unides, seguides per la força d'assalt principal, que va ser coberta mitjançant bateries mòbils antiaèries, bulldozers per penetrar els sots antitanc, pontons per superar obstacles i vehicles neteja-mines. Els vehicles dels enginyers eren els objectius prioritaris dels artillers israelians i van patir moltes baixes, però la infanteria siriana avançà i usà les seves eines de trinxera per obrir camins pels tancs, permetent-los superar les barreres antitanc.
A l'inici de la batalla, les brigades israelianes formades per uns 3.000 soldats, 180 tancs i 60 peces d'artilleria van haver de fer front a 3 divisions d'infanteria amb grans formacions de blindats, amb 28.000 soldats sirians, 800 tancs i 600 peces d'artilleria. A més, els sirians van desplegar dues divisions cuirassades a partir del segon dia. Cadascun dels tancs israelians desplegats als Alts del Golan va ser emprat durant els atacs inicials. Els comandos sirians transportats en helicòpters van conquerir el punt fort més important al mont Hermon, que tenia divers equipament de vigilància. Una força israeliana que intentà contraatacar va ser aturada per una emboscada siriana.
Els fronts dels Alts del Golan va rebre prioritat per part de l'Alt Comandament Israelià. Els combats al Sinaí estaven suficientment llunys dels centres de població israelians perquè no es veiessin amenaçats. El front del Golan, en canvi, estava molt a prop dels centres de població israelians, i si els sirians reconquerien la zona, hagués estat una gran amenaça a diverses grans ciutats israelianes, com Tiberíades, Safed, Haifa i Netanya.
Els reservistes eren dirigits al Golan tan ràpidament com era possible. Eren destinats als tancs i enviats al front tan bon punt com arribaven a les casernes, sense esperar les tripulacions ja entrenaven, sense les metralladores instal·lades als tancs o sense calibrar els canons dels tancs. Els sirians havien calculat que als reservistes israelians arribar al front els costaria un mínim de 24 hores; però de fet, aquestes unitats començaren a arribar a les línies de combat només 15 hores després que la guerra hagués començat. Les reserves israelianes que s'apropaven als Alts del Golan eren objectiu del foc artiller sirià dirigit des del mont Hermon.

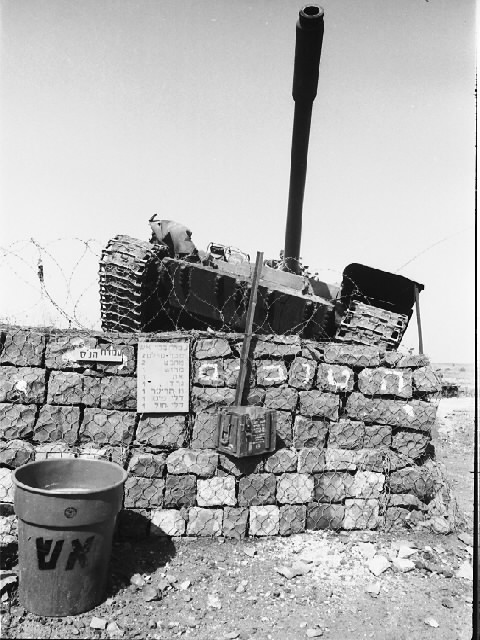
Un tanc T-55 sirià destruït als Alts del Golan.

Igual que feien els egipcis al Sinaí, els sirians van procurar mantenir-se sota la cobertura de les bateries SAM. També igual que succeïa al Sinaí, els sirians empraven armament antitanc soviètic, tot i que no era tan efectiu com al Sinaí pel terreny irregular.
La Força Aèria Israeliana inicialment perdé 40 avions per les bateries antiaèries sirianes, però els pilots israelians ben aviat adoptaren una tàctica diferent: volant baix sobre el Jordà i caient en picat sobre els alts del Golan, agafant els sirians pel flanc i evitant gran part de les seves bateries. Els avions israelians llançaren tant bombes convencionals com napalm, devastant les columnes cuirassades sirianes. Malgrat això, la Força Aèria Siriana atacà repetidament les posicions israelianes durant aquest període.
En el segon dia de la guerra, la Força Aèria Israeliana intentà destruir les bateries antiaèries sirianes. Amb el nom clau de Doogman 5, la temptativa va resultar un fracàs costós. Els israelians van destruir una bateria de míssils siriana i van perdre sis avions.

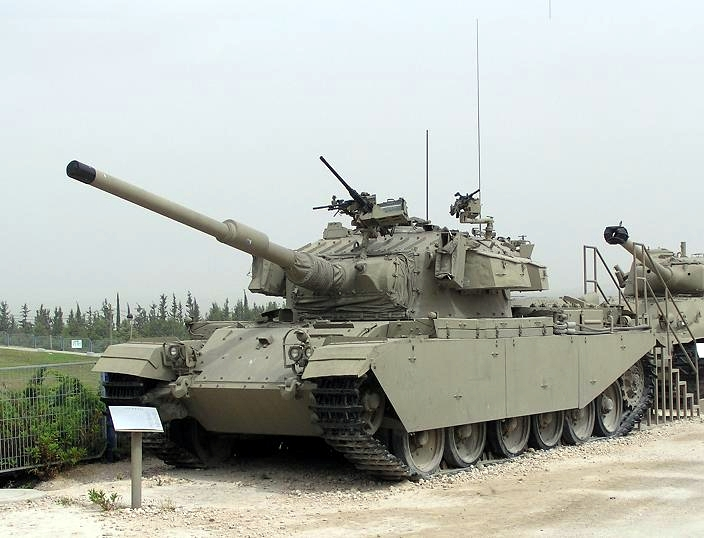
Un tanc centurió israelià. Va ser considerat en molts aspectes superior al T-54/55 soviètic.

Les forces sirianes patiren greus pèrdues mentre que els tancs i la infanteria israeliana lluitaven desesperadament per comprar temps perquè les reserves arribessin al front. Havent realitzat maniobres moltes vegades als alts del Golan, els artillers israelians van fer un ús efectiu de l'artilleria mòbil. Malgrat això, els sirians continuaren atacant malgrat les seves pèrdues, i els defensors enormement superats en nombre van perdre molts tancs. Sis hores després de l'assalt inicial, la primera línia de defensa israeliana va ser superada pel simple pes dels nombres, però els israelians continuaren resistint.
Una brigada cuirassada siriana passà per l'Escletxa de Rafid, girant al nord-oest per una ruta poc transitada coneguda com a Tapline Road, travessant diagonalment el Golan. Aquesta carretera va ser una de les principals frontisses estratègiques de la batalla. Portà directament dels principals punts de ruptura sirians fins a Nafah, que no només era la localització del quarter general de la divisió israeliana, sinó que era el nus de carreteres més important dels Alts.
Durant la nit, les forces israelianes aconseguiren contenir unes forces sirianes numèricament superiors. Els sirians estaven equipats amb visors de visió nocturna, i colpejaren amb precisió. Els israelians havien permès als sirians que avancessin fins a situar-se molt a prop per la lluita nocturna, i llavors obrien foc. Allà on els tancs israelians penetraven les línies israelianes, els artillers israelians rotaven les seves torretes i els destruïen abans de dirigir la seva atenció contra les forces que els acompanyaven. El comandant de blindats israelià Avigdor Kahalani alineà els seus tancs i començà una barrera de foc sobre la vall davant de la seva posició, permetent als sirians que creguessin que estaven davant d'un gran exèrcit de tancs israelià. Durant la nit, els sirians van reconquerir algunes zones que Israel havia conquerit durant la Guerra dels Sis Dies, però aviat van ser expulsats mitjançant un contraatac israelià.
El capità Zvika Greengold, que havia arribat sense estar adjunt a cap unitat, va combatre els tancs sirians durant 20 hores, en alguns moments amb només el seu tanc, i en d'altres com a part d'una unitat major, canviant de tanc en sis ocasions perquè el seu havia quedat malmès. Greeengold patí cremades, però seguí combatent i repetidament apareixia en els moments crítics des d'una direcció inesperada per canviar el transcurs dels combats. Per les seves accions, rebé la màxima condecoració d'Israel, la Medalla al Valor.
Durant quatre dies de combats, la 7a Brigada Cuirassada israeliana al nord, comandada per Avigdor Ben-Gal, aconseguí mantenir el front del turó rocós defensant el flanc nord del seu quarter general a Nafah, causant greus pèrdues als sirians. El Brigadier-General sirià Omar Abrash va morir el tercer dia de combats quan el seu tanc va ser destruït mentre que preparava un atac. Malgrat això, els sirians continuaren pressionant en el seu atac, i la brigada començà a afeblir-se a causa de les baixes.
Al vespre del 9 d'octubre, només quedaven en acció sis de les brigades cuirassades. Només quan començaren a recular, van ser per reforçades per una força de 15 tancs reparats, les tripulacions dels quals incloïen homes ferits. Mentre que començaven a arribar tancs israelians de manera individual per tal de reforçar la 7a brigada, els sirians, creïent que els començaven a arribar els reforços israelians i estant exhausts després de 3 dies de combat continu, començaren a retirar-se.

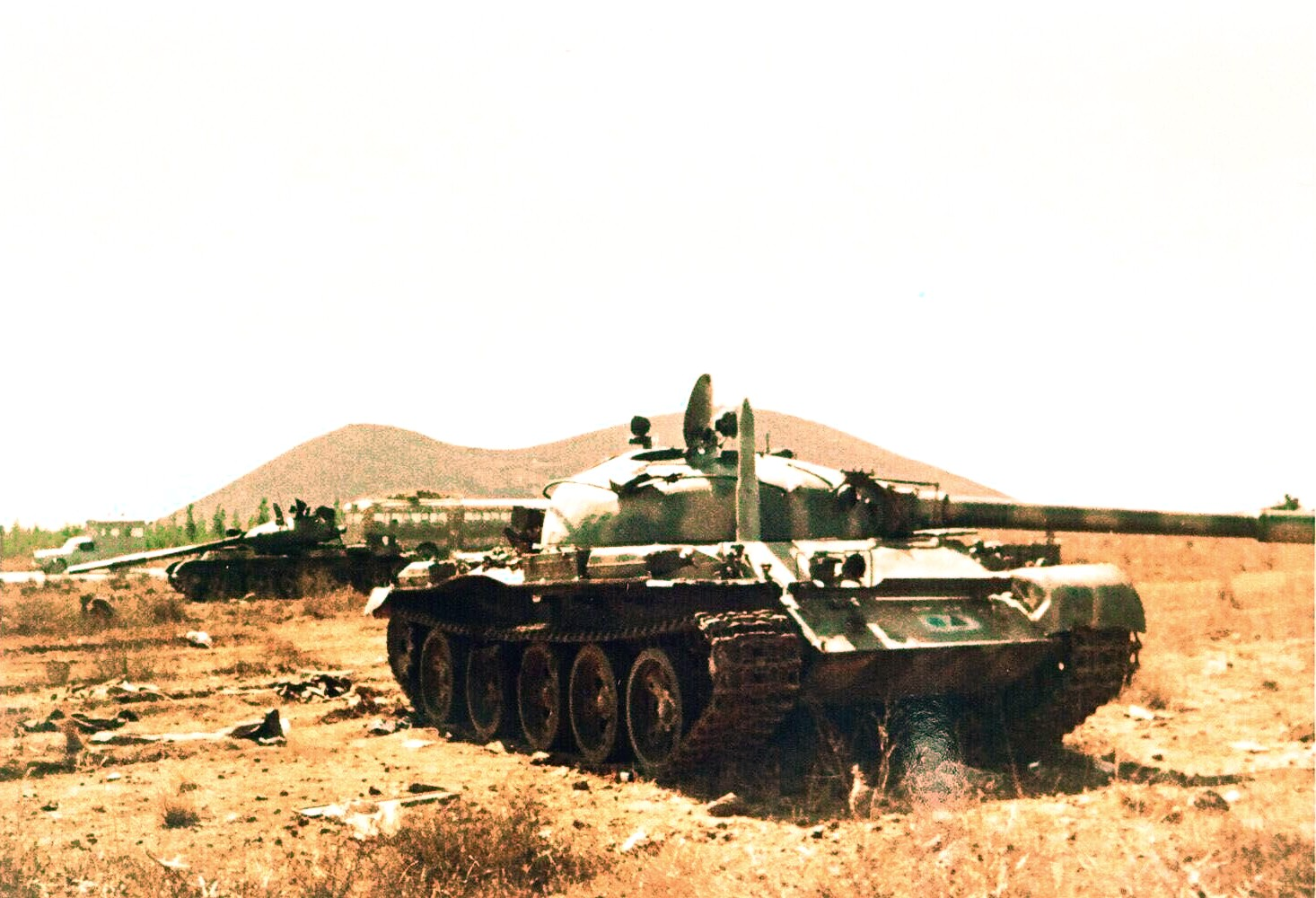
Tancs T-62 sirians abandonats sobre els Alts del Golan

Al sud, la brigada cuirassada Barak israeliana va ser privada de qualsevol defensa natural. Els sirians van quedar inicialment alentits per un camp de mines. Els artillers de la brigada Barak causaren grans pèrdues entre els sirians amb un acurat foc artiller, però els sirians continuaren avançant i la brigada Barak començà a patir moltes baixes. Els israelians continuaren lluitant desesperadament, esperant comprar temps perquè les seves reserves comencessin a arribar a les línies del front. En diversos casos, les tripulacions dels tancs preferiren sacrificar-se abans que cedir terreny voluntàriament.
Durant la nit, els sirians van fer un ús mortal de la tecnologia infraroja, mentre que els israelians usaven rondes d'il·luminació i projectors de llum de xenon sobre els seus tancs i realitzaren una sèrie de petites accions de bloqueig. El comandant de la brigada coronel Shohan va resultar mort el segon dia, juntament amb el seu segon al comandament i oficial d'operacions, mentre que els sirians intentaven avançar desesperadament cap al mar de Galilea i Nafah. En aquell moment, la brigada Barak deixà d'actrar com una força cohesionada, tot i que els tanc supervivents i les seves tripulacions continuaren lluitant individualment. Els sirians estaven a punt d'arribar fins a les defenses israelianes de Nafah, aturant l'avanç a les tanques de Nafah a les 17:00; la pausa s'estengué tota la nit, permetent que les forces israelianes formessin una línia defensiva. Se suposa que els sirians tenien uns avanços calculats, i els comandants al camp no volien divergir del pla original.
La marea als Alts del Golan començà a tombar a mesura que les forces israelianes de reserva van ser capaces d'aguantar l'avanç sirià. El 8 d'octubre, els israelians començaren a fer recular els sirians fins a les línies d'alto el foc de preguerra, causant grans pèrdues entre els tancs. Un altre atac sirià al nord de Quneitra va ser rebutjat. Els estrets alts del Golan eren massa petits per actuar com un aturador territorial efectiu, a diferència de la península del Sinaí al sud, però demostrà ser un punt geogràfic estratègic i va ser crucial en evitar que els sirians poguessin bombardejar les ciutats israelianes de la vall. Els israelians, que havien patit moltes baixes durant els tres primers dies de combats, també començaren a confiar en l'artilleria per atacar els sirians a llarga distància.

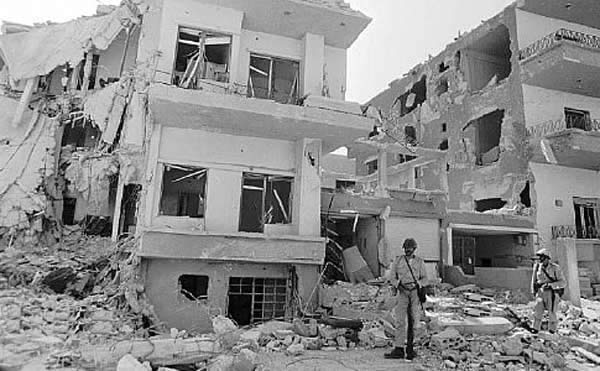
Després d'un atac aeri israelià contra el quarter general de l'Estat Major General sirià a Damasc.

El 9 d'octubre, míssils terra-terra FROG-7 impactaren a la base àeria israeliana de Ramat David, causant la mort d'un pilot i ferint diversos altres. D'altres míssils impactaren sobre assentaments civils. En resposta, 7 F-4 Phantoms israelians volaren cap a Síria i atacaren el quarter general de l'Estat Major General sirià a Damasc. Els caces israelians atacaren des de l'espai aeri libanès per evitar les regions densament protegides al voltant dels Alts del Golan, atacant una estació de radar libanesa al camí. Els pisos superiors del quarter general i el Comandament de la Força Aèria van quedar molt malmesos. Un centre cultural soviètic, un estudi de televisió i d'altres instal·lacions properes també van ser erròniament malmeses. Un Phantom israelià va ser abatut. L'atac provocà que els sirians transferissin unitats de defensa aèria des dels Alts del Golan cap al front local, permetent que la Força Aèria Israeliana tingués una major llibertat d'acció.
El 10 d'octubre, la darrera unitat siriana al sector central havia estat obligada a recular més enllà de la Línia Porpra (la línia d'alto el foc a la preguerra). Després de quatre dies de combats intensos i incessants, els israelians havien aconseguit expulsar els sirians dels Alts del Golan.
En aquest moment calia prendre una decisió: aturar-se a la línia fronterera de 1967 o continuar avançar dins del territori sirià. L'Alt Comandament israelià passà tot el 10 d'octubre debatent sobre això durant tota la nit. Alguns afavorien la retirada, que hauria permès que les tropes fossin desplegades al Sinaí (la derrota de Shmuel Gonen a Hizayon al Sinaí havia tingut lloc dos dies abans). D'altres afavorien continuar l'atac a Síria, direcció Damasc, la qual cosa hauria fet fora Síria de la guerra; també restaurar la imatge d'Israel com a major potència militar de l'Orient Mitjà, donant a Israel una valuosa moneda de canvi un cop acabés la guerra. Però els detractors d'aquesta proposta assenyalaren que Síria tenia unes fortes defenses (trinxeres antitanc, camps minats i punts forts), i que seria millor combatre des de posicions defensives als Alts del Golan, en lloc de lluitar al terreny pla i profund de Síria; en el cas d'una nova guerra amb Síria. Malgrat això, la primera Ministra Golda Meïr assenyalà el punt crucial d'aquest debat:
Ens costaria quatre dies portar una divisió cap al Sinaí. Si la guerra acabava durant aquest període, llavors la guerra acabaria amb una pèrdua territorial per Israel al Sinaí i sense guanys al nord: una derrota sense pal·liatius. Aquesta era una qüestió política i la decisió seria, travessar la Línia Púrpura... l'atac es llençaria demà, dimarts, 11 d'octubre.

#### L'avanç israelià

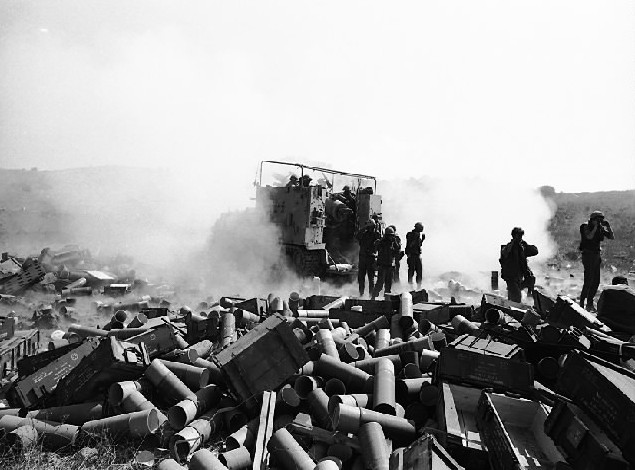
Artilleria israeliana colpejant les forces sirianes prop de la Vall de les Llàgrimes.

L'11 d'octubre, les forces israelianes penetraren a Síria i avançaren cap a Damasc a través de la carretera Quneitra-Damasc fins al 14 d'octubre, trobant-se una dura resistència dels reservistes sirians en defenses preparades. Tres divisions israelianes travessaren la primera i la segona línies defensives prop de Sasa, i conqueriren més de 50 kilòmetres quadrats al sortint de Bashan. Des d'allà podien bombardejar els afores de Damasc, a només 40 km de distància, usant artilleria pesant M107.
El 12 d'octubre, paracaigudistes israelians de la unitat d'elit Sayeret Tzanhanim llançaren l'operació Gown, infiltrant-se a l'interior de Síria i destruint un pont a la zona tri-fronterera de Síria, Iraq i Jordània. L'operació va interrompre el flux de tropes i armes a Síria. Durant l'operació, els paracaigudistes destruïren diversos transports de tancs i materen diversos soldats sirians. No va haver-hi cap baixa entre els israelians.
Mentre que la posició siriana s'afeblia, Jordània envià una força expedicionària a Síria. El rei Hussein, que es trobava sotra una intensa pressió per acabar la guerra, va comunicar a Israel les seves intencions mitjançant intermediaris americans, amb l'esperança que Israel acceptaria que això no era un casus belli, justificant així un atac sobre Jordània. El ministre de defensa israelià, Moixé Dayan, declinà oferir cap garantia així, però sí que va dir que Israel no tenia cap intenció d'obrir un nou front. Iraq també envià un cos expedicionari a Síria, format per les divisions cuirassades 3a i 6a, formades per uns 30.000 homes, entre 200 i 500 tancs i 700 transports cuirassats de personal. Els caces israelians van atacar les tropes iraquianes quan tot just arribaven a Síria.
Les divisions iraquianes van ser una sorpresa estratègica per la IDF, que esperaven tenir un avís d'intel·ligència amb 24 hores d'antelació a aquests moviments. Això es convertí en una sorpresa operativa, car els iraquians atacaren l'exposat flanc septentrional dels blindats israelians que avançaven, forçant a les unitats d'avançada que es retiressin alguns kilòmetres per evitar quedar encerclats. Contraatacs combinats de tropes sirianes, iraquianes i jordanes evitaren posteriors guanys territorials israelians. Malgrat això, no van ser capaços de fer que Israel es retirés del sortint de Bashan, i patiren greus pèrdues en els seus combats contra els israelians. L'atac més efectiu va tenir lloc el 20 d'octubre, tot i que les forces àrabs van perdre fins a 120 tancs en aquell combat.
La Força Aèria Siriana atacà les columnes israelianes, però aquestes operacions estaven molt limitades a causa de la superioritat aèria de l'aviació israeliana, patint grans pèrdues en les lluites de gos contra els reactors israelians. El 23 d'octubre va tenir lloc una gran batalla aèria prop de Damasc, durant la qual els israelians van abatre 10 avions sirians. Els sirians reclamaren una quantitat semblant de victòries contra Israel. La IDF també destruí el sistema de míssils defensius sirià. Els israelians van emprar la seva superioritat aèria per atacar objectius estratègics per Síria, incloent-hi estacions energètiques importants, subministraments petrolers, ponts i carreteres principals. Els atacs van malmetre l'esforç de guerra sirià, van interrompre el pont aeri soviètic per portar equipament militar a Síria i van dificultar la vida normal dins del país.
El 22 d'octubre, els comandos de la brigada Golani i Sayeret Matkal reconqueriren els llocs avançats al mont Hermon, després d'una dura batalla on va haver-hi combats home a home i atacs mitjançant franctiradors sirians. Un atac fracassat dues setmanes abans havia tingut un cost per Israel de 23 morts i 55 ferits i de 29 morts i 11 ferits pels sirians; mentre que aquest segon atac costà a Israel 55 morts i 79 ferits més. Una quantitat desconeguda de sirians van resultar morts o van ser fets presoners. Un bulldozer IDF D9, acompanyat d'infanteria, aconseguí arribar fins al cim. Una força paracaigudista israeliana que aterrà en helicòpter va capturar els punts avançats sirians sobre la muntanya, matant més d'una dotzena de sirians mentre que patien un mort i quatre ferits. Set MiGs i dos helicòpters sirians que portaven reforços van ser abatuts mentre que provaven d'intercedir.

#### Desescalada del front septentrional
Els sirians es prepararen per a una contraofensiva massiva amb l'objectiu d'expulsar les tropes israelianes de Síria, programada pel 23 d'octubre. Havien de participar 5 divisions sirianes, juntament amb les forces expedicionàries iraquiana i jordana. Els soviètics havien substituït la major part de les pèrdues que la força cuirassada siriana havia patit duran les primeres setmanes de la guerra.
Malgrat això, el dia abans que s'hagués de llançar l'ofensiva, les Nacions Unides imposaren el seu alto el foc (després de l'acceptació tant per Israel com per Egipte). Abraham Rabinovich afirmà que "L'acceptació per part d'Egipte de l'alto el foc el dilluns [22 d'octubre] creà un gran dilema per a Assad. L'alto el foc no l'obligà, però les seves implicacions no podien ser ignorades. Alguns dels membres de l'Estat Major General sirià es mostraren partidaris de prosseguir amb l'atac, afirmant que si ho feien Egipte se sentiria obligat a continuar la lluita... D'altres, en canvi, argumentaren que continuació de la guerra legitimaria els esforços israelians per destruir el Tercer Exèrcit egipci. En aquest cas, Egipte no ajudaria Síria quan Israel girés tot el seu poder cap al nord, destruint les infraestructures sirianes i potser ataqués Damasc".
Finalment, el president sirià Hafez al-Assad decidí cancel·lar l'ofensiva. El 23 d'octubre, el dia que l'ofensiva havia de començar, Síria anuncià que acceptava l'alto el foc, i ordenava a les seves tropes que aturessin els combats, mentre que el govern iraquià ordenava a les seves tropes que tornessin al país.
Seguint l'alto el foc de les Nacions Unides, va haver-hi constants intercanvis artillers i batuses, i les tropes israelianes continuaren ocupant posicions a l'interior de Síria. D'acord al ministre d'exteriors sirià Abdel Halim Khaddam, els constants atacs artillers sirians eren "part d'una guerra de desgast deliberada dissenyada per paralitzar l'economia israeliana", i s'intentaria pressionar a Israel perquè cedís els territoris ocupats. També van tenir lloc alguns combats aeris, i ambdós bàndols van perdre diversos avions. A la primavera de 1974, els sirians provaren de reconquerir el cim del mont Hermon. Els combats s'estengueren durant un mes amb grans pèrdues per ambdós costats, però els israelians van mantenir la posició. La situació continuà fins al maig de 1974, amb un acord de separació.

#### La participació jordana
Tot i que el rei Hussein de Jordània inicialment no entrà al conflicte, la nit del 12-13 d'octubre les tropes jordanes es desplegaren a la frontera jordano-siriana per reforçar les tropes sirianes, i les tropes sirianes s'uniren a les sirianes i iraquianes en els assalts sobre les posicions israelianes del 16 i el 19 d'octubre. Hussein envià una segona brigada al front del Golan el 21 d'octubre.

### Al mar

Diagrama de la batalla de Latakia.

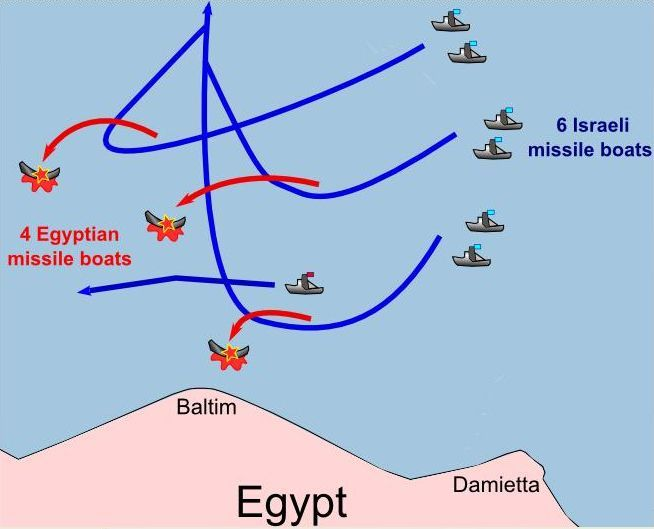
Diagrama de la batalla de Baltim.

El primer dia de la guerra, llanxes llançamíssils egípcies bombardejaren els ports del Sinaí de Rumana, Ras Beyron, Ras Masala, Ras Sudar i Sharm el-Sheikh. Els homes granota de la marina egípcia també atacaren les instal·lacions petrolieres a Bala'eem, destruint la perforadora.
La batalla de Latakia, una batalla naval revolucionària entre les marines israeliana i siriana, va tenir lloc el 7 d'octubre, el segon dia de la guerra. Cinc llanxes llançamíssils israelianes van dirigir-se cap al port sirià de Latakia, enfonsant un torpediner abans de fer front a 5 llanxes llançamíssils sirianes. Els israelians van fer servir contramesures electròniques i coets per burlar els míssils sirians, aconseguint enfonsar les 5 naus sirianes. Aquest enfrontament revolucionari, el primer entre llanxes llançamíssils usant míssils superfície-superfície, provà la potència de les petites i ràpides llanxes llançamíssils, equipades amb avançats dispositius ECM. La batalla també demostrà que la marina israeliana, que durant molt de temps havia estat assenyalada com l'ovella negra de la militària israeliana, era una força formidable i efectiva per si mateixa.
El 10-11 d'octubre va tenir lloc un altre combat quan les llanxes llançamíssils israelianes dispararen contra el port de Latakia, amb l'objectiu de dues llanxes llançamíssils sirianes vistes maniobrant entre vaixells mercants al port. Ambdós vaixells sirians van ser enfonsats, tot i que dos mercants van ser atacats i enfonsats per error.
El 7 d'octubre la marina israeliana derrotà la marina egípcia en el que esdevingué la batalla de Marsa Talamat. Dues patrulleres de la classe Dabur estaven patrullant el golf de Suez, trobant-se amb dues llanxes Zodiac egípcies carregades amb comandos navals, una patrullera i canons costaners. Les patrulleres israelianes van enfonsar tant les Zodiacs com la patrullera, tot i que van patir danys durant la batalla.
La segona batalla naval que acabà amb una victòria decisiva per Israel va ser la batalla de Baltim, que va tenir lloc entre el 8 i el 9 d'octubre davant la costa de Baltim i Damiata. Sis naus israelianes amb míssils dirigint-se cap a Port Said es trobaren amb quatre d'egípcies provinents d'Alexandria. En un combat que s'estengué durant 40 minuts, els israelians esquivaren els míssils Styx usant contramesures electròniques i enfonsaren tres naus egípcies mitjançant míssils Gabriel i foc de canó. Les batalles de Latakia i Baltin van canviar dràsticament la situació operativa per avantatge d'Israel.
Cinc nits després de la batalla de Baltim, cinc patrulleres israelianes entraren a la base egípcia de Ras Ghareb, on es trobaven ancorades 50 patrulleres, incloent-hi vaixells de pesca armats mobilitzats per l'esforç de guerra que carregaven amb tropes, munició i subministraments per portar-los al costat israelià del Golf. En el combat que seguí, 19 vaixells israelians van resultar enfonsats, mentre que la resta van quedar bloquejats al port.
La Marina israeliana va controlar el golf de Suez durant la guerra, que va fer possible el desplegament constant de les bateries SAM israelianes prop de la base naval que Israel tenia prop de l'extrem meridional del canal de Suez, fent que el Tercer Exèrcit israelià no pogués disposar de suport aeri i evitant que aquest es desplacés cap al sud i intentés conquerir el Sinaí meridional.
Els comandos israelians del Shayetet 13, la unitat especial d'elit de la marina israeliana, s'infiltraren al port egipci d'Arkada la nit del 9-10 d'octubre i enfonsaren un llançamíssils classe Kumar després que haguessin fallat les quatre temptatives anteriors. Una altra temptativa d'infiltració fracassà, els comandos aconseguiren infiltrar-se a Arkada durant la nit del 21-22 d'octubre i danyaren un llançamíssils amb coets M72 LAW. Durant un dels atacs, els comandos també destruïren un dels principals espigons del port. El 16 d'octubre, comandos del Shayetet 13 s'infiltraren a Port Said amb dos minisubmarins Hazir per atacar objectius navals egipcis. Durant l'atac, els comandos enfonsaren una torpedinera, un vaixell de guardacostes, una llanxa de desembarcament i un llançamíssils. Es van perdre dos homes-granota durant l'operació. El 18 d'octubre, els submarinistes israelians provocaren una explosió que va malmetre dos cables submarins de comunicacions de Beirut, un dels quals connectava amb Alexandria i l'altre amb Marsella. De resultes el tèlex i les telecomunicacions entre l'oest i Síria van quedar malmeses, i els cables no van poder ser reparats fins al 27 d'octubre. Els cables també s'empraven per les comunicacions entre sirians i egipcis, més que no pas la ràdio, que era interceptada per les intel·ligències israeliana, estatunidenca i soviètica. Egipte i Síria van haver de recórrer a comunicar-se mitjançant una estació de ràdio jordana situada a Ajloun, rebotant els senyals mitjançant un satèl·lit estatunidenc.
L'11 d'octubre, naus llançamíssils israelianes enfonsaren dos llançamíssils sirians en un enfrontament davant de Tartus. Durant la batalla, un mercant soviètic va rebre l'impacte dels míssils israelians i s'enfonsà.
Durant la darrera setmana de la guerra, els homes-granota egipcis realitzaren 3 ó 4 atacs sobre Elat, causant danys menors però creant alarma.

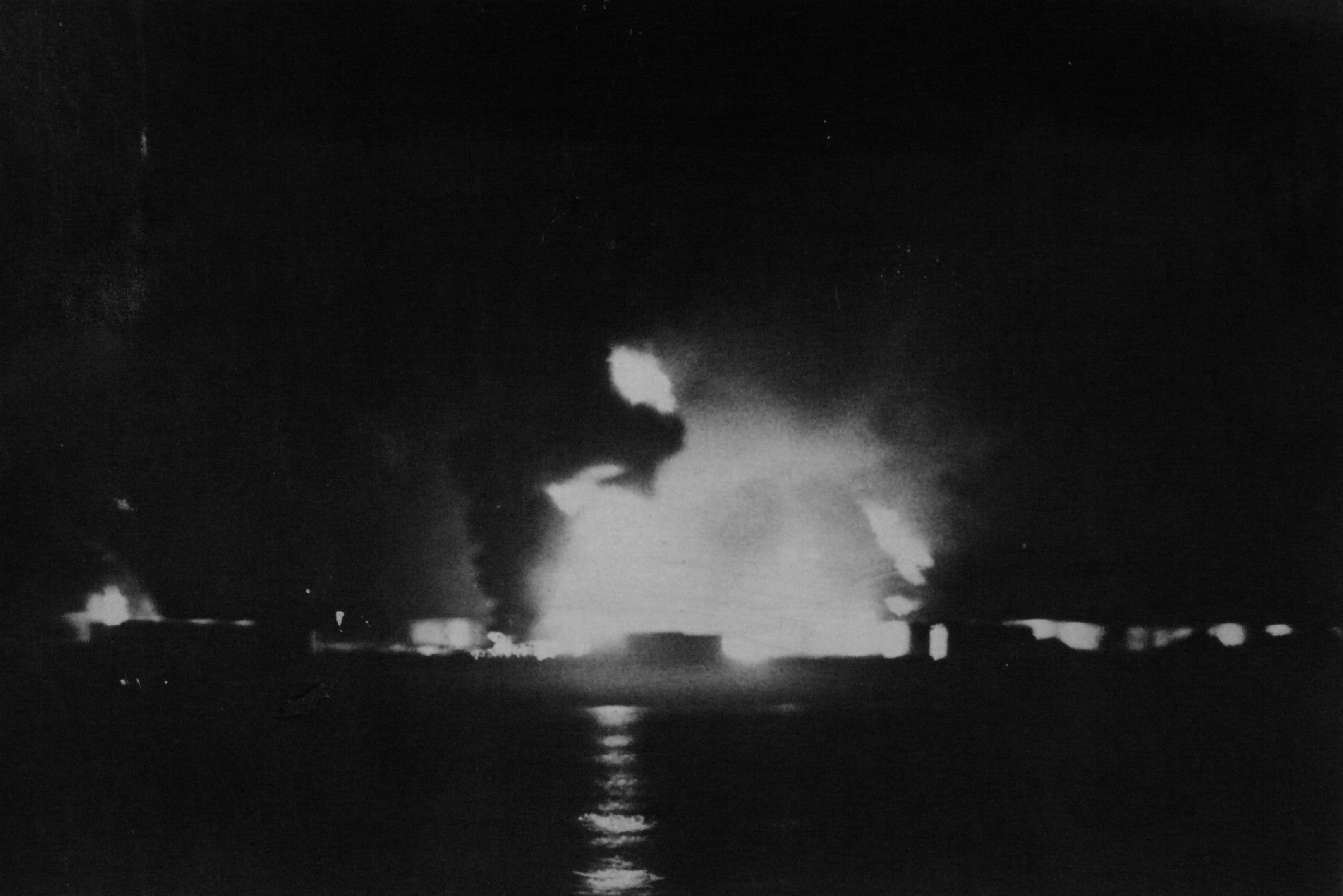
Una terminal petroliera siriana a Baniyas després d'haver estat bombardejada per llançamíssils classe Sa'ar 3

Després d'haver colpejat les marines egípcia i siriana, la marina israeliana tenia el control de la costa. Els llançamíssils israelians empraren els seus canons de 76mm i altre armament per atacar les instal·lacions petrolieres que Síria tenia a la costa, així com estacions de radar i d'altres objectius de valor militar tant a la costa siriana com egípcia. La marina israeliana arribà a atacar algunes de les bateries de SAMs més al nord. Els atacs navals israelians van ser realitzats amb un mínim suport de la Força Aèria Israeliana (només un objectiu naval àrab va ser destruït des de l'aire durant tota la guerra).
La Marina Israeliana aconseguí forçar un bloqueig a Bab el-Màndeb. Divuit milions de tones de combustible havien estat transportades anteriorment des de l'Iran fins a Israel pels estrets de Bab el-Màndeb. El bloqueig va enfortir-se amb dos destructors egipcis i dos submarins, reforçats amb embarcacions auxiliars. La navegació que es dirigia cap Israel a través del golf d'Elat va ser aturada pels egipcis. La Marina israeliana no tenia mitjans per alleugerir el bloqueig a causa de la gran distància que hi havia, i la Força Aèria Israeliana, aparentment també incapaç d'alleugerir el bloqueig, no va intentar-ho. El bloqueig va ser aixecat l'1 de novembre, després que Israel fes servir el Tercer Exèrcit egipci com a moneda de canvi. Els egipcis intentaren sense èxit bloquejar la costa mediterrània israeliana. Els egipcis també minaren el golf de Suez per evitar el transport de petroli des dels camps petrolífers de Bala'eem i Abu Rudeis al Sinaí suroccidental fins a Elat al sud d'Egipte. Dos petroliers, un de 48.000 tones i l'altre de 2.000 tones, s'enfonsaren després d'impactar amb mines al golf. D'acord amb l'almirall Ze'ev Almog, la marina israeliana escortà els petroliers des del golf fins a Elat durant la guerra, i els petrolers israelians que navegaven des de l'Iran eren dirigits perquè passessin de llarg el mar Roig. Com a resultat de tot això i el fracàs del bloqueig egipci a la Mediterrània, el transport de petroli, gra i armament als ports israelians van poder ser possibles durant tota la guerra. En una investigació posterior a la guerra s'assenyalà que durant tota la guerra Israel no patí mancances de petroli, i que fins i tot arribà a vendre petroli a tercers països afectats per l'embargament petrolier àrab. Aquesta afirmació va ser discutida per Edgar O'Ballance, qui afirmà que en tota la guerra no arribà petroli a Israel, i que l'oleoducte Elat-Ashdod estava buit al final de la guerra.
Israel respongué amb un contra-bloqueig d'Egipte al golf de Suez. El bloqueig israelià va ser reforçat mitjançant naus amb base a Sharm el-Sheikh i la costa del Sinaí davant del golf de Suez. El bloqueig israelià sí que aconseguí malmetre l'economia egípcia. D'acord amb l'historiador Gammal Hammad, els principals ports egipcis, Alexandria i Port Safaga, van romandre oberts a la navegació durant tota la guerra. Durant tota la guerra, la Marina Israeliana gaudí del comandament absolut del mar, tant a la Mediterrània com al golf de Suez.
D'acord als israelians i a les fonts occidentals, els israelians no van perdre cap nau al mar. Els vaixells israelians van ser "objectiu de com a mínim 52 míssils anti-vaixell soviètics", però cap impactà en el seu objectiu. D'acord amb l'historiador Benny Morris, els egipcis van perdre 7 naus llançamíssils i quatre torpediners i naus de defensa costanera, mentre que els sirians van perdre 5 vaixells llançamíssils, un dragamines i un vaixell de defensa costanera. La marina israeliana patí 3 morts i 7 ferits.

## Atrocitats contra els presoners israelians

### Atrocitats sirianes
Síria ignorà les Convencions de Ginebra i molts presoners de guerra israelians van ser torturats o morts. Les tropes israelianes que avançaven reconquerint el territori pres pels sirians a l'inici de la guerra descobriren els cadàvers de 28 soldats israelians que havien estat cegats, amb les mans lligades a l'esquena i executats. En un discurs pronunciat el desembre de 1973 a l'Assemblea Nacional, el ministre de defensa sirià, Mustafa Tlass, afirmà que havia condecorat un soldat amb la Medalla de la República per haver mort 28 presoners israelians, decapitat 3 i menjat la carn d'una de les seves víctimes. Els sirians van fer servir tècniques d'interrogatori brutals, fent servir electro-shocks als genitals. Diversos soldats israelians fets presoners al mont Hermon van ser executats. Prop del poble de Hushniye, els sirians capturaren 11 membres del personal administratiu de la Força dels Alts del Golan, els quals posteriorment van ser trobats morts, cegats i amb les mans lligades a l'esquena. Fora de Hushniye, set presoners israelians van ser trobats morts, i tres més van ser executats a Tel Zohar. Els presoners sirians en captiveri israelià confirmaren que els seus camarades havien mort els presoners israelians.
Diversos presoners israelians afirmaren que els arrencaren les ungles dels dits mentre que d'altres descriuen que els convertiren en cendrers humans, car els seus guardians sirians els cremaven amb les cigarretes enceses. Una investigació feta per l'oficial mèdic en cap de l'exèrcit israelià assenyalà que "la immensa majoria de presoners (israelians) van ser exposats durant el seu empresonament a tortura severa física i mental. Els mètodes habituals de tortura eren els cops dirigits a diverses parts del cos, electro-shocks, ferides deliberadament causades a les orelles, cremades a les cames, suspensió en posicions doloroses i d'altres mètodes." Després de la conclusió de les hostilitats, Síria no donà els noms dels presoners que tenia al Comitè Internacional de la Creu Roja i, de fet, ni tan sols reconegué que tingués presoners malgrat el fet que aquests eren públicament exhibits als sirians per la televisió. Els sirians, havent estat derrotats sense discussió per Israel, intentaven fer servir els seus captius com a moneda de canvi a les negociacions de postguerra. Un dels presoners de guerra israelians més famosos va ser Avraham Lanir, un pilot israelià que va ser abatut sobre Síria i que va ser fet presoner. Lanir va morir durant els interrogatoris sirians. Quan el seu cadàver va ser tornat el 1974, exhibia signes de tortura.

### Atrocitats egípcies
L'historiador israelià Aryeh Yitzhaki estimà que els egipcis havien mort uns 200 soldats israelians que s'havien rendit. Yitzhaki basà la seva afirmació en els documents de l'exèrcit. A més, dotzenes de presoners israelians van ser apallissats i maltractats durant el captiveri egipci.
Diversos soldats israelians testimoniaren haver estat testimonis de camarades sent morts després de rendir-se als egipcis, o de veure els cossos de soldats israelians trobats cegats i amb les mans lligades a l'esquena. Avi Yaffe, un operador de ràdio que servia a la línia Bar-Lev, informà haver escoltat crits d'altres soldats que els egipcis estaven matant a tots aquells que es rendien, i també va obtenir registres de soldats van salvar-se dels escamots d'afusellament egipcis. Les proves fotogràfiques d'aquestes execucions existeixen, tot i que moltes d'elles no han estat fetes públiques. Les fotos també mostraven que presoners israelians que havien estat fotografiats vius mentre que eren presoners a Egipte van ser retornats morts a Israel.

## L'amenaça soviètica d'intervenció

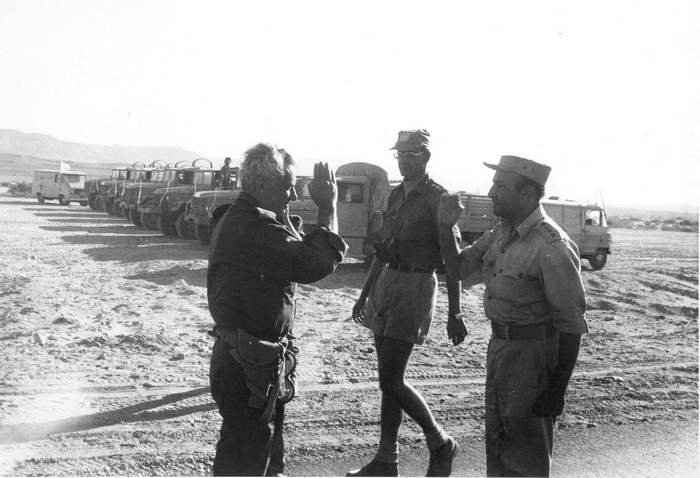
24 d'octubre. Una reunió organitzada per les Nacions Unides entre el tinent general israelià Haim Bar-Lev i un general egipci al Sinaí.

El 9 d'octubre, el centre cultural soviètic a Damasc va resultar malmès durant un atac aeri israelià, i dos dies després, el mercant soviètic Ilia Metxnikov va ser enfonsat per la marina israeliana durant un combat davant de Síria. Els soviètics condemnaren les accions israelianes, i va haver-hi reclamacions al govern perquè hi hagués una resposta militar. Els soviètics finalment reaccionaren desplegant dos destructors a la costa siriana. Els vaixells de guerra soviètics van ser autoritzats a obrir foc contra els combatents israelians que s'apropessin als combois i als transports soviètics. Hi ha diversos registres que mostren intercanvis de foc entre els vaixells soviètics i les forces israelianes, en particular, el dragamines Rulevoi i el buc mitjà de desembarcament SDK-137, que protegien els transports soviètics al port sirià de Latakia, dispararen sobre els avions israelians.
Durant l'alto el foc, Henry Kissinger mitjançà en una sèrie d'intercanvis amb els egipcis, els israelians i els soviètics. El 24 d'octubre, Sadat va fer una crida pública als contingents estatunidenc i soviètic perquè supervisessin l'alto el foc, que va ser ràpidament rebutjat en una declaració de la Casa Blanca. Kissinger també es trobà amb l'ambaixador soviètic Dobrínim per discutir una conferència de pau amb Ginebra com a seu. Posteriorment, al vespre del 24-25 d'octubre Bréjnev envià a Nixon una carta "molt urgent" en la que començava assenyalant que Israel seguia violant l'alto el foc i semblava un desafiament tant a la Unió Soviètica com als Estats Units. Va posar l'accent en la necessitat d'implementar la resolució de l'alto el foc i "convidava" els Estats Units a unir-se als soviètics a "vigilar l'observança de l'alto el foc sense retard". Llavors amenaçava: Li dic que si li resulta impossible que treballem conjuntament en aquesta qüestió, haurem de fer front a la necessitat urgent per considerar prendre els necessaris passos unilaterals. No podem permetre l'arbitrarietat per part d'Israel." Els soviètics estaven amenaçant en intervenir militarment a la guerra al costat dels egipcis si no podien treballar conjuntament a assegurar l'alto el foc.
Kissinger passà el missatge immediatament a Haig, que es trobà amb Nixon durant 20 minuts cap a les 22:30, i en sortir donà poders a Kissinger perquè fes el que cregués necessari. Kissinger convocà immediatament una reunió d'alts funcionaris, incloent-hi el Secretari de Defensa James Schlesinger, el Director de la CIA William Colby i el cap de l'Estat Major de la Casa Blanca Alexander Haig. L'escàndol Watergate havia arribat al punt màxim, i Nixon estava tan agitat i descompost que decidiren portar-ho a terme sense ell:
Quan Kissinger demanà a Haig si Nixon havia de ser despertat, el cap de l'estat major de la Casa Blanca respongué fermament «No». Haig compartia clarament els sentiments de Kissinger que Nixon no estava en condicions de prendre decisions de pes. 
De la reunió en va sortir una resposta conciliatòria, la qual va ser enviada (en nom de Nixon) a Bréjnev. Al mateix temps, es decidí incrementar la Condició de Defensa (DEFCON) de nivell 4 a 3. Finalment, s'aprovà enviar un missatge a Sadat (de nou en nom de Nixon) demanant-li que abandonés la seva petició d'assistència soviètica, i amenaçant-lo que si els soviètics hi intervenien, també ho farien els estatunidencs.
Els soviètics posaren en alerta 7 divisions de paracaigudistes i es preparà el pont aeri per portar-los a l'Orient Mitjà. S'establí una comandància paracaigudista al sud de la Unió Soviètica, i diverses unitats de la Força Aèria van ser alertades. Els informes indicaven que almenys una de les divisions i un esquadró d'avions de transport havien estat traslladats des de la Unió Soviètica a una base aèria a Iugoslàvia. Els soviètics també desplegaren 7 llanxes amfíbies amb uns 40.000 infants de marina a la Mediterrània.
Els soviètics detectaren ràpidament l'increment de la condició de defensa americana, i estaven bocabadats amb la resposta. "Qui podria haver imaginat que els estatunidencs s'espantarien tan ràpidament?", va dir Nikolai Podgorni. "No és raonable entrar en una guerra amb els Estats Units a causa d'Egipte i Síria", va dir el Premier Aleksei Kosiguin, mentre que el cap del KGB Iuri Andrópov afegia que "No farem esclatar la Tercera Guerra Mundial." La carta del govern estatunidenc arribà durant la reunió. Bréjnev decidí que els americans estaven massa nerviosos, i que el millor que es podia fer era esperar a respondre. El matí següent, els egipcis arribaren a un acord amb els Estats Units, i van anul·lar la seva petició d'ajut als soviètics, acabant la crisi.

## Participació d'altres països

### Ajut a Israel
Basant-se en les estimacions d'intel·ligència a l'inici de les hostilitats, els caps americans esperaven que la guerra s'inclinés ràpidament a favor d'Israel, així com que els exèrcits àrabs serien completament destruïts en un termini de només 72 a 96 hores. El 6 d'octubre, el secretari d'Estat Kissinger cità el grup oficial de direcció de crisi del Consell de Seguretat Nacional, el Grup d'Accions Especial de Washington, que va debatre sobre si calia que els Estats Units enviessin més armes a Israel. Els representants de màxim nivell dels departaments de Defensa i d'Estat s'oposaren a fer-ho. Kissinger va ser l'únic que es mostrà d'acord: va dir que si els Estats Units es negaven a ajudar Israel, aquest tindria pocs incentius per acceptar els moviments diplomàtics estatunidencs a la diplomàcia de postguerra. Kissinger afirmà que enviar ajut a Israel podria fer que aquests moderessin les seves demandes territorials, però aquesta tesi provocà un debat sobre si aquest ajut els faria més acomodaticis o més intransigents vers el món àrab.
Pel 8 d'octubre, Israel tenia dificultats militars en ambdós fronts. Al Sinaí, els esforços israelians per superar les línies egípcies amb els blindats havia estat frustrat, i mentre que Israel començava a aturar l'avanç sirià, aquests encara podien veure el riu Jordà i els seus sistemes de defensa aèria estaven causant moltes baixes entre els avions israelians. Pel 9 d'octubre era evident que no hi hauria una solució ràpida a favor d'Israel i que les baixes a la IDF eren inesperadament altes.
Durant la nit del 8-9 d'octubre, un alarmat Dayan va dir a Meir que "això és el final del tercer temple." Estava advertint de la imminent derrota total d'Israel, però "Temple" també era el nom en clau per les israelianes. Dayan també va fer sortir la qüestió nuclear en una reunió del govern, advertint que el país s'apropava a un punt de "darrer recurs.". Aquella nit Golda Meïr autoritzà que s'assemblessin 13 ogives nuclears tàctiques de 20 quilotones als míssils Jericó a la base aèria de Sdot Micha, i els avions F-4 de la base aèria de Tel Nof, perquè es llancessin sobre objectius sirians i egipcis. S'usarien si eren absolutament necessaris per evitar una derrota total, però els preparatius es van fer d'una manera fàcil de detectar, com si fos un senyal pels Estats Units. Kissinger s'assabentà de l'alerta nuclear el matí del 9 d'octubre. Aquell dia, el President Nixon ordenà l'inici de l'operació Nickel Grass, un pont aeri estatunidenc per substituir totes les pèrdues materials israelianes. Una prova anecdòtica suggereix que Kissinger va dir a Sadat que el motiu del pont aeri estatunidenc era que els israelians estaven a punt de fer servir armes atòmiques. Els països europeus es negaren a permetre que els avions americans que portessin subministraments per a Israel carreguessin combustible a les seves bases, tement un embargament àrab de petroli, a excepció de Portugal i els Països Baixos. Portugal va permetre als Estats Units que fessin servir una base llogada a les Açores.

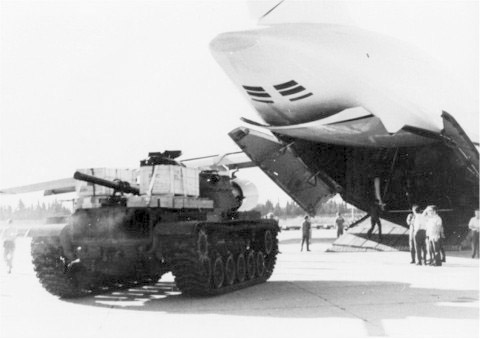
Un M60 portat durant l'operació Nickel Grass.

Israel començà a rebre subministraments via els avions de càrrega de la Força Aèria estatunidenca el 14 d'octubre, tot i que ja havia arribat equipament mitjançant la línia aèria nacional israeliana El Al abans d'aquesta data. En aquells moments, les forces de defensa israelianes ja s'havien endinsat a Síria i estaven preparant una reeixida invasió d'Egipte des del Sinaí, però havien patit severes pèrdues materials. D'acord amb Abraham Rabinovich, "mentre que el pont aeri de subministramens estatunidenc no reemplaçà les pèrdues israelianes en equips, li permeté fer servir el que tenia més lliurement." Al final de Nickel Grass, els Estats Units havien enviat 22.395 tones de material a Israel, de les que 8.755 arribaren abans del final de la guerra. Els C-141 Starlifter i els C-5 Galaxy van fer 567 missions durant el pont aeri; i els avions d'El Al van portar 5.500 tones més de material en 170 vols. El pont aeri continuà després de la guerra fins al 14 de novembre. Els Estats Units també portaren 90.000 tones de material a Israel per mar fins a inicis de desembre, usant 16 vaixells. Pel 30 d'octubre havien arribat 33.210 tones.
A inicis de desembre, Israel havia rebut entre 34 i 40 caça bombarders F-4, 46 A-4, 12 avions de càrrega C-130, 8 helicòpters CH-53, 40 vehicles aeris no tripulats, 200 tancs M-60/M-48A3, 226 vehicles diversos, 12 sistemes de míssils terra-aire MIM-72 Chaparral, 3 sistemes de míssils terra-aire MIM-23 Hawk, 36 peces d'artilleria de 155mm, 7 peces d'artilleria de 175mm, grans quantitats de munició de 105mm i de 175mm, equips de tecnologia punta, com els míssils AGM-65 Maverick i BGM-71 TOW, armes que havien entrat en producció només un o pocs anys abans. La major part dels avions de combat que arribaren durant la guerra havien estat presos directament de les unitats de la Força Aèria dels Estats Units. La major part de l'equipament arribà un cop s'havia assolit l'alto el foc. El cost total de l'equipament va ser aproximadament de 800 milions de dòlars (US$ 4,19 bilions de 2012)
El 13 i el 15 d'octubre, els radars de defensa aèria egípcia detectaren un avió a una altitud de 25.000 metres i a una velocitat de Mach 3, sent impossible d'interceptar tant pels caces com pels míssils SAM. L'avió va travessar tota la zona del canal, els ports navals de la mar Roja (Hurghada i Safaga), volà sobre les bases aèries i les defenses aèries del delta del Nil i, finalment, desaparegué de les pantalles de radar sobre la Mediterrània. La velocitat i l'alçada eren les del SR-71 Blackbird estatunidenc, un avió de reconeixement estratègic de llarg abast. D'acord als comandants egipcis, la intel·ligència que els donaren aquests vols de reconeixement ajudaren els israelians a preparar l'atac del 14 d'octubre i els ajudaren a portar a terme l'operació Stouthearted Men.

### Ajuts a Síria i Egipte

#### L'ajut soviètic

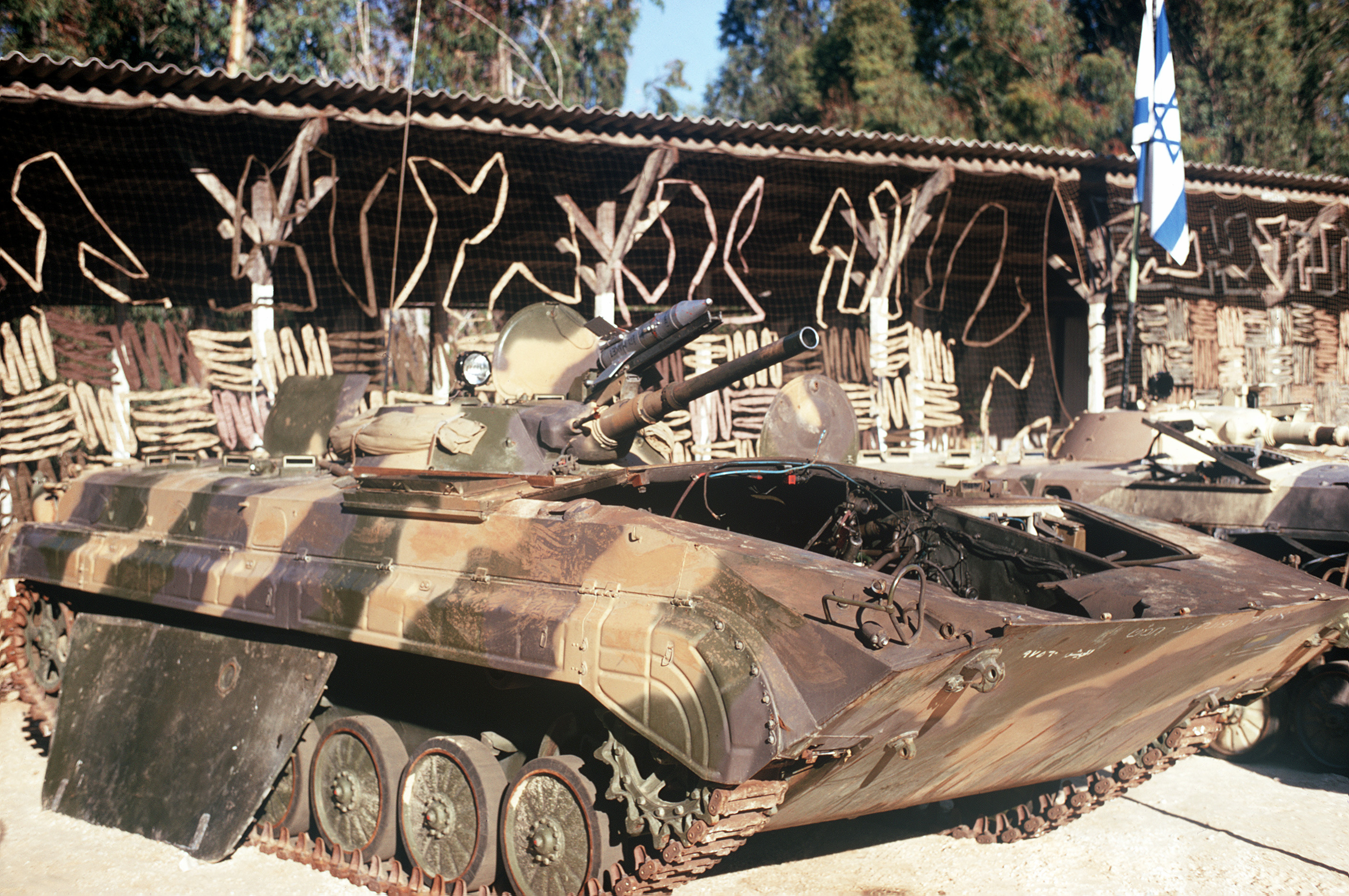
Un BMP-1 de construcció soviètica capturat per les tropes israelianes.

Des del 9 d'octubre, la Unió Soviètica començà a enviar subministraments a Egipte i Síria tant per aire com per mar. Els soviètics traslladaren per aire entre 12.500 i 15.000 tones de subministraments, de les quals 6.000 tones eren per Egipte, 3.750 eren per Síria i 575 per Iraq. El general Shazly, ex-cap d'estat major egipci, afirmà que més de la meitat del maquinari soviètic traslladat per aire va anar a Síria. D'acord amb Ze'ev Schiff, les pèrdues àrabs van ser tan altes i la taxa de deserció era tan gran que l'equip va haver de ser pres directament dels magatzems soviètics i del Pacte de Varsòvia per tal de subministrar el pont aeri. Els Antónov An-12 i els AN-22 van realitzar unes 900 missions durant el pont aeri.
Els soviètics enviaren 63.000 tones més, principalment a Síria, mitjançant transports navals el 30 d'octubre. L'historiador Gamal Hammad afirma que 400 tancs T-55 i T-62 arribats per mar van ser dirigits a substituir les pèrdues sirianes, transportades des del port d'Odessa al mar Negre fins al port sirià de Latakia. Hammad afirmà que Egipte no va rebre tancs dels soviètics, afirmació discutida per Schiff, que afirmà que els carregats de tancs i armament divers arribaren als ports egipcis, algerians i sirians durant la guerra. La via marítima podria haver traslladat armes nuclears soviètiques, que van quedar-se al port d'Alexandria sense ser descarregades fins a novembre per tal de fer front als preparatius nuclears israelians, que els satèl·lits soviètics havien detectat. La preocupació estatunidenca sobre les possibles ogives nuclears pels míssils Scud soviètics a Egipte contribuïren a la decisió de Washington a declarar el nivell DEFCON 3.
Al front del Golan, les forces sirianes van rebre suport directe dels tècnics i dels militars soviètics. En començar la guerra s'estima que hi havia uns 2.000 soviètics a Síria, dels quals 1.000 servien a les unitats de defensa aèria siriana. Els tècnics soviètics repararen els tancs malmesos, l'equipament de radar i dels SAMS, muntaven els caces que arribaven per via marítima, i portaven els tancs des dels ports fins a Damasc. Tant al front del Golan com al del Sinaí, el personal militar soviètic es dedicà a recuperar tot l'equipament militar israelià abandonat per enviar-lo cap a Moscou. Els consellers soviètics estaven presents als posts de comandament sirians "a tots els graons, des de batalló fins a dalt, incloent-hi el quarter general suprem". Alguns soviètics van entrar en combat amb els sirians, estimant-se que uns 20 van resultar morts en combat i diversos més van ser ferits. El juliol del 1974, el ministre de defensa israelià Ximon Peres informà la Knesset que diversos oficials soviètics de molt alt rang havien resultat morts al front sirià durant la guerra. Va haver-hi rumors segons els quals alguns havien estat fets presoners, però es negà. Malgrat això, s'assenyalà que es permeté emigrar a diversos jueus soviètics després de la guerra, fent que se sospités que es tractava d'un intercanvi ocult. The Observer va informar que 7 soviètics uniformats van ser fets presoners en rendir-se quan els israelians van superar el seu búnker. Els israelians suposadament van portar els presoners a la base aèria Ramad David per interrogar-los, i tractaren l'incident amb un gran secret.
La intel·ligència militar israeliana informà que avions MiG-25 pilotats pels soviètics realitzaren vols de reconeixement sobre la zona del Canal.

#### D'altres països
En total, els països àrabs aportaren 100.000 soldats més a Egipte i Síria. Al costat d'Egipte, Síria, Jordània i Iraq, diversos països àrabs també participaren en la guerra, portant més armes i finançament.
Malgrat això, gairebé tots els reforços àrabs van arribar sense cap pla logístic o suport, esperant que fossin els seus amfitrions qui els ho subministressin, i en diverses ocasions causaren diversos problemes logístics. Al front sirià, la mancança de coordinació entre les forces àrabs va fer que en diverses ocasions hi hagués casos de foc amic.
Algèria envià un esquadró de MiG-21 i de Su-7 a Egipte, que arribaren al front entre el 9 i l'11 d'octubre. També enviaren una brigada armada de 150 tancs, els elements d'avançada de la qual arribaren el 17 d'octubre, però arribaren al front el 24, massa tard per participar en els combats. Després de la guerra, durant els primers dies de novembre, Algèria diposità al voltant de 200 miliols de dòlars amb la Unió Soviètica per finançar les adquisicions d'armes per Egipte i Síria.
Líbia, que tenia tropes estacionades a Egipte des d'abans de l'esclat de la guerra, aportà una brigada cuirassada i dos esquadrons de caces Mirage V, dels quals un esquadró va ser pilotat per la Força Aèria Egípcia i l'altre per pilots libians. Líbia a més també envià ajut financer. Marroc envià una brigada d'infanteria i un regiment cuirassat a Síria. Una brigada formada per palestins es trobava a Egipte abans de l'esclat de la guerra. L'Aràbia Saudita i Kuwait enviaren cadascun 3.000 soldats a Síria; que arribaren amb els reforços jordans i iraquians a temps per la nova ofensiva siriana programada pel 23 d'octubre, la qual finalment va ser cancel·lada. Kuwait també va enviar tropes a Egipte; i tant Kuwait com l'Aràbia Saudita també enviaren ajut financer. Tunísia envià entre 1.000 i 2.000 soldats a Egipte, on van ser estacionats al delta del Nil i alguns van ser enviats a defensar Port Said. El Líban envià unitats de radar a Síria per la defensa aèria. Sudan desplegà una brigada d'infanteria, formada per 3.500 homes, que arribaren a Egipte el 28 d'octubre, massa tard per a participar en la guerra.
A més de les forces enviades a Síria, Iraq envià un esquadró de Hawker Hunter a Egipte. L'esquadró no trigà a guanyar-se una reputació entre els comandants de camp egipcis per la seva habilitat en el suport aeri, en particular en els atacs antitancs.
Cuba envià aproximadament 4.000 tropes, incloent-hi tripulacions de tancs i helicòpters a Síria, i informaren haver entrat en operacions de combat contra les tropes israelianes. Corea del Nord envià 20 pilots i 19 personals no-combatent a Egipte. La unitat va lluitar en 4 ó 6 combats contra els israelians des d'agost i fins al final de la guerra. D'acord amb Shlomo Aloni, el darrer combat aeri al front egipci, que va tenir lloc el 6 de desembre, va tenir F-4s israelians combatents amb MiG-21s pilotats per nord-coreans. Els israelians van abatre un MiG, i un altre va ser erròniament abatut per les defenses aèries egípcies. Les fonts egípcies afirmen que els nord-coreans no van patir baixes, però no reclamaren cap victòria aèria en els seus combats.

## Armament
Els exèrcits àrabs estaven equipats amb armament predominantment de fabricació soviètica, mentre que l'armament israelià era principalment occidental. Els T-54/55s i els T-62s àrabs estaven equipats amb equips de visió nocturna, el qual mancava als tancs israelians, donant-los avantatge en els combats nocturs; mentre que els tancs israelians disposaven d'un blindatge i d'un armament millor. Els tancs israelians també tenien avantatge en la posició casc-baix, on els angles més escarpats comportaven menys exposició. Els canons principals dels tancs soviètics només podien baixar 4°. En contrast, els canons de 105mm dels Centurion i els Patton podien baixar fins a 10°.
| Tipus                 | Exèrcits àrabs | IDF |
| --------------------- | --- | --- |
| AFVs                  | Egipte, Síria i Iraq feien servir T-34/85, T-54, T-55, T-62 i PT-76, a més de SU-100/152 de la II Guerra Mundial. | M50 i M51 Shermans amb motors millorats, M48A5 Patton, M60A1 Patton, Centurion, Sho't i uns 200 T-54/55 capturats durant la Guerra dels Sis Dies. Tots els tancs havien estat dotats del canó L7 de 105mm abans de la guerra. |
| APCs/IFVs             | BTR-40, BTR-152, BTR-50, BTR-60 APC's & BMP 1 IFV's                                                               | Semi-erugues M2 /M3, M113 |
| Artilleria            | Obusos Obús M1937, BM-21, D-30 (2A18), canó de camp M1954                                                         | obús autopropulsat M109, canó autopropulsat M107, obús autopropulsat M110, obús autopropulsat M50, morter autopropulsat Makmat 160 mm, Obús de 155 mm Model 50, Soltam M-68 i canó de camp M1954 (M-46) de 130 mm             |
| Avions                | MiG-21, MiG-19, MiG-17, Su-7B, Tu-16, Il-28, Il-18, Il-14, An-12, Aero L-29                                       | A-4 Skyhawk, F-4 Phantom II, Dassault Mirage III, Dassault Super Mystère, IAI Nesher |
| Helicòpters           | Mi-6, Mi-8 | Super Frelon, CH-53, AB-205 |
| AAW                   | SA-6 Gainful, SA-3 Goa, SA-2 Guideline, ZSU-23-4, Strela 2                                                        | MIM-23 Hawk, MIM-72/M48 Chaparral, Bofors 40 mm |
| Armament d'infanteria | subfussell Port Said, AK-47, RPK, RPD, DShK HMG, AT-3 Sagger, RPG-7 i rifle sense retrocés B-11                   | Uzi, FN FAL, AK-47, FN MAG, M2 Browning, Nord SS.11, LAW, TOW, RL-83 Blindicide and rifle sense retrocés M40 |
| Míssils Mar a Mar     | P-15 Termit | míssil Gabriel |
| Míssils Aire-Aire     | Vímpel K-13 | Shafrir 2, AIM-9 Sidewinder, AIM-7 Sparrow |
| Míssils Aire-Terra    | | Míssil anti-radiació AGM-45 Shrike |

## El front local durant la guerra
La guerra creà un estat d'emergència als països participants en els combats. Des de l'esclat de la guerra, les sirenes d'atac aeri sonaren per tot Israel. Durant la guerra, els enfosquiments eren obligatoris a les ciutats principals. El govern egipci començà a evacuar els turistes estrangers, i l'11 d'octubre de 1973, el vaixell egipci Syria abandonà Alexandria dirigint-se cap al Pireu amb turistes que volien abandonar Egipte. La Secció d'Interessos estatunidenca a Cairo també demanà assistència al govern per evacuar turistes americans a Grècia. El 12 d'octubre, Kissinger ordenà a la Secció d'Interessos a Cairo que accelerés els preparatius per l'evacuació dels turistes americans a Egipte, mentre que notificava aquestes accions a Israel per tal que no es produïssin operacions militars accidentals contra ells.

## Negociacions post-alto el foc

### Kissinger empeny per la pau
El 24 d'octubre, el Consell de Seguretat de les Nacions Unides aprovà la Resolució 339, servint com una nova crida a totes les parts perquè s'adherissin als termes de l'alto el foc establerts a la Resolució 338. Els principals combats al front egipci acabaren el 26 d'octubre, però encara van tenir lloc alguns intercanvis de foc a les línies d'alto el foc i alguns atacs aeris sobre el Tercer Exèrcit. Mentre que tenien lloc alguns avanços israelians, Kissinger amenaçà de donar suport a una resolució de retirada a les Nacions Unides, però abans que Israel pogués respondre, el conseller nacional de seguretat egipci Hafez Ismail envià a Kissinger un missatge sorprenent: Egipte volia entrar en converses directes amb Israel, per tal de poder portar subministraments no militars al Tercer Exèrcit i per assolir un alto el foc complet.
Al vespre del 25 d'octubre, Kissinger aparegué davant la premsa al Departament d'Estat. Va descriure les diverses etapes de la crisi i l'evolució de la política estatunidenca. Va examinar les dues primeres dues setmanes de la crisi i l'alerta nuclear, reiterà l'oposició de les tropes americanes i soviètiques a la zona i s'oposà més fortament als moviments unilaterals soviètics. Llavors repassà les perspectives per a un acord de pau, el qual va qualificar de "molt prometedor", i va tenir paraules conciliatòries cap a Israel, Egipte i fins i tot per a la Unió Soviètica. Kissinger va concloure la seva intervenció parlant sobre els principis d'una nova política estatunidenca vers el conflicte araboisraelià dient:
La nostra posició és que... les condicions que produïren aquesta guerra eren clarament intolerables per a les nacions àrabs i que en el procés de negociacions serà necessari fer concessions substancials. El problema serà per relacionar la preocupació àrab per la sobirania sobre els territoris que preocupen Israel per la seguretat a la frontera. Creiem que el procés de les negociacions entre les parts és un component essencial de tot això.
Quandt considerà que "Va ser una actuació brillant, una de les més impressionants." Una hora més tard el Consell de Seguretat de l'ONU adoptà la Resolució 340. En aquesta ocasió l'alto el foc es va respectar, i la quarta guerra araboisraeliana havia acabat.

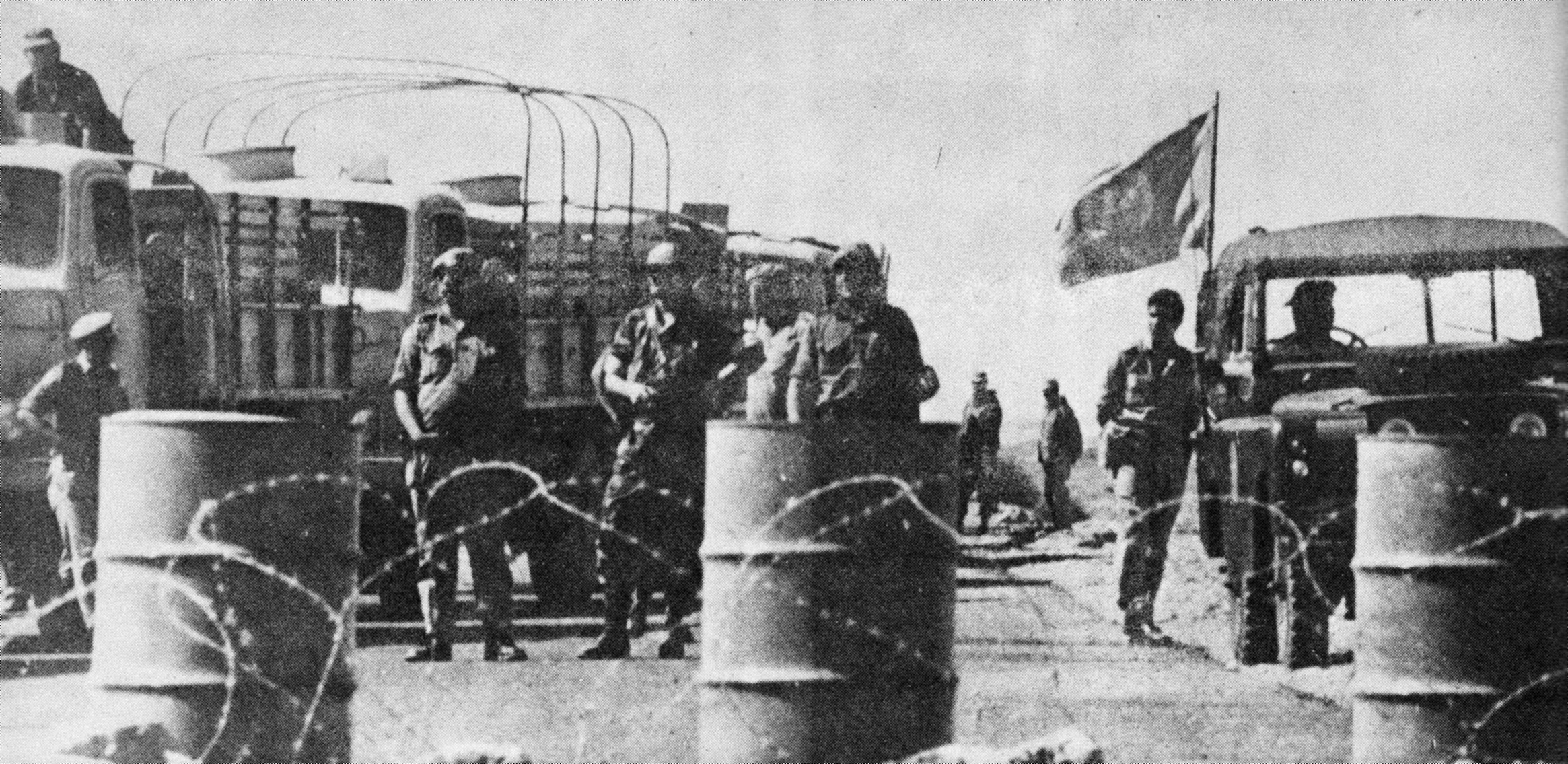
Forces d'emergència de les Nacions Unides al kilòmetre 101.

### De la retirada a la pau
Les converses de Retirada van tenir lloc el 28 d'octubre de 1973 al "kilòmetre 101" entre el Tat Aluf israelià i el major general egipci Abdel Ghani el-Gamasy. Finalment, Kissinger va llançar la proposta a Sadat, qui es mostrà d'acord. Els punts de control de les Nacions Unides van ser posats en funcionament substituint els israelians, es va permetre passar els subministraments no militars, i començà l'intercanvi de presoners de guerra.
Al desembre de 1973 se celebrà una conferència a Ginebra. Tots els participants a la guerra (Israel, Síria, Jordània i Egipte) van ser convidats a unir esforços amb la Unió Soviètica i els Estats Units per assolir finalment la pau entre àrabs i israelians. Aquesta conferència va ser reconeguda mitjançant la Resolució 344 del Consell de Seguretat de les Nacions Unides, basada en la Resolució 338, reclamant una "pau justa i duradora". Malgrat tot, la conferència va haver de ser ajornada fins al 9 de gener de 1974, car Síria es negava a assistir-hi.
Després que fracassés la conferència, Henry Kissinger començà a portar a terme una diplomàcia express, reunint-se directament amb els israelians i els àrabs. El primer resultat concret va ser un acord inicial de retirada militar, signat per Israel i Egipte el 18 de gener de 1974. L'acord, conegut habitualment com a "Sinaí I", rebé el nom oficial de "Tractat de Separació de Forces de Sinaí". Sota aquests termes, Israel acceptà retirar les seves forces de les zones a l'oest del Canal de Suez que havia ocupat des del final de les hostilitats. A més, es retiraren de tot el front per crear zones de seguretat per Egipte, les Nacions Unides i Israel, cadascuna d'uns 10 kilòmetres d'ample. D'aquesta manera Israel es retirà fins a quedar per darrere del canal de Suez, però encara ocupava gairebé tot el Sinaí. Aquest va ser el primer de molts acords "Territoris per Pau", on Israel desocupava territoris a canvi dels tractats.
El 4 de setembre de 1975 se signà a Ginebra un altre acord de retirada entre Egipte i Israel, l'Acord Interí del Sinaí, conegut com a "Sinaí II". Segons aquest acord, Israel es retirava entre 20 i 40 km més enllà, i la zona seria ocupada per tropes de les Nacions Unides. Després de l'acord, Israel encara ocupava més de dos terços del Sinaí, la qual cosa es demostraria ser una valuosa moneda de canvi en les negociacions que havien de venir.
Al front sirià, seguien tenint lloc les batusses i els intercanvis d'artilleria. La Diplomàcia "Llançadora" de Kissinger eventualment produí un acord de retirada el 31 de maig de 1974, basat en l'intercanvi de presoners de guerra, la retirada israeliana fins a la Línia Púrpura i l'establiment d'una zona de seguretat en mans de les Nacions Unides. L'acord acabà amb els intercanvis de foc que sovint tenien lloc a la línia d'alto el foc entre Israel i Síria. Per tal de mantenir la pau al Golan, les Nacions Unides establiren la força de manteniment de la pau UNDOF (UN Disengagement and Observer Force – Força de les Nacions Unides de Retirada i Observació)
Finalment, el 17 de setembre de 1978 s'assolí un acord de pau entre Israel i Egipte als famosos Acords de Camp David després de les negociacions auspiciades pel President dels Estats Units Jimmy Carter. D'acord amb el tractat, les tropes israelianes es retirarien gradualment del Sinaí, amb les darreres tropes marxant el 26 d'abril de 1982. Avui en dia (2013) encara no hi ha cap acord de pau formal entre Israel i Síria.

## Baixes
Israel patí entre 2.521 i 2.800 morts en combat. A més, entre 7.250 i 8.800 soldats van resultar ferits. Uns 293 israelians van ser fets presoners. Aproximadament 400 tancs israelians van ser destruïts, i 600 més van ser malmesos però van ser tornats a posar en servei després de sotmetre'ls a reparacions. Un dels principals avantatges dels israelians, advertit per molts observadors, va ser la seva capacitat per tornar tancs malmesos al combat. La Força Aèria Israeliana va perdre 102 avions: 32 F-4s, 53 A-4s, 11 Mirages i 6 Super Mysteres; a més de dos helicòpters, un Bell 205 i un CH-53. D'acord al ministre de Defensa Moixé Dayan, gairebé la meitat dels aparells perduts van ser-ho durant els 3 primers dies de la guerra. Les pèrdues per sortida de combat van ser menors que a la guerra dels Sis Dies de 1967.

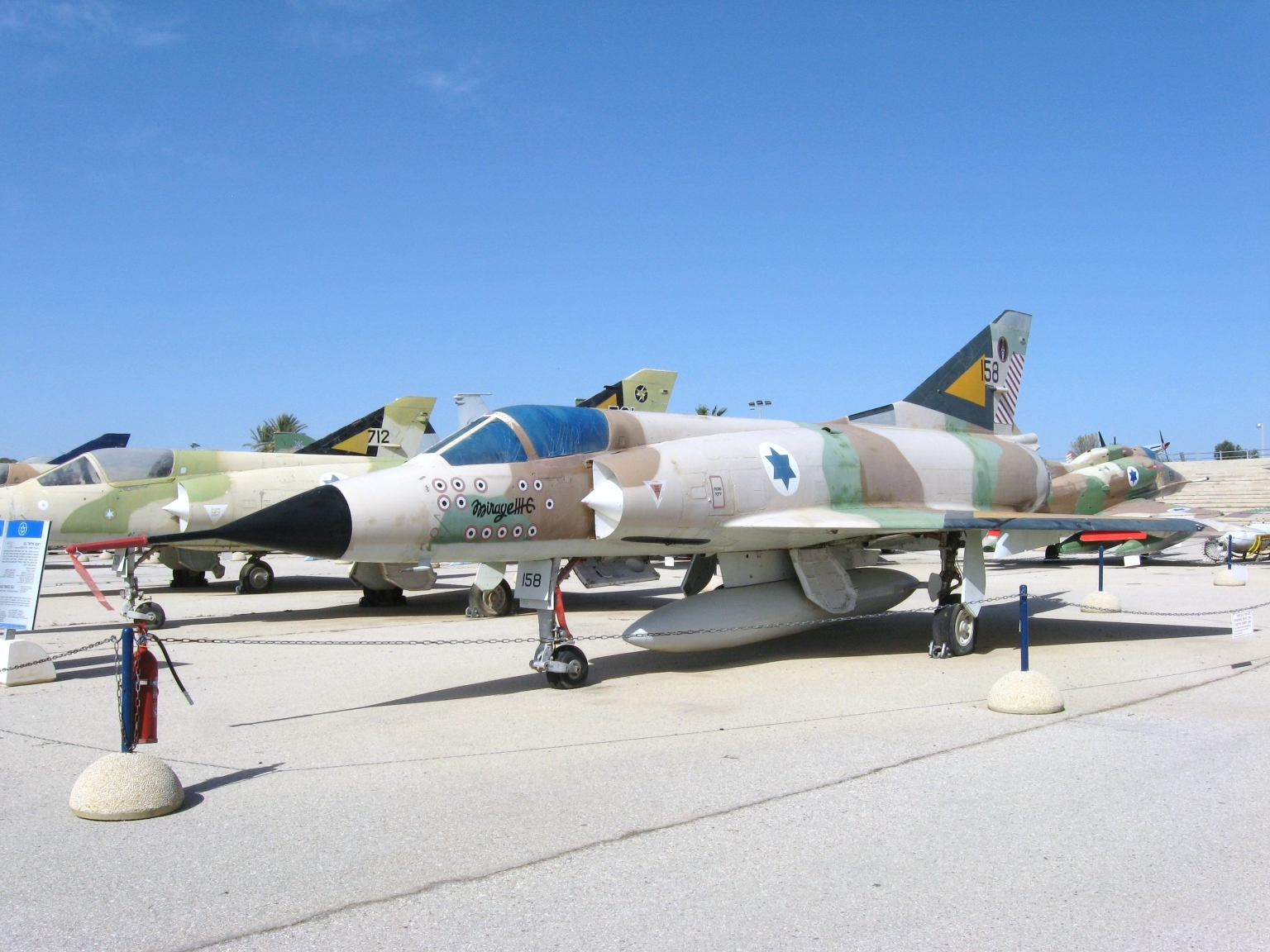
Un Mirage IIIC de la Força Aèria Israeliana. Les marques al front indiquen que aquest avió en particular aconseguí 13 victòries aèries.

Se sap que les baixes àrabs van ser molt més altes que les d'Israel, tot i que les xifres exactes són difícils de precisar, car ni Egipte ni Síria van donar mai xifres oficials. L'estimació més baixa de baixes és de 8.000 morts (5.000 egipcis i 3.000 sirians) i 18.000 ferits; mentre que les estimacions més altes són de 18.500 morts (15.000 egipcis i 3.500 sirians). La majoria de les estimacions estan en un entremig, amb la Insight Team de The Sunday Times de Londres donant uns 16.000 morts entre sirians i egipcis i una altra font dona unes xifres de 15.000 morts i 35.000 ferits. Les estimacions americanes són de 13.000 morts. Iraq va tenir 278 morts i 898 ferits, mentre que Jordània va tenir 23 morts i 77 ferits. Uns 8.372 egipcis, 392 sirians, 13 iraquians i 6 marroquins van ser capturats. Les pèrdues en blindats àrabs va ser de 2.250, encara que Garwych dona una xifra de 2.300. 400 d'aquests van anar a parar a mans israelianes, sent incorporats al servei. Entre 341 i 514 avions àrabs van ser abatuts. D'acord amb Herzog, 334 d'aquests avions van ser abatuts per la Força Aèria Israeliana en combats aire-aire, amb la pèrdua de només 5 avions israelians. El Insight Team del The Sunday Times dona una xifra de 450 avions àrabs abatuts. 19 vaixells àrabs, incloent-hi 10 naus llançamíssils, van ser enfonsats sense que els israelians patissin cap pèrdua.

## Efectes a llarg termini
Les converses de pau al final de la guerra van ser la primera ocasió en què funcionaris àrabs i israelians es trobaven per portar a terme converses públiques des del final de la guerra de 1948.

### La resposta a Israel
Encara que la guerra reforçà la dissuasió militar israeliana, va tenir un efecte atordidor sobre la població d'Israel. Després de la seva victòria a la Guerra dels Sis Dies, els militars israelians van tornar-se complaents. La sorpresa i les sobtades derrotes que van tenir lloc a l'inici de la guerra van causar un terrible cop psicològic als israelians, que fins aquell moment no havien tingut cap amenaça militar seriosa.
Quatre mesos després que finalitzés la guerra començà una protesta contra el govern israelià. Va ser encapçalada per Motti Ashkenazi, comandant de Budapest, el fortí situat més al nord de Bar-Lev i l'únic que no va ser capturat pels egipcis. La ira contra el govern israelià (i contra Dayan en particular) era molt alta. Es demanà a Shimon Agranat, President del Tribunal Suprem d'Israel, que portés a terme una investigació, la Comissió Agranat, sobre els fets que portaren a la guerra i els reversos dels primers dies.
La Comissió Agranat publicà les seves resolucions preliminars el 2 d'abril de 1974. Sis persones van ser considerades particularment responsables dels errors d'Israel:
- Encara que la seva actuació i conducta durant la guerra va ser lloada,[299] es recomanà que el Cap de l'Estat Major de les IDF David Elazar dimitís després que la Comissió el trobà responsable personal per la valoració de la situació i la manca de preparació de les Forces de Defensa d'Israel.
- Es recomanà que dimitissin el Cap d'Aman, Aluf Eli Zeira, i el seu adjunt, cap d'Investigació Tal Aluf Aryeh Shalev.
- Es recomanà que el tinent coronel Bandman, cap de l'oficina d'Aman per Egipte, i el tinent coronel Gedelia, cap d'intel·ligència del Comandament Sud, fossin apartats de les tasques d'intel·ligència.
- Es recomanà que Shmuel Gonen, comandant del front Sud, fos rellevat del servei actiu en l'informe inicial.[300] Se l'obligà a abandonar l'exèrcit després de la publicació de l'informe final de la Comissió, el 30 de gener de 1975, en trobar-se que "fracassà en el compliment adequat de les seves tasques, i era altament responsable de la perillosa situació en què es van trobar les nostres tropes."[301]

En comptes de tranquil·litzar el descontent públic, l'informe (que "insistia que es jutjava els ministres responsables pels errors de seguretat, no per la seva responsabilitat parlamentària, que va caure fora dels seus mandats") l'inflamà. Tot i que va absoldre Meir i Dayan de tota responsabilitat, les demandes perquè dimitissin (especialment Dayan) s'intensificaren. Al desembre de 1973, el partit L'Alineació de Meir va perdre 5 escons a la Knesset a les eleccions legislatives.
L'11 d'abril de 1974, Golda Meïr dimití. El seu govern seguí l'exemple, inclòs Dayan, que prèviament havia ofert la seva dimissió en dues ocasions, la qual havia estat rebutjada en ambdues ocasions per Meir. Al juny es creà un nou govern, i Yitshaq Rabín, que passà la major part de la guerra com a conseller d'Elazar des d'un lloc no oficial, esdevingué Primer Ministre.
El 1999 els líders polítics israelians revisaren la publicació per evitar que es repetissin casos semblants. Es creà el Consell Nacional Israelià de Seguretat per millorar la coordinació entre els diferents cossos de seguretat i d'intel·ligència amb la branca política del govern.

### Resposta a Egipte i Síria
Als estats àrabs (a Egipte en particular) els èxits àrabs durant la guerra van alleugerir el trauma psicològic de la seva derrota a la guerra dels Sis Dies, permetent-los poder negociar amb els israelians com a iguals. A causa dels darrers reversos a la guerra (en què Israel adquirí un gran sortint en terra africà i encara més territori al front sirià), alguns van creure que la guerra ajudaria a convèncer molts al món àrab que Israel no podia ser derrotat militarment, enfortint els moviments de pau i acabant amb la vella ambició àrab de destruir Israel mitjançant la força.
El general Shazly havia aïrat Sadat en demanar la retirada de les forces egípcies del Sinaí per fer front a la incursió israeliana a la riba oest del Canal. Sis setmanes després de la guerra va ser rellevat del comandament i obligat a abandonar l'exèrcit, acabant finalment en un exili polític que durà anys. En tornar a Egipte va ser posat sota arrest domiciliari. Després del seu alliberament, demanà la formació d'un "Alt Comitè Suprem", semblant a la Comissió Agranat israeliana, per tal de "provar, examinar i analitzar" l'actuació de les forces egípcies i les decisions preses pel comandament durant la guerra, però les seves peticions van ser ignorades. Publicà un llibre, prohibit a Egipte, on descrivia els errors militars egipcis i els seus desacords amb Ismail i Sadat sobre la direcció de la guerra.
Els comandants del segon i del tercer exèrcits, els generals Khalil i Wasel, també van ser expulsats de l'exèrcit. El comandant del segon exèrcit egipci a l'inici de la guerra, general Mamoun, patí un infart o, segons altres versions, un col·lapse després de la derrota egípcia durant la batalla de tancs al Sinaí el 14 d'octubre, sent substituït pel general Khalil.
A Síria, el coronel Rafik Halawi, el comandant drus d'una brigada d'infanteria que s'havia col·lapsat durant el contraatac israelià, va ser executat abans que la guerra acabés. Va tenir una vista molt ràpida i va ser sentenciat a mort; i la seva execució va ser immediata. L'historiador militar Zeev Schiff es referí a ell com el "boc expiatori" sirià. Els sirians, malgrat tot, van negar vehementment que Halawi hagués estat executat i realitzà grans esforços en desacreditar l'acusació. Van afirmar que va resultar mort en combat contra Israel i amenaçaren amb un càstig sever a qualsevol que repetís l'acusació d'execució. La seva preocupació feia front a la voluntat de mantenir la lleialtat dels drusos sirians vers el règim d'Assad i evitar que s'unissin als seus correligionaris israelians. El 7 de juliol de 1974, les restes de Halawi van ser retirades d'un hospital militar sirià i va ser enterrat al "Cementiri dels Màrtirs de la Guerra d'Octubre" de Damasc, amb la presència de diversos dignataris sirians. Un analista assenyalà que la presència de tants oficials d'alt nivell era estranya i l'atribuí als esforços sirians per silenciar qualsevol suggeriment d'execució.

### Els Acords de Camp David
La Guerra del Yom Kippur va remoure l'statu quo a l'Orient Mitjà, i la guerra serví com un antecedent directe als Acords de Camp David de 1979. Els Acords resultaren en el Tractat de pau egipci-israelià, el primer entre Israel i un estat àrab. D'acord amb George Friedman, la guerra va fer que els israelians respectessin més els militars egipcis i rebaixaren la seva pròpia confiança, i causà una certa incertesa entre els israelians sobre si podrien derrotar Egipte en una nova guerra. Al mateix temps, els egipcis reconegueren que malgrat les seves millores, finalment van tornar a ser derrotats per Israel, creant dubtes sobre si mai podrien derrotar Israel militarment. Així doncs, ambdós bàndols assumiren que calia seure a una taula de negociacions.
El govern de Rabín estava tocat a causa d'un parell d'escàndols, veient-se obligats a dimitir el 1977. A les eleccions que seguiren, el partit de dretes Likkud va guanyar la majoria a la Knesset, i Menachem Begin, fundador i líder del partit, va ser nomenat Primer Ministre. Això marcà un canvi històric al paisatge polític israelià: per primer cop des de la formació d'Israel, una coalició que no estava liderada pel Partit Laborista controlava el govern.

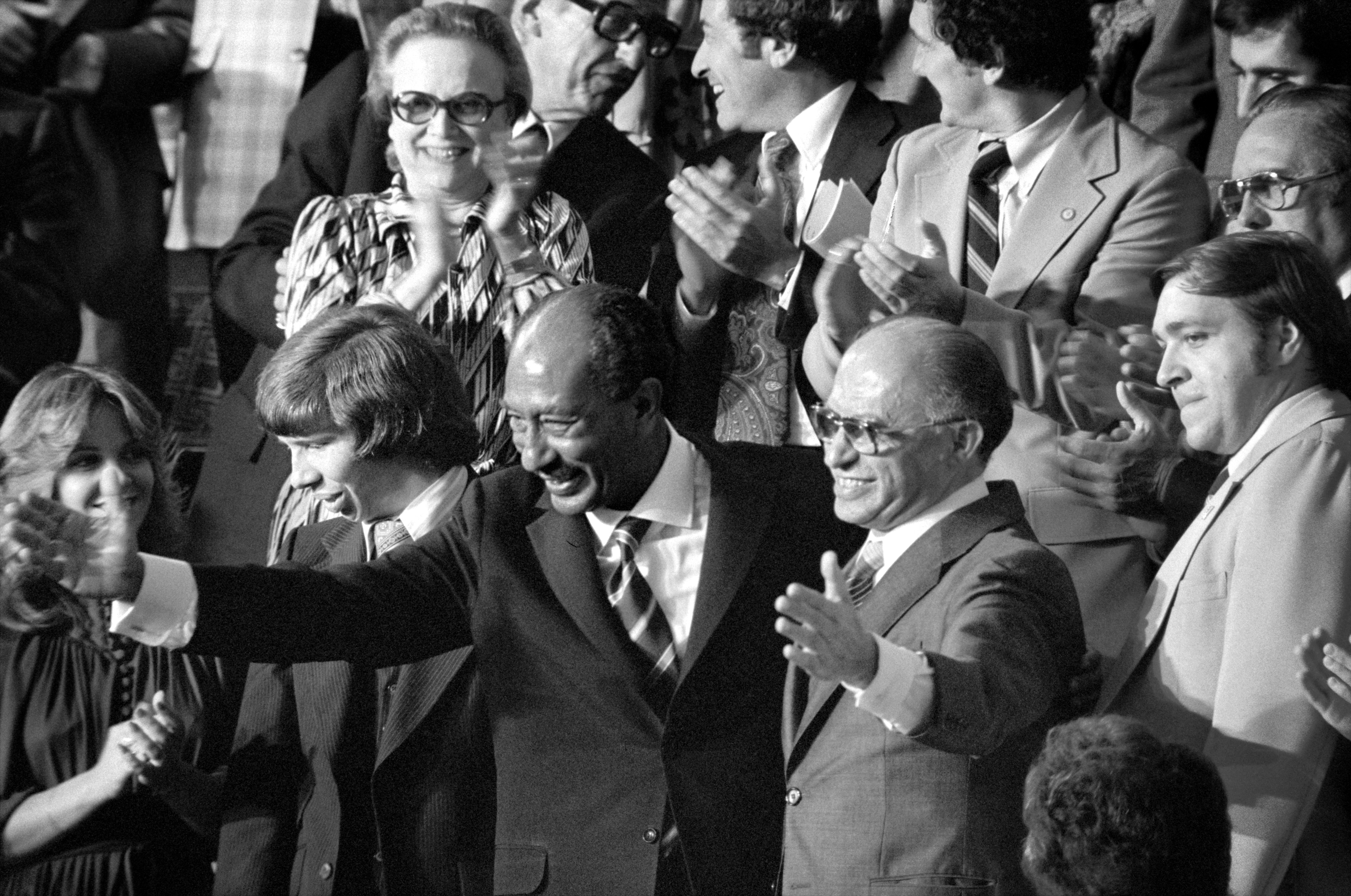
El President d'Egipte i el Primer Ministre d'Israel són aplaudits durant una sessió conjunta del Congrés dels Estats Units a Washington DC, durant la qual el President Jimmy Carter anuncià els resultats dels Acords de Camp David, 18 de setembre de 1978.

Sadat, que entrà a la guerra per tal de recuperar el Sinaí, va quedar cada vegada més frustrat a causa del pas lent del procés de pau. A una entrevista de 1977 amb Walter Cronkite a la CBS News, Sadat va admetre que estava obert a un diàleg més constructiu per la pau, incloent-hi una visita d'estat. Això semblà obrir les comportes, car en una entrevista posterior amb el mateix periodista, Begin, habitualment de línia dura però que potser no volia perdre les comparacions amb Sadat, va dir que seria sensible per a unes millors relacions. El 9 de novembre de 1977, Sadad deixà bocabadat al món quan va dir al Parlament que volia visitar Israel i dirigir-se a la Knesset. Poc després, el govern israelià el convidà cordialment a dirigir-se a la Knesset. Així doncs, al novembre d'aquell mateix any, Sadat va fer el pas sense precedents de visitar Israel, esdevenint el primer líder àrab en fer-ho, i així reconeixent Israel.
Aquest fet projectà el procés de pau. El President dels Estats Units Jimmy Carter convidà tant a Sadat com a Begin a reunir-se a Camp David perquè negociessin una pau final. Les converses van tenir lloc entre el 5 i el 17 de setembre de 1978. Finalment, les converses van tenir èxit; i Israel i Egipte signaren el Tractat de pau egipci-israelià el 1979. Israel subseqüentment retirà les seves tropes i els seus assentaments al Sinaí, a canvi de les relacions normals amb Egipte i una pau duradora.
Molts al món àrab van sentir-se ultratjats per la pau d'Egipte amb Israel. Sadat, en particular, va esdevenir molt poc popular tant al món àrab en general com al seu propi país en particular. Egipte va quedar exclòs de la Lliga Àrab fins al 1989. Fins llavors, Egipte havia estat "al timó del món àrab". Les tensions entre Egipte i els seus veïns àrabs culminaren en la breu Guerra Libio-Egípcia de 1977.
Sadat va ser assassinat dos anys després, el 6 d'octubre de 1981, mentre que assistia a una desfilada en honor del vuitè aniversari de l'inici de la guerra, a mans de membres de l'exèrcit islamista que se sentien ultratjats per les seves negociacions amb Israel.

### L'embargament petrolier
En resposta al suport a Israel dels Estats Units, els membres àrabs de l'OPEP, encapçalats per l'Aràbia Saudita, decidiren reduir la producció de petroli un 5% mensual el 17 d'octubre. El 19 d'octubre, el President Nixon autoritzà un major enviament de subministrament armamentista i de $2.200 milions d'assignacions per Israel. En resposta, l'Aràbia Saudita declarà un embargament contra els Estats Units, al qual s'uniren d'altres exportadors petrolers i que estengueren també contra els Països Baixos i d'altres països, causant la crisi energètica de 1973.

### Commemoracions

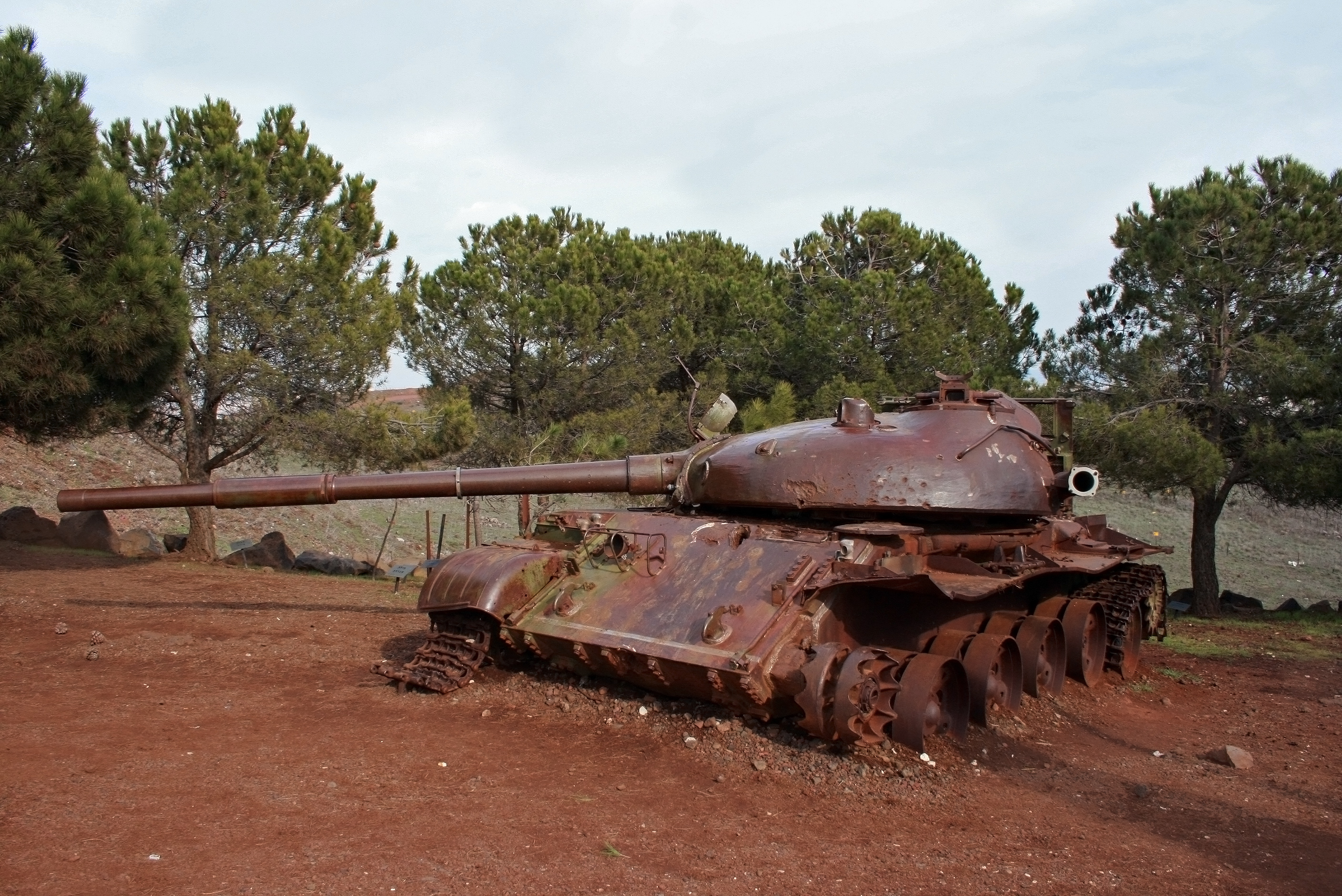
Un T-62 sirià destruït al memorial israelià commemoratiu de la batalla de la "Vall de Llàgrimes", al nord dels Alts del Golan.

El 6 d'octubre és festa nacional a Egipte, anomenada "Dia de les Forces Armades". També és festa nacional a Síria, on és anomenada "Dia d'Alliberament Tishreem". En commemoració del 35è aniversari el 2006, Hosni Mubarak afirmà que el conflicte "albirà una nova vida a Egipte". Va dir que les victòries inicials al conflicte de Síria i Egipte van alleugerir l'amargor àrab sobre la victòria israeliana a la guerra dels Sis Dies de 1967 i que finalment posà les dues nacions a un estat de coexistència pacífica.
A Egipte, molts llocs han estat batejats pel 6 d'octubre i pel 10 de Ramadà (l'equivalent al calendari islàmic. Exemples d'això són el Pont 6 d'octubre a Cairo i les ciutats de Ciutat 6 d'octubre i Ciutat 10 de Ramadà.
El "Museu de la Guerra del 6 d'octubre" va ser erigit el 1989 al districte d'Heliopolis, a Cairo. El centre del museu està ocupat per una rotonda amb una pintura panoràmica de la lluita entre les forces armades israelianes i egípcies. La pintura, creació d'un grup d'artistes i arquitectes nord-coreans, està equipada amb motors per girar 360° durant una presentació de 30 minuts, acompanyada de comentaris en diversos idiomes. Hi ha un museu semblant, el Panomara de la Guerra d'Octubre, a Damasc, també construït amb assistència nord-coreana.
A Israel es pot trobar una mostra de la Guerra del Yom Kippur al Museu del Cos Cuirassat a Yad La-Shiryon.